# Alcalá de Henares
Alcalá de Henares es una ciudad española perteneciente a la Comunidad de Madrid. Su término municipal se extiende sobre la comarca natural de La Campiña, aunque parte de este se extiende sobre La Alcarria. Tiene una población de 200 702 habitantes (INE 2024), y una superficie de 87,99 km². La comarca de Alcalá, que hace las funciones de su área metropolitana, agrupa a cerca de 800 000 habitantes y una superficie de 1421 km².
Está situada en la cuenca del río Henares, al este de la provincia. Sus distancias respecto a otras ciudades son 27 km de Guadalajara y 31 km de Madrid. Es el tercer municipio más poblado de la Comunidad de Madrid —tras la ciudad de Madrid y Móstoles— y el 31.º de España. La Administración Local se ha acogido a la Ley de Grandes Ciudades.
A su vez, Alcalá de Henares es cabeza del partido judicial de su mismo nombre y sede episcopal de la Diócesis Complutense. Fue cabeza de su Comunidad de Villa y Tierra.
Su nombre significa 'castillo sobre el río Henares', por cuya razón aparece en el escudo un castillo sobre ondas de agua que simulan el río Henares. Su fundación se remonta a la época celtíbera (Ikesankom Kombouto o Iplacea), pero será con la llegada de los romanos cuando se formará una ciudad notable llamada Complutum. Por la ciudad han pasado varias culturas, de las cuales tres llegaron a convivir simultáneamente.
Fue declarada Ciudad Patrimonio Mundial por la Unesco en 1998. Gracias al recinto histórico y el rectorado de la Universidad, es una de las nueve ciudades de España que la Unesco ha clasificado como únicas. Es famosa por su Universidad, construida gracias al cardenal Cisneros el 13 de abril de 1499, pero tras languidecer durante el siglo XVIII, mediante la Real Orden de la reina regente de 29 de octubre de 1836, se decretó su supresión en Alcalá y traslado a Madrid, donde pasó a denominarse Universidad Central. Surgió con su estatus actual en 1977, al producirse el fenómeno de descentralización universitaria y constituirse como universidad propia, lo que la convirtió una vez más en ciudad universitaria.
El lema o eslogan Ciudad del saber se está divulgando como identificativo de la ciudad. Las razones expuestas por el ayuntamiento para tal título son: se trata de una ciudad de tres culturas donde convive un espíritu de conocimiento en la Universidad. Hasta hace unos veinte años albergó la sede central del Instituto Cervantes; ahora el edificio del Colegio del Rey es la sede de honor de la asociación de la lengua española.

## Toponimia
Cuando los musulmanes tomaron la ciudad visigoda, trasladaron el núcleo urbano a los cerros, en la margen izquierda del río Henares, colocando este como frontera natural ante los ataques cristianos provenientes del norte. El actual nombre de la ciudad proviene del término árabe al-qal'a Nahar, 'el castillo' o 'fortaleza sobre el Henares', ya que al trasladar el núcleo urbano, los andalusíes construyeron anexo un recinto amurallado del que se conservan ruinas bastante degradadas.[cita requerida]
El nombre fue evolucionando de al-qal'a hasta la actual 'Alcalá'. El apelativo «de Henares» viene por el río que baña la ciudad, cerca del cual estuvo el recinto amurallado árabe, que al ir despoblándose pasó a conocerse como Alcalá la Vieja. La población se restableció en la orilla norte, donde había estado la ciudad visigoda.[cita requerida]
La ciudad romana previa tuvo como nombre Complutum, cuya etimología exacta se desconoce, aunque existe la hipótesis de significar 'confluencia de aguas' en latín (confluvium) o 'campos ricos' en griego (Kompos Ploutos); existe también en el Bierzo la localidad de Compludo cuya etimología parece ser la misma. De la ciudad prerromana (atestiguada por la arqueología) se desconoce la denominación, si bien la leyenda habla de la Iplacea ibérica. Sin embargo, hace unos años se encontró en la ciudad una moneda con una inscripción en escritura celtibérica, Ikesankom Kombouto. Este último parece ser el nombre prerromano de la ciudad, por su parecido con Complutum.
También ha recibido los nombres de «Alcalá del Burgo», «Alcalá de Sant Yuste» y «Alcalá de Santiuste», por la advocación de los Santos Niños, Justo y Pastor (Santiuste proviene de Sancti Iusti, en caso genitivo latino 'referente a San Justo'), allí martirizados a principios del siglo IV.

## Historia
Los orígenes de la ciudad de Alcalá de Henares se remontan a época prehistórica cuyo asentamiento estaba en las elevaciones que se conoce como cerro de Zulema o cerro del Viso, que más tarde tomaría el nombre de San Juan del Viso por una antigua ermita dedicada a san Juan Bautista. Los romanos prefirieron formar su ciudad en terreno llano y así nació Complutum. Los musulmanes construyeron un enclave de defensa, lo que más tarde se conoció como Al-Qalat-Nahar («el castillo del Henares»).
Con la Reconquista Cristiana, la zona de Complutum trasladó su emplazamiento definitivo en torno a lo que es hoy la catedral-magistral.

### Primeros asentamientos
Existen en el término municipal de Alcalá algunos yacimientos arqueológicos de época prehistórica, como el de la Alvega, o el de la Esgaravita, del periodo calcolítico.
A la Edad de Hierro pertenece un castro celtibérico encontrado en la cuesta de Zulema donde se extrajo un pequeño tesoro de monedas. En una de ellas se puede leer el nombre íbero de Alcalá: Ikesancom Kombouto. Tal vez de este nombre pueda derivarse el romano de Complutum, aunque también se puede relacionar con el término latino compluvium ('lugar donde converge el agua') que describiría el terreno en el que confluyen los ríos Henares, Camarmilla y Torote. A partir de la II Edad de Hierro, se detecta un asentamiento carpetano en el cerro del Viso. Este asentamiento parece recibir el nombre de Kombouto o Iplacea.

### La ciudad romana de Complutum

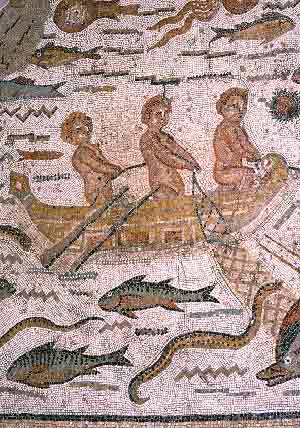
Mosaico en la Casa de Hippolytus

Los romanos apenas habitaron la zona del margen izquierdo del río donde se encontraba el asentamiento celtibérico, en la zona del cerro del Viso. La Pax romana favoreció el hecho de poder trasladar la población a la planicie sin necesidad de ampararse en las fortalezas y en el siglo I la ciudad se trasladó al otro lado del río, en su margen derecha, en una superficie llana, por la zona donde se encuentra el Camino del Juncal. Allí se fue extendiendo la ciudad romana llamada Complutum con un trazado característico romano. Excavaciones arqueológicas han ido sacando a la luz importantes vestigios, como la Casa de Hippolytus convertida en museo.
Más tarde, en el siglo IV (c. 305), durante el gobierno y persecución del emperador Diocleciano, tuvo lugar el martirio de los niños Justo y Pastor. Fueron ejecutados a las afueras de Complutum, en un espacio conocido como Campo Laudable, lugar que los cristianos empezaron a venerar y que con el tiempo sería la sede del templo dedicado a los Niños Mártires. A lo largo del siglo V, con la gradual pérdida de población debida al proceso de ruralización y tras el posible saqueo de la ciudad por los Vándalos, el núcleo urbano se desplazó desde Complutum a la nueva ubicación en el Campo Laudable, en el que ahora es el barrio histórico de Alcalá.

### Llegada de los árabes y reconquista

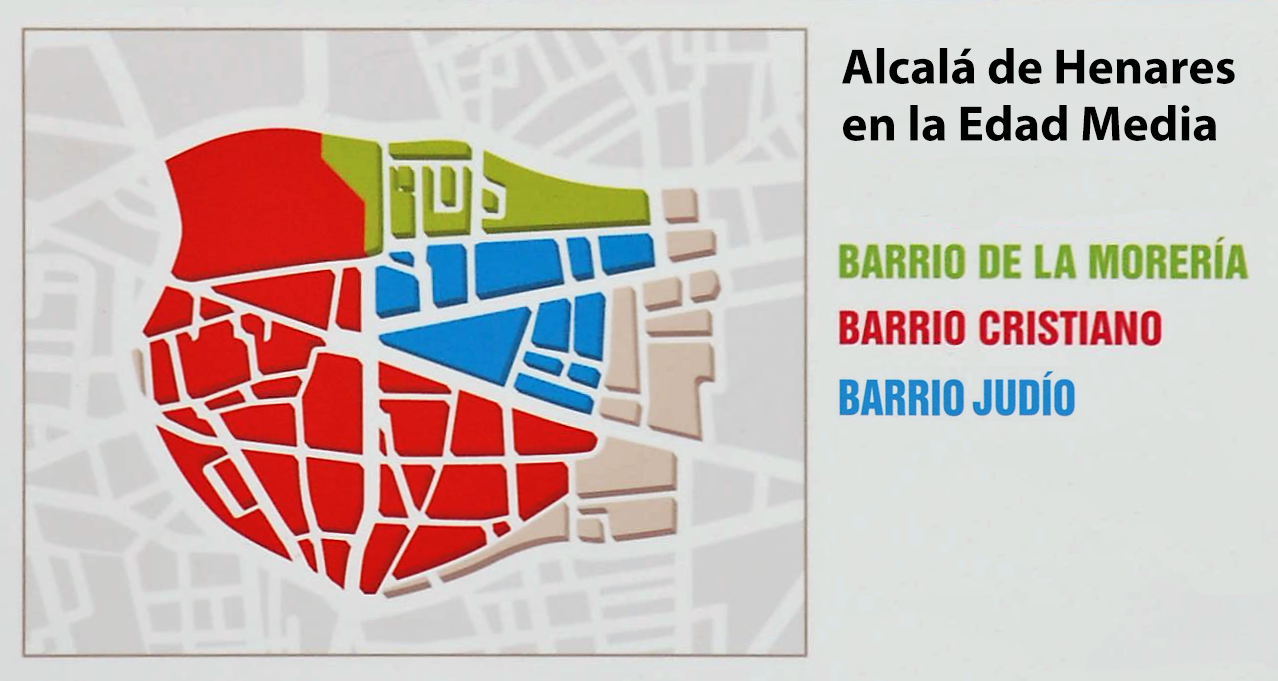
Barrios durante la Edad Media

Los árabes llegaron en el 711 a la península ibérica y fueron dominando el territorio en incursiones hacia el norte. Cuando la zona fue invadida por los árabes, los obispos de Alcalá emigraron a Guadalajara, pero se permitió a la población civil seguir habitando el llamado barrio de Santiuste (barrio de San Justo). Los árabes no se interesaron por este lugar sino por el margen izquierdo del río, que encontraron propicio para la defensa y donde edificaron un castillo que daría el topónimo que se empleó después: al-Qal'at abd al-Salam. El curso del río Henares les sirvió de línea divisoria entre el dominio cristiano y el musulmán, trazando lo que se llamó Marca Media. De esta forma, durante el periodo de dominación musulmana, la ciudad estaría dividida por el río Henares entre la Medina musulmana de Alcalá en el margen izquierdo y el arrabal mozárabe del barrio de Santiuste en el margen derecho. Manteniéndose una presencia constante de población cristiana en torno a un lugar que seguían considerando de gran importancia espiritual. Aun cuando los restos de los Santos Niños habían sido trasladados al norte para evitar su destrucción.
El 3 de mayo de 1118, el arzobispo toledano Bernardo de Sedirac conquistó la plaza musulmana de Alcalá la Vieja (o Alkal'a Nahar) para Castilla. El rey cedió Alcalá y su Tierra al Arzobispado de Toledo, pasando a ser la comunidad de Alcalá un señorío eclesiástico. Pronto, la ciudad gozaría de privilegios, siendo uno de los más importantes la concesión de la celebración de una Feria durante el mes de agosto.[cita requerida]
El Burgo de Santiuste, Alcalá de Santiuste, Alcalá de San Justo o Alcalá de Fenares (nombre del s. XIV) sería un emergente centro de transacciones y mercado comarcal, lo cual haría incrementar la población considerablemente. La aljama o judería y la morería alcalaína fueron de las más notables de Castilla (la aljama complutense está considerada de tamaño medio. Algunos estudios la cifran en 5000 judíos). Durante la Edad Media, en Alcalá convivieron pacíficamente las comunidades de judíos, musulmanes y cristianos.
El día 19 de diciembre de 1308 fue rubricado en la ciudad el tratado de Alcalá de Henares, suscrito por el rey Fernando IV de Castilla y por los embajadores del rey Jaime II de Aragón.[cita requerida]
En 1345 y en 1348 tuvieron lugar en la ciudad las Cortes de Castilla.
En 1390 murió accidentalmente el rey de Castilla Juan I en un torneo celebrado en la Puerta de Burgos.

### SiglosXValXVIII
En enero de 1486 se produjo en la ciudad la primera entrevista entre Cristóbal Colón e Isabel la Católica, para hablar sobre el proyecto de viaje hacia Catay por occidente que daría por resultado el descubrimiento de América.
Se creó la Universidad de Alcalá por iniciativa del cardenal Cisneros en 1499 sobre lo que fueron los Estudios Generales del siglo XIII, compitió con la de Salamanca y por sus aulas pasaron importantes personalidades, como:
- Ambrosio de Morales
- Benito Arias Montano
- Calderón de la Barca
- Domingo Báñez
- Domingo de Soto
- Francisco de Quevedo
- Francisco Díaz
- Francisco Suárez[20]
- Francisco Vallés
- Gabriel Vázquez
- Gaspar Melchor de Jovellanos
- Juan de Ávila
- Juan de Mariana
- Juan de Valdés
- Juan Ginés de Sepúlveda
- Lope de Vega
- Luis de Molina
- Martín de Azpilicueta
- Mateo Alemán
- San Ignacio de Loyola[21]
- San Juan de la Cruz
- Tirso de Molina

El mismo cardenal Cisneros, en 1509 dio para Alcalá y su tierra el Fuero Nuevo que sustituyó ampliando y mejorando los fueros anteriores de 1135, 1223 y el último llamado Fuero Extenso. El fuero de Cisneros tuvo vigencia hasta el siglo XIX con la desaparición del Antiguo Régimen.[cita requerida] Cisneros remodeló la ciudad con ideas renacentistas para crear en ella la Universidad.
Durante la rebelión comunera la ciudad se puso de parte de los comuneros y fue gobernada por ellos entre 1520 y 1521. Entre los comuneros había miembros universitarios. Fueron reprimidos duramente.
En el siglo XVI tuvo lugar un hecho importante para las letras y la cultura españolas: el nacimiento del escritor Miguel de Cervantes. Se conserva su partida de bautismo del 9 de octubre de 1547 en la Casa Consistorial de Alcalá.
El 19 de mayo de 1687 Carlos II concedió a la localidad el título de ciudad.
A comienzos del siglo XVIII, Alcalá fue ocupada por los portugueses durante la Guerra de Sucesión. Después, la ciudad fue perdiendo importancia. En 1785, entró en la Universidad y alcanzó el grado de doctora en Artes y Letras la primera mujer de la historia de España: María Isidra de Guzmán y de la Cerda. En 1793 se detectó la presencia de franceses simpatizantes de la Revolución francesa y se les investigó, varios de ellos posteriormente fueron parte de las primeras familias liberales de la ciudad durante la guerra de la Independencia española y las primeras décadas del siglo XIX.

### SigloXIX

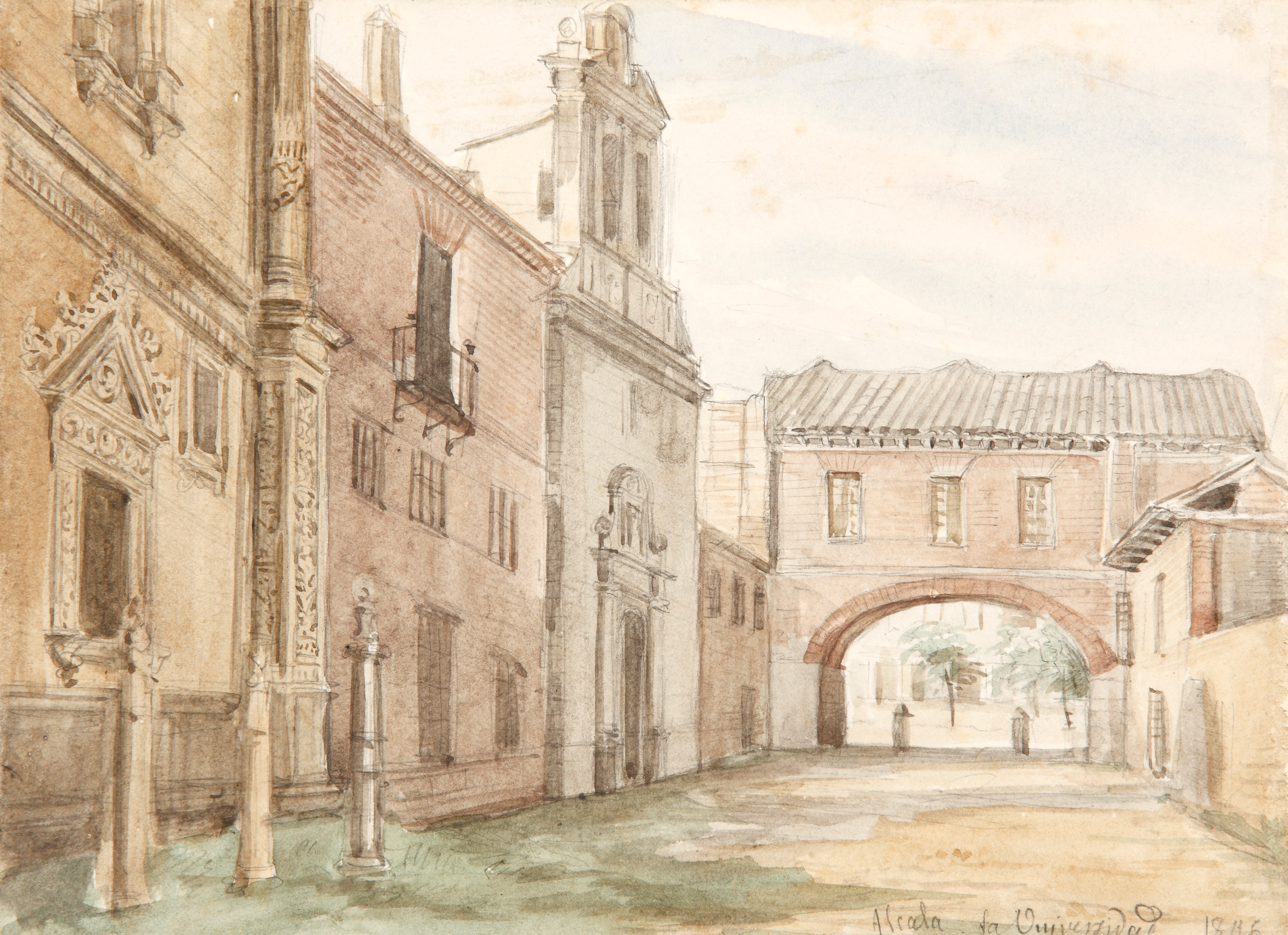
Colegio Mayor y capilla de San Ildefonso (Valentín Carderera, 1846)

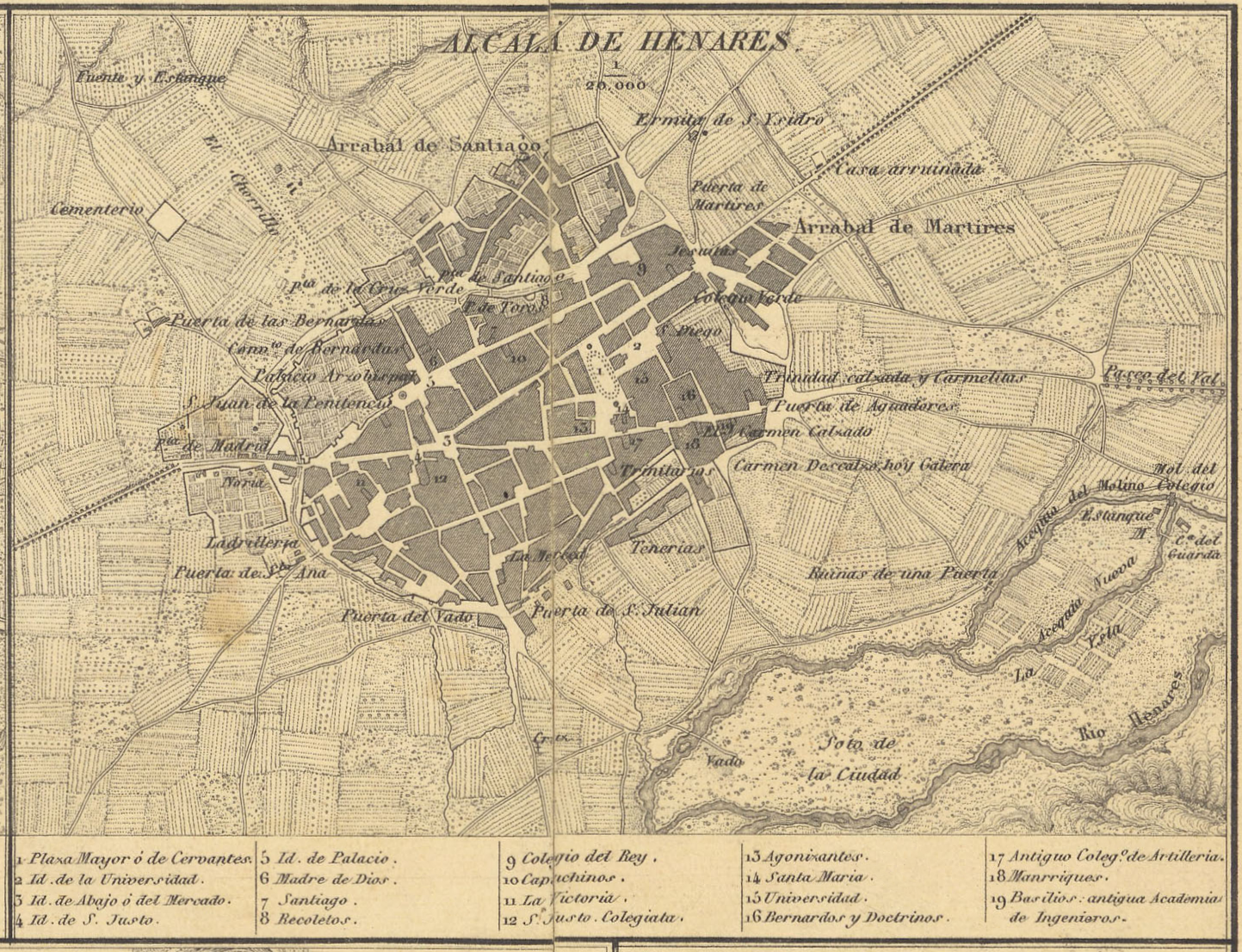
Plano del municipio (Francisco Coello, 1853)

Durante la guerra de Independencia española el rector universitario colaboró con la redacción y aprobación del Estatuto de Bayona. Juan Martín Díez el Empecinado entró en la ciudad varias veces en las luchas contra los franceses. Fue un siglo de decadencia para la ciudad. El final del Antiguo Régimen dio por finalizada su función como cabeza del alfoz que se venía rigiendo foralmente. La incipiente provincia de Madrid asumió el papel capital de Alcalá para toda su Tierra y la Villa y Corte acaparó la gestión del oriente provincial. Así mismo, en 1834 pasó a transformarse de corregimiento a cabeza de partido judicial. La Universidad que había permanecido en la ciudad de Alcalá por más de cuatro siglos, en 1836 fue trasladada a Madrid y rebautizada como Universidad de Madrid, luego como Universidad Literaria de Madrid, en 1851 como Universidad Central de Madrid y en 1970 Universidad Complutense de Madrid. Entretanto sus edificios históricos en Alcalá quedaron desamortizados y abandonados. Sufrieron varios usos inadecuados y deterioros. El principal edificio universitario, el rectorado, fue comprado por la Sociedad de Condueños y alquilado a una orden religiosa para impartir clases de educación secundaria.
La ciudad se sumió en una depresión de la que no conseguiría salir hasta bien entrado el siglo XX. Tal fue la desolación que Alcalá casi se quedó con la quinta parte de su población (de 25 000 a 5600 habitantes). A esto se unió otro hecho centralista, el que impidió que el Arzobispado de Madrid-Alcalá tuviera la sede principal en Alcalá, ya que existe tradición episcopal en la ciudad desde el siglo V hasta el siglo XVII en que se centralizó en Toledo. Además, en 1833 Alcalá quedó fuera del mapa de capitales de provincia, en favor de Madrid y Guadalajara. En 1859 el ferrocarril llegó a la ciudad. En 1872 Paul Lafargue se presentó al Congreso de Zaragoza en representación de una delegación de obreros de Alcalá de Henares de cara a la Primera Internacional.

#### La Sociedad de Condueños
La recuperación del prestigio de la ciudad llegó de la mano de la «Sociedad de Condueños de los Edificios que fueron Universidad», que fue la primera sociedad particular y privada que se creó en España para salvar y conservar filantrópicamente un Patrimonio artístico. La Sociedad de Condueños, una iniciativa de los ciudadanos alcalaínos de 1851 que, viendo como los edificios principales de la ciudad iban a ser subastados, decidieron salvar el patrimonio de la ciudad aportando su dinero y creando una sociedad cuya única finalidad era comprar los edificios emblemáticos de la Universidad para evitar su expolio y, en un futuro, conseguir la vuelta de la Universidad a la ciudad complutense. En la actualidad, los edificios de la Sociedad de Condueños acogen el rectorado y varias facultades de la Universidad.

### SigloXX

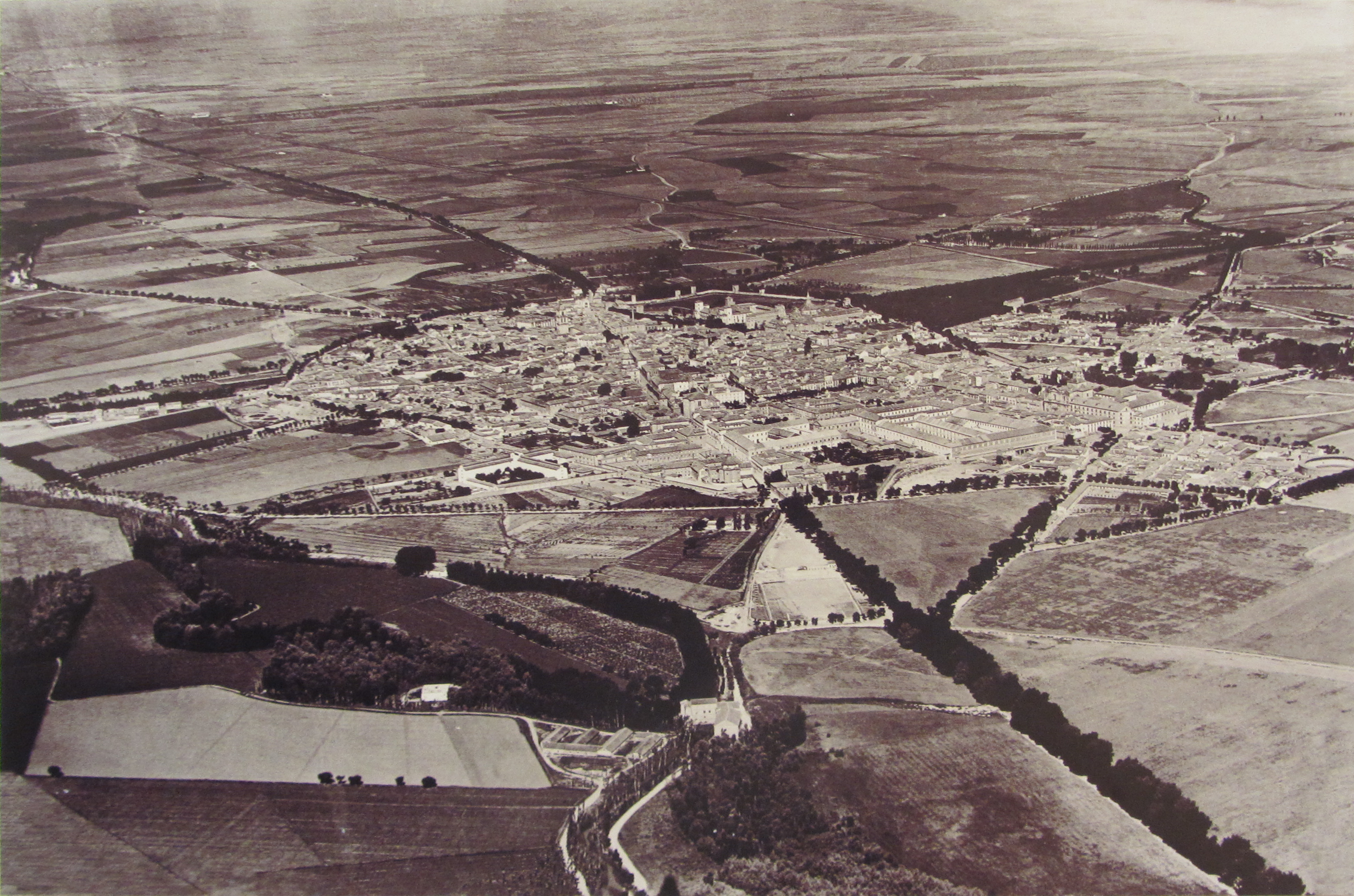
Vista aérea hacia 1930

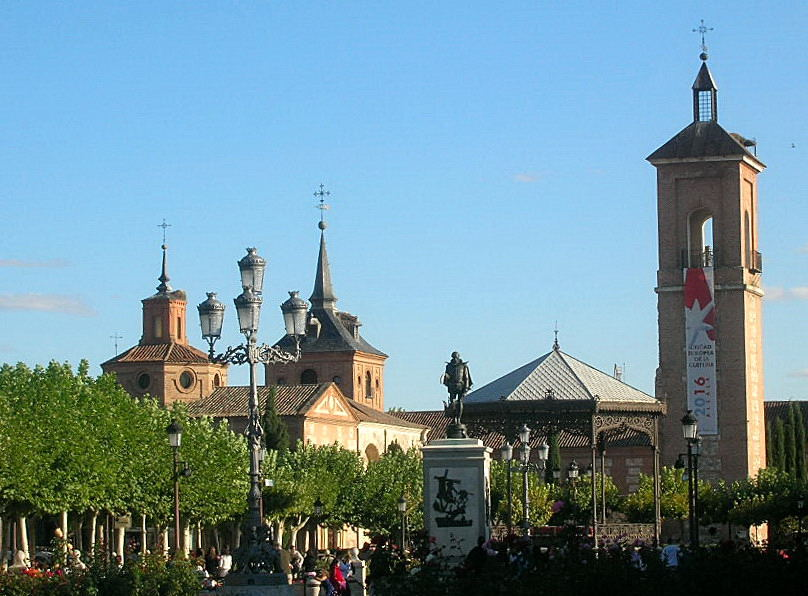
Al fondo, los restos de la parroquia de Santa María la Mayor: capilla del Oidor y torre. La iglesia de Santa María la Mayor fue destruida en un incendio durante la guerra civil española, perdiéndose gran parte de las pinturas que albergaba. Entre los restos que se conservaron, destacan algunos fragmentos de la pila donde fue bautizado Miguel de Cervantes

En 1903 fue el primer lugar de España que eligió con cargo electo a un miembro del PSOE, Fernández Quer como concejal en 1903. En 1913 contó con el aeródromo del Campo del Ángel, que mantuvo el nombre hasta 1934, en 1936 se amplió y pasó a ser el aeródromo militar más moderno de Europa como Aeródromo Barberán y Collar, estuvo en activo hasta 1965. El presidente de la Segunda República, Manuel Azaña, era un alcalaíno de una familia de escribanos, notarios y políticos locales que data en la ciudad desde el siglo XV. En 1929 se abrió la Hostería del Estudiante y se usó para hacer campañas de turismo, así como para atraer a intelectuales de la época. Iniciada la Segunda República en 1931 se terminó de restaurar la Iglesia Magistral y volvió a abrirse al culto, mientras también se restauró el Paraninfo de la Universidad, el cual se usó para diversos actos culturales promovidos por la Universidad Complutense desde Madrid.

#### Guerra Civil
Al inicio de la guerra civil española en 1936 se encontraban acuartelados en la ciudad el 7.º Batallón de Zapadores-Minadores y el Batallón de Infantería Ciclista. Durante el día 18 de julio, se mantuvo una situación de relativa tranquilidad, el día 19 de julio, se detuvo toda actividad comercial y agrícola y las tropas fueron acuarteladas. El día 20, con dos días de retraso con respecto al resto de la sublevación en Madrid y otros puntos de España, algunos oficiales mandaron ocupar los edificios estratégicos de la ciudad, detener al alcalde y los concejales y leer el bando declarando el Estado de Guerra, que fue publicado en la Plaza de Cervantes. Esto provocó confusión tanto entre la población civil como entre la tropa y algunos oficiales que se negaron a sublevarse fueron encarcelados. Algunos soldados habían salido del cuartel con el puño en alto y dando vivas a la República, pues algunos de los oficiales que les mandaban tenían un conocido pasado republicano. 
A la mañana siguiente, una heterogénea columna compuesta por milicianos, guardias civiles y de asalto y algunos soldados profesionales comandada por el coronel Puigdendolas partió de Madrid para poner fin a la sublevación y asegurar Alcalá y Guadalajara. Tras un corto y confuso combate, la tropa desertó y los oficiales se rindieron. Dándose por concluida la sublevación de la guarnición y comenzando el fenómeno represivo que estalló una vez sofocada la rebelión militar. Así, fueron asesinados un cadete y un alférez que volvían al cuartel para entregarse, el coadjutor de la parroquia de San Pedro, Pedro García Izcaray; el sacristán Tomás Plaza, tres sacerdotes canónigos de la Magistral y el padre de uno de ellos. Los milicianos ocupaban las calles y requisaban las existencias de comercios y bares. Empezaron los registros y los saqueos en los domicilios de personas de derechas, y en la misma tarde del 21 de julio empezó a arder la Magistral.
Tras estos hechos y durante el resto de la guerra, Alcalá se mantuvo fiel a la república y se convirtió en una importante base militar y logística del Ejército republicano. En Alcalá de Henares se encontraba la base de la 46.ª División republicana. y el XIV Cuerpo de Ejército Guerrillero. En 1937 fue traído a la ciudad Andreu Nin, donde desapareció, presumiblemente asesinado. Alcalá resistió en defensa de la República hasta el fin de la guerra en los últimos días de marzo de 1939. Justo al final de la guerra el Palacio Arzobispal sufrió un incendio accidental que destruyó una gran parte de los edificios y parte de la documentación del Archivo Central de la Administración que albergaba. Con la entrada de las tropas vencedoras y el nuevo gobierno del general Franco se procedió a la depuración de todo su funcionariado como parte de la represión y siguiendo las leyes de depuración y de responsabilidades políticas.

#### Dictadura
En 1947 se produjo una explosión accidental en el polvorín militar que albergaba el Zulema en la ciudad. Esta explosión cambió para siempre la fisonomía natural de esta parte del término municipal, incluido el curso del río Henares. Provocó la muerte de varios militares y trabajadores, así como la destrucción de varios edificios e infraestructuras. La dictadura del general Franco usó el accidente para crear una falsa investigación que inculpara a personas de partidos y sindicatos de izquierdas en la ciudad que no habían sido represaliados aún desde el fin de la guerra civil en 1939. Se detuvo y encarceló a ochenta y dos personas y acabó con el fusilamiento de ocho de ellos en 1948, ante una protesta en la Organización de Naciones Unidas.
Alcalá fue una ciudad agrícola, militar y de conventos hasta los años 1940, en que la industria cerámica y Forjas de Alcalá (material ferroviario) ayudaron al desarrollo industrial de la década de 1960. Comenzó una reindustrialización de la ciudad que ayudó a su crecimiento. Por esa razón, en 1966 se creó la Universidad Laboral de Alcalá de Henares (ULAH) para formar profesionales para la industria. Fue pionera en varias enseñanzas de este campo, ayudó a revitalizar la cultura de la ciudad y fue un foco de intereses democráticos y movimiento social joven en los últimos años de la dictadura franquista y la Transición a mediados de los años 1970. Actualmente es el Instituto de Educación Secundaria Obligatoria Antonio Machado.
En 1968 su casco histórico se declaró como conjunto histórico-artístico, contando con nueve monumentos nacionales.

#### Transición y democracia

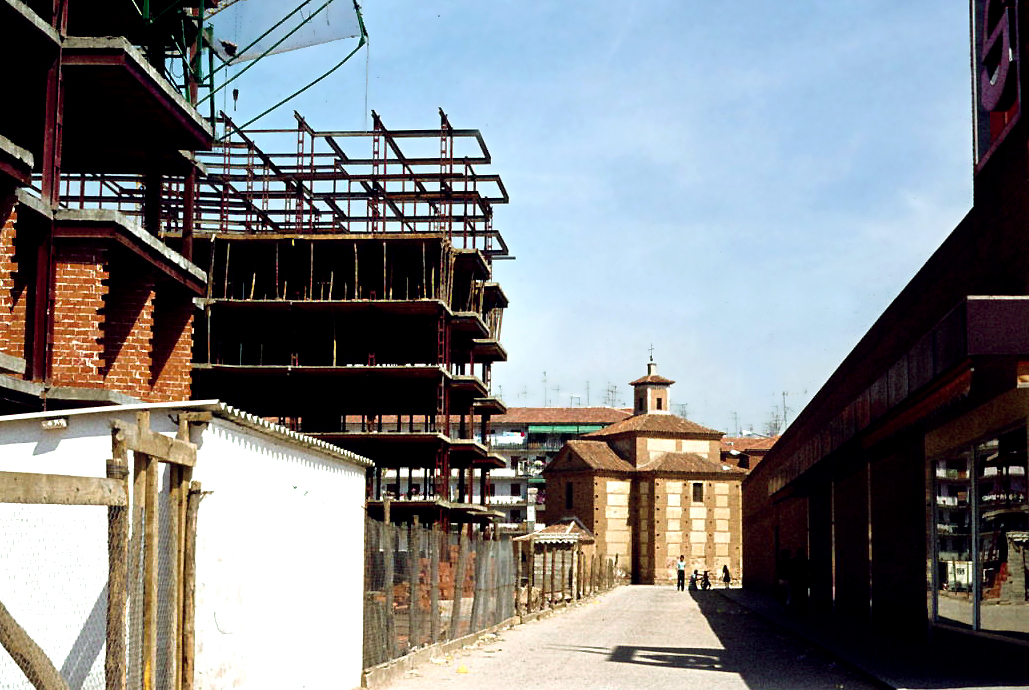
Calle de la ciudad con edificios en construcción y al fondo la ermita de San Isidro, en 1976

Tras la muerte de Franco, en 1977 se fundó una nueva universidad con el nombre de Universidad de Alcalá, lo que supuso un renacimiento cultural de la ciudad y una recuperación de su patrimonio histórico mediante el Convenio Multidepartamental de Alcalá de Henares de 1985.
En 1989 fue una ciudad pionera en España en cuanto a la protección de las cigüeñas como especie en amenaza de peligro de extinción. Elaboró una normativa específica para su protección en el término municipal.
En 1991 se volvió a instaurar la sede episcopal sufragánea de la madrileña y se creó la diócesis de Alcalá de Henares, desgajada del Arzobispado de Madrid-Alcalá. La gótica Iglesia Magistral (única en el mundo junto con la de San Pedro de la ciudad belga de Lovaina por ser su cabildo doctores o profesores, magíster, de la Universidad) fue elevada al rango de catedral-magistral de los Santos Niños Justo y Pastor, dejando atrás su anterior condición de colegiata.
El casco histórico de la ciudad de Alcalá de Henares y su Universidad fueron declarados Patrimonio de la Humanidad por la Unesco en 1998, en reconocimiento a su condición de primera ciudad universitaria planificada como tal que ha existido en el mundo y a su concepción de ciudad que proyectó el ideal humanista a América. El proyecto liderado por el entonces alcalde Bartolomé González Jiménez, se hizo realidad el 2 de diciembre de 1998, en la ciudad japonesa de Kioto.

### SigloXXI
Los atentados del 11 de marzo de 2004 afectaron fuertemente a la ciudad, pues los trenes atacados partieron o pararon en su estación. Además, las bombas de los trenes atacados fueron colocadas en la estación central de la localidad. Horas más tarde, la furgoneta de los terroristas fue localizada a unos metros de la estación. Un buen número de las víctimas eran residentes en la ciudad alcalaína.
En 2005, la ciudad afrontó la celebración del IV Centenario de la publicación del Quijote desde su nueva condición como «gran ciudad», puesto que la urbe complutense se acoge a la Ley de Modernización de las Administraciones Locales o «Ley de Grandes Ciudades». De esta manera, el ayuntamiento gozará de más competencias y autogobierno. Una de las consecuencias visibles es la reducción de los nueve distritos (delegaciones municipales) a las cinco juntas de distrito: Centro, Reyes Católicos, Chorrillo-Garena, Ensanche-Espartales y El Val. En 2011 fue la segunda ciudad en movilizarse por los sucesos del 15 de mayo (15-M), tras Madrid capital. En 2018 inició la peatonalización de su centro histórico y la remodelación de su transporte público.
En mayo de 2023 el resultado electoral de las elecciones municipales permitió una coalición de gobierno entre Partido Popular (PP) y Vox que se materializó en junio siendo Judith Piqué (PP) la primera mujer alcaldesa de la Historia de Alcalá de Henares.

## Geografía

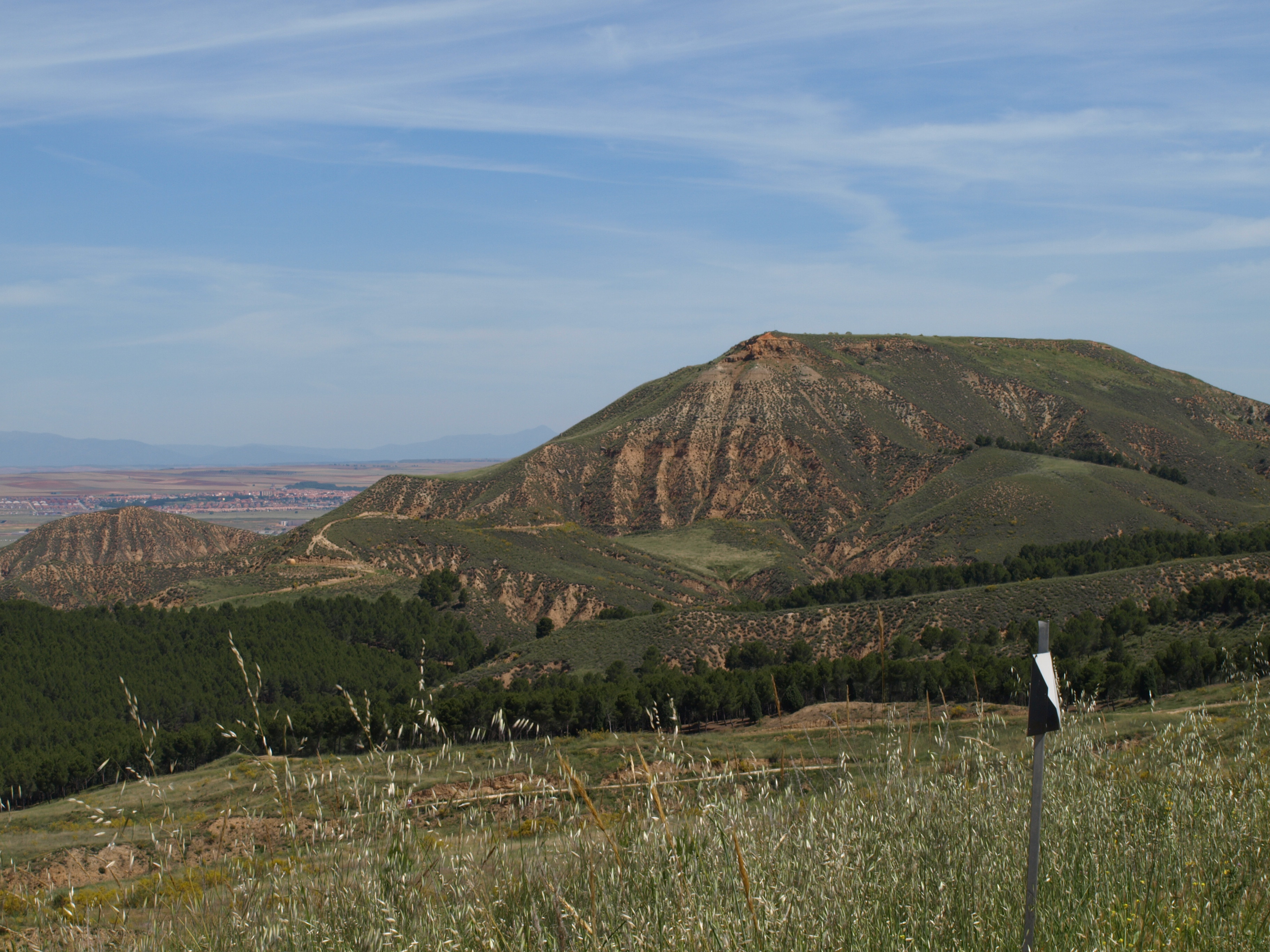
Cerro del Ecce Homo, el punto más alto de Alcalá

El río Henares hace de frontera entre estas dos comarcas: La Alcarria y la Campiña del Henares.
La Alcarria, al sur del Henares, es un páramo de superficie caliza pontiense surcado por cursos de agua que dan lugar a cárcavas y barrancos y relieves quebradizos. La altura del páramo alcarreño en Alcalá llega a los 875 m s. n. m., siendo los cerros testigo del Ecce Homo (836 m) y de San Juan del Viso (790 m) los más característicos por sus formas tabulares.[cita requerida]
La Campiña del Henares, al norte, es un relieve suave y llano con alturas en torno a los 630 metros en el municipio alcalaíno.[cita requerida]
El terreno de uso agrícola es en su mayoría cerealista. Una gran extensión forma parte de la ZEPA (Zona de Especial Protección para las Aves) de las estepas cerealistas de los ríos Jarama y Henares, extraordinario hábitat de avutardas, sisones, carracas, aguiluchos y otras esteparias; y zona de campeo de grandes rapaces, algunas en peligro de extinción. Al Henares desembocan aguas de dos ríos en el término municipal: río Torote y arroyo Camarmilla, ambos de La Campiña.[cita requerida]

### Clima
El clima de Alcalá es de tipo mediterráneo continentalizado, con sus característicos veranos calurosos y secos y sus fríos y húmedos inviernos. La temperatura media anual es de 14 °C. Las extremas máximas pueden llegar a los 40 °C y las mínimas pueden hacer bajar el mercurio hasta los -10 °C (febrero–marzo de 2005). La precipitación anual media se mueve en torno a los 420 milímetros, con máximos en primavera y otoño. Se produce un periodo de aridez estival que coincide con el máximo térmico.
| Parámetros climáticos promedio de Alcalá de Henares, España | Parámetros climáticos promedio de Alcalá de Henares, España | Parámetros climáticos promedio de Alcalá de Henares, España | Parámetros climáticos promedio de Alcalá de Henares, España | Parámetros climáticos promedio de Alcalá de Henares, España | Parámetros climáticos promedio de Alcalá de Henares, España | Parámetros climáticos promedio de Alcalá de Henares, España | Parámetros climáticos promedio de Alcalá de Henares, España | Parámetros climáticos promedio de Alcalá de Henares, España | Parámetros climáticos promedio de Alcalá de Henares, España | Parámetros climáticos promedio de Alcalá de Henares, España | Parámetros climáticos promedio de Alcalá de Henares, España | Parámetros climáticos promedio de Alcalá de Henares, España | Parámetros climáticos promedio de Alcalá de Henares, España |
| Mes                                                         | Ene.                                                        | Feb.                                                        | Mar.                                                        | Abr.                                                        | May.                                                        | Jun.                                                        | Jul.                                                        | Ago.                                                        | Sep.                                                        | Oct.                                                        | Nov.                                                        | Dic.                                                        | Anual                                                       |
| ----------------------------------------------------------- | ----------------------------------------------------------- | ----------------------------------------------------------- | ----------------------------------------------------------- | ----------------------------------------------------------- | ----------------------------------------------------------- | ----------------------------------------------------------- | ----------------------------------------------------------- | ----------------------------------------------------------- | ----------------------------------------------------------- | ----------------------------------------------------------- | ----------------------------------------------------------- | ----------------------------------------------------------- | ----------------------------------------------------------- |
| Temp. máx. media (°C)                                       | 10.6                                                        | 12.2                                                        | 15.6                                                        | 17.2                                                        | 21.7                                                        | 27.8                                                        | 32.2                                                        | 32.2                                                        | 27.8                                                        | 20.0                                                        | 14.4                                                        | 11.1                                                        | 20.2                                                        |
| Temp. mín. media (°C)                                       | -3.2                                                        | -3.7                                                        | 5.3                                                         | 5.6                                                         | 8.9                                                         | 13.3                                                        | 16.1                                                        | 16.1                                                        | 12.8                                                        | 8.3                                                         | 3.9                                                         | -2.7                                                        | 7.6                                                         |
| Precipitación total (mm)                                    | 45.7                                                        | 43.2                                                        | 38.1                                                        | 45.7                                                        | 40.6                                                        | 25.4                                                        | 10.2                                                        | 10.2                                                        | 30.5                                                        | 45.7                                                        | 63.5                                                        | 48.3                                                        | 447.0                                                       |
| Fuente: The Weather Channel Interactive, Inc. marzo de 2009 |                                                             |                                                             |                                                             |                                                             |                                                             |                                                             |                                                             |                                                             |                                                             |                                                             |                                                             |                                                             |                                                             |

### Ubicación
Forma parte del denominado Corredor del Henares del que es núcleo central, junto a otras ciudades del área metropolitana de Madrid hacia el oeste (Torrejón de Ardoz, San Fernando de Henares y Coslada) y de la provincia de Guadalajara hacia el este (Alovera, Azuqueca de Henares y la propia Guadalajara).

#### Límites

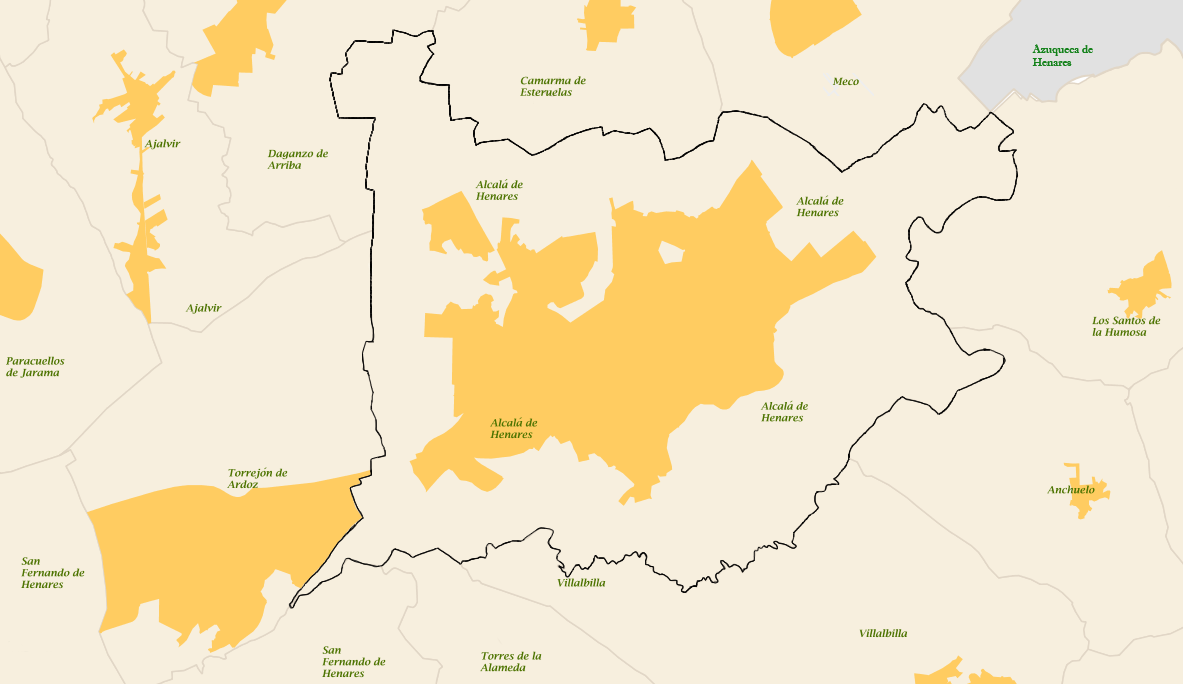
Término municipal de Alcalá de Henares

El término municipal de Alcalá limita con los siguientes términos municipales: al norte con Camarma de Esteruelas y Meco, al sureste con Anchuelo, al sur con Villalbilla, al suroeste con San Fernando de Henares y Torres de la Alameda, y al oeste con Torrejón de Ardoz. Con Los Santos de la Humosa limita al este y al noreste, junto con una pequeña franja divisoria entre Alcalá y Azuqueca de Henares, en la ya provincia de Guadalajara.
| Noroeste: Daganzo de Arriba                              | Norte: Camarma de Esteruelas y Meco | Nordeste: Meco, Azuqueca de Henares y Los Santos de la Humosa |
| Oeste: Torrejón de Ardoz                                 |                                     | Este: Los Santos de la Humosa                                 |
| Suroeste: San Fernando de Henares y Torres de la Alameda | Sur: Villalbilla                    | Sureste: Anchuelo                                             |

## Demografía
Alcalá de Henares cuenta con una población de 200 702 habitantes (INE 2024).
| Gráfica de evolución demográfica de Alcalá de Henares entre 1842 y 2021                                             |
| |
| Población de derecho según los censos de población del INE Población de hecho según los censos de población del INE |

La ciudad complutense es por población el tercer municipio de la Comunidad de Madrid, por detrás de Madrid y de Móstoles.
Tras un declive demográfico en el siglo XIX, la ciudad comenzó, terminada la guerra civil española, un primer crecimiento poblacional como consecuencia de una inmigración próxima, esto es, la formada por habitantes del propio partido judicial alcalaíno y comarcas próximas de las provincias de Guadalajara y Madrid. A partir de los años 60 del siglo XX, sucede la llegada masiva de españoles procedentes de provincias rurales con bajos niveles de industrialización. A finales de los 70 y principios de los 80 numerosas empresas cambiaron su ubicación desde la ciudad de Madrid a la de Alcalá y esto generó una inmigración de ciudadanos capitalinos hasta la urbe cervantina. Ya en las postrimerías de los 80 y principios de los 90 del siglo XX tiene lugar una leve caída demográfica debido al éxodo de alcalaínos a los pueblos del alfoz económico complutense.[cita requerida]
El censo de población estable alcanza los 195 649 habitantes (INE, 1 de enero de 2019). Existe un área poblacional en torno a la ciudad de unos 50 000 habitantes (Meco, Villanueva de la Torre, Camarma de Esteruelas, Daganzo de Arriba, Ajalvir, Fresno-Serracines, Torres de la Alameda, Villalbilla, Santorcaz, Anchuelo, Los Santos de la Humosa, Valverde de Alcalá y Corpa). Se excluyen Torrejón de Ardoz y Azuqueca de Henares aunque están en este radio por no tener una dependencia tan notable con la ciudad. La ciudad se presenta como el segundo polo de influencia territorial de la Comunidad de Madrid. Dicha influencia se extiende a la vecina provincia de Guadalajara.[cita requerida]
A 1 de enero de 2019 la población del municipio ascendía a 195 649 habitantes, 100 415 mujeres y 95 234 hombres.

### Inmigración
A finales de los años 1990 y con mayor incidencia desde principios de siglo XXI ocurre un estancamiento demográfico nacional si bien existen aún movimientos centrífugos a las localidades del cinturón metropolitano de Alcalá que amplía su radio a poblaciones más lejanas aún de la ciudad complutense; al mismo tiempo tiene lugar la notable llegada de inmigrantes de fuera de la Unión Europea, principalmente del este europeo.[cita requerida]
Una incipiente y creciente inmigración aporta dinamismo económico y cultural a la ciudad. Esos nuevos vecinos suponen un 30 % (mayo de 2005) de la población censada, siendo los rumanos el principal grupo (representando el 10 % de la población total de la ciudad). Alcalá, como el Corredor del Henares, es un claro ejemplo de cómo la inmigración se agrupa en la provincia; aquí predominan los ciudadanos del este europeo (rumanos) pero también es Alcalá el centro de la inmigración polaca en España. Atrás quedaron las oleadas de alcarreños, sorianos, abulenses, salmantinos, conquenses, extremeños, andaluces, gallegos y asturianos, así como de la propia comarca, que aumentaron el censo de 40 000 vecinos a mediados de los 60 a 137 000 en 1981.[cita requerida]
En un informe de la Comunidad de Madrid de marzo de 2006, se cifra el número de personas de origen extranjero en Alcalá de Henares en 36 888. Tomando en consideración el número previamente citado como el de empadronamiento, esto representaría aproximadamente el 18 % de la población actual. Alcalá de Henares es la ciudad con más inmigrantes extranjeros en la Comunidad de Madrid, después de la capital,[cita requerida] representando los europeos del este (rumanos, polacos, búlgaros, ucranianos, moldavos...) los dos tercios del total de población inmigrante.

## Economía
Alcalá de Henares ha vivido una gran evolución en su estructura económica. Partiendo de actividades agropecuarias durante el siglo XX, entre las décadas de 1960 y 1980, el sector industrial dominó claramente, y hoy queda relegado al tercer puesto, pasando de los 17 000 empleos en 1983 a los 12 000, cediendo ante el sector de la construcción (segundo lugar) y el sector servicios (dominante).

### Empleo
El término municipal complutense (88 km²) ofrece 60 000 empleos, de los cuales un 25 % está ocupado por residentes en otras localidades (4000 de la ciudad de Madrid).

### Industria

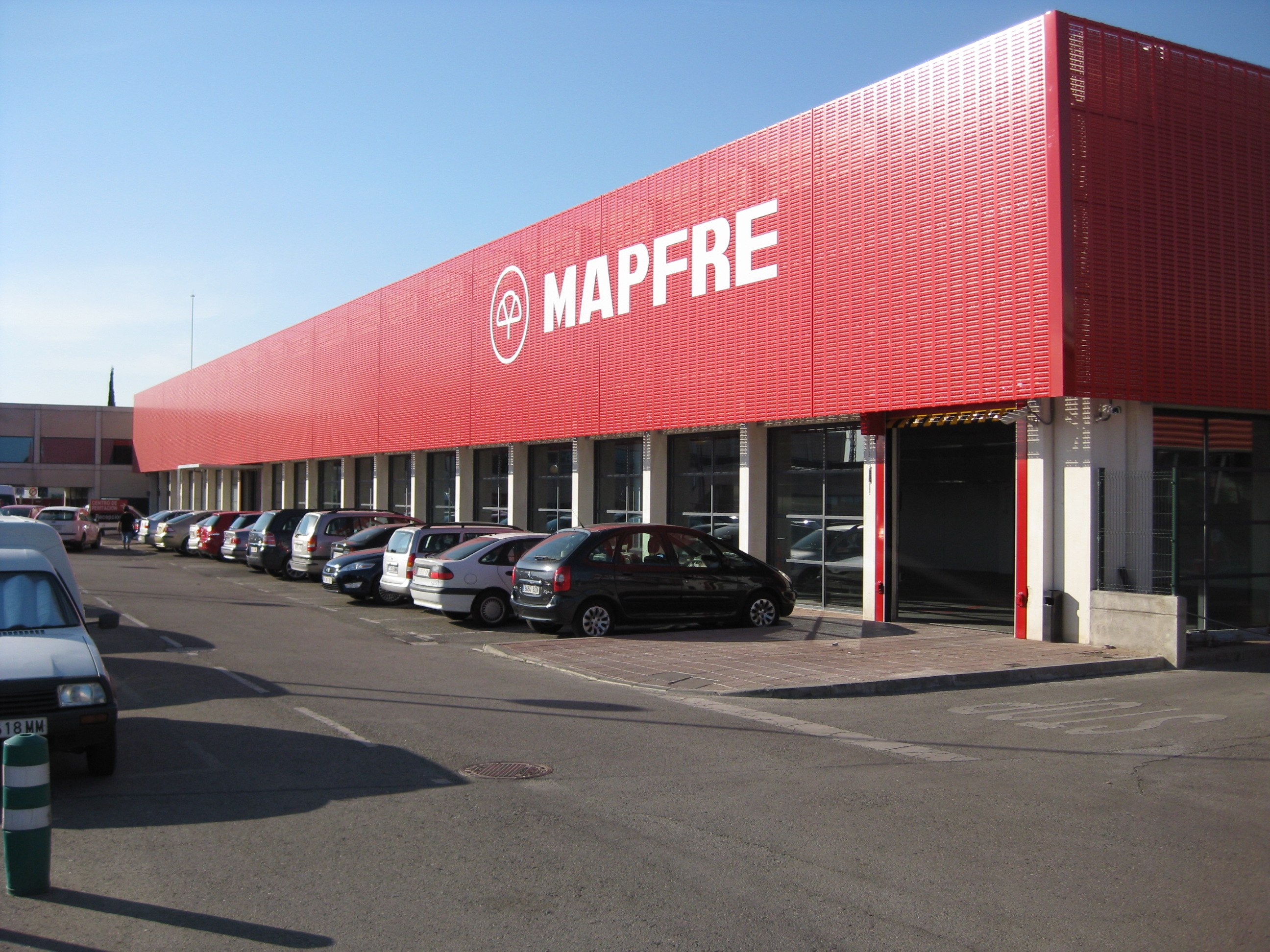
El sector automovilístico

La ciudad, al principio de su industrialización era capaz de ofrecer empleo a la práctica totalidad de su población laboral. Con la mejora de la calidad de vida, las generaciones posteriores tuvieron mayor acceso a estudios universitarios, que les conducirían a empleos más cualificados que el peonaje industrial (Alcalá contaba con profesionales altamente cualificados debido a la presencia de la Universidad Laboral). Estos empleos, más unidos a la alta tecnología, investigación y desarrollo, no se encuentran en la ciudad sino en municipios del norte y noroeste de Madrid que han apostado por la industria de alta tecnología y parques empresariales más competitivos. Por el contrario, la potente industria (domina la grande y la mediana industria) alcalaína ha visto cómo se quedaba obsoleta sin intenciones de modernizar este marcado carácter industrial. En consecuencia, ha aumentado el número de residentes que trabajan en el área metropolitana de Madrid y la conversión del suelo industrial en residencial o terciario, así como unos precios de vivienda más bajos que en el área madrileña, aunque haya sido de las ciudades españolas donde más han subido en los últimos años.[cita requerida]
En 2019 Alcalá de Henares cuenta con 9524 empresas, repartidas por sectores: 4376 empresas de servicios, 3381 de comercio, transporte y hostelería, 1292 de construcción y 475 de industria. De ellas, 1529 empresas se distribuyen entre 58 polígonos industriales y parques empresariales. Hay un Ente Público Empresarial Alcalá Desarrollo, cuyo objetivo es la promoción de políticas de desarrollo socioeconómico para la ciudad, fomentando la creación de nuevas empresas y de empleo.

### Comercio

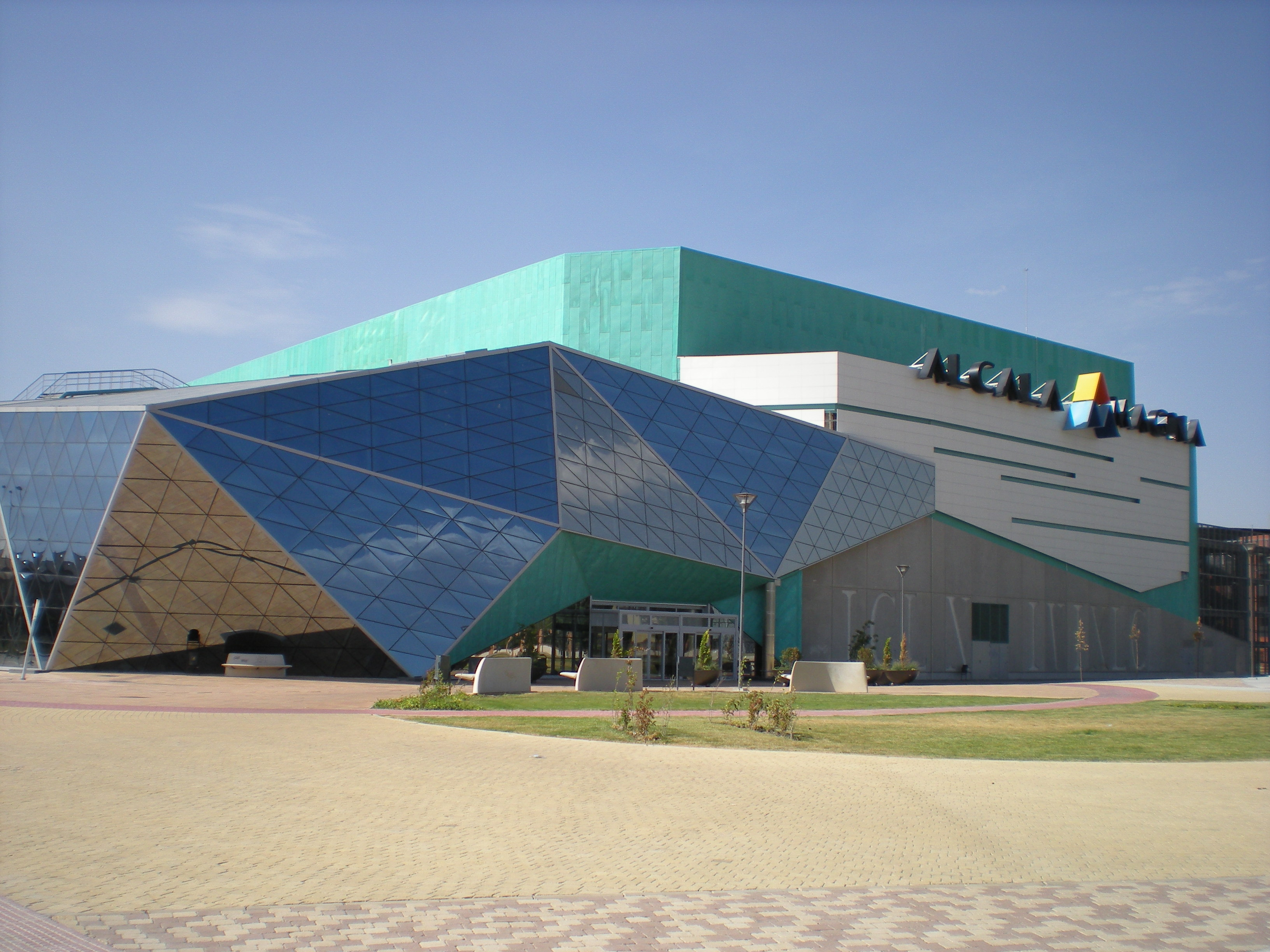
Centro comercial Alcalá Magna

En el casco urbano predomina el pequeño y mediano comercio especializado por productos, junto con grandes superficies (Alcampo, Brico Depôt, Bricor, Carrefour, Conforama, Decathlon, El Corte Inglés, Leroy Merlin, Media Markt, Mercadona) y en la periferia los centros comerciales como:
- Alcalá Atenea
- Alcalá de Henares (2000)
- Alcalá Magna (2007)
- Quadernillos
- El Val
- Garena Plaza
- La Dehesa (1991)
- Los Pinos

### Hostelería
La ciudad ha experimentado un incremento sustancial en el número de plazas hoteleras. En 2005 se llegó a las 2500 habitaciones con la apertura de nuevos hoteles. Actualmente hay más de treinta alojamientos de diferentes categorías. El más emblemático es el Parador de Alcalá de Henares (Colegio de Santo Tomás) (5 estrellas) que dispone de dos establecimientos en pleno corazón monumental de la ciudad: la Hostería del Estudiante, fundada en 1929 sobre el antiguo Colegio Trilingüe de la Universidad de Alcalá, y unas modernas instalaciones sobre el antiguo Colegio-convento de Santo Tomás de Aquino inauguradas en 2009.

## Símbolos
El escudo heráldico y la bandera que representan al municipio fueron aprobados oficialmente en 1987. El blasón que define al escudo es el siguiente:

«En campo de azur, un castillo de oro, tomado, donjonado, almenado, mazonado de sable y aclarado de azur, sostenido por ondas de plata y azur. Orlado por dos ramas cruzadas, una de laurel, de sinople, frutada de gules, a la diestra, y otra de roble, de sinople, frutada en su color, a la siniestra. Al timbre, coronada de Infantes de Castilla, compuesta por un círculo de oro engastado en piedras preciosas, sumado de ocho florones de hojas de acanto en oro, cinco vistas y dos de perfil, interpolado cada uno de una perla».
Boletín Oficial del Estado n.º 80 de 3 de abril de 1987

La descripción textual de la bandera es la siguiente:

«Bandera de endrizar rectangular con una proporción de tres de largo por dos de ancho. En campo rojo, a una distancia de la driza igual a un medio de su longitud, el escudo de la ciudad de Alcalá de Henares».
Boletín Oficial del Estado n.º 80 de 3 de abril de 1987

## Administración y política

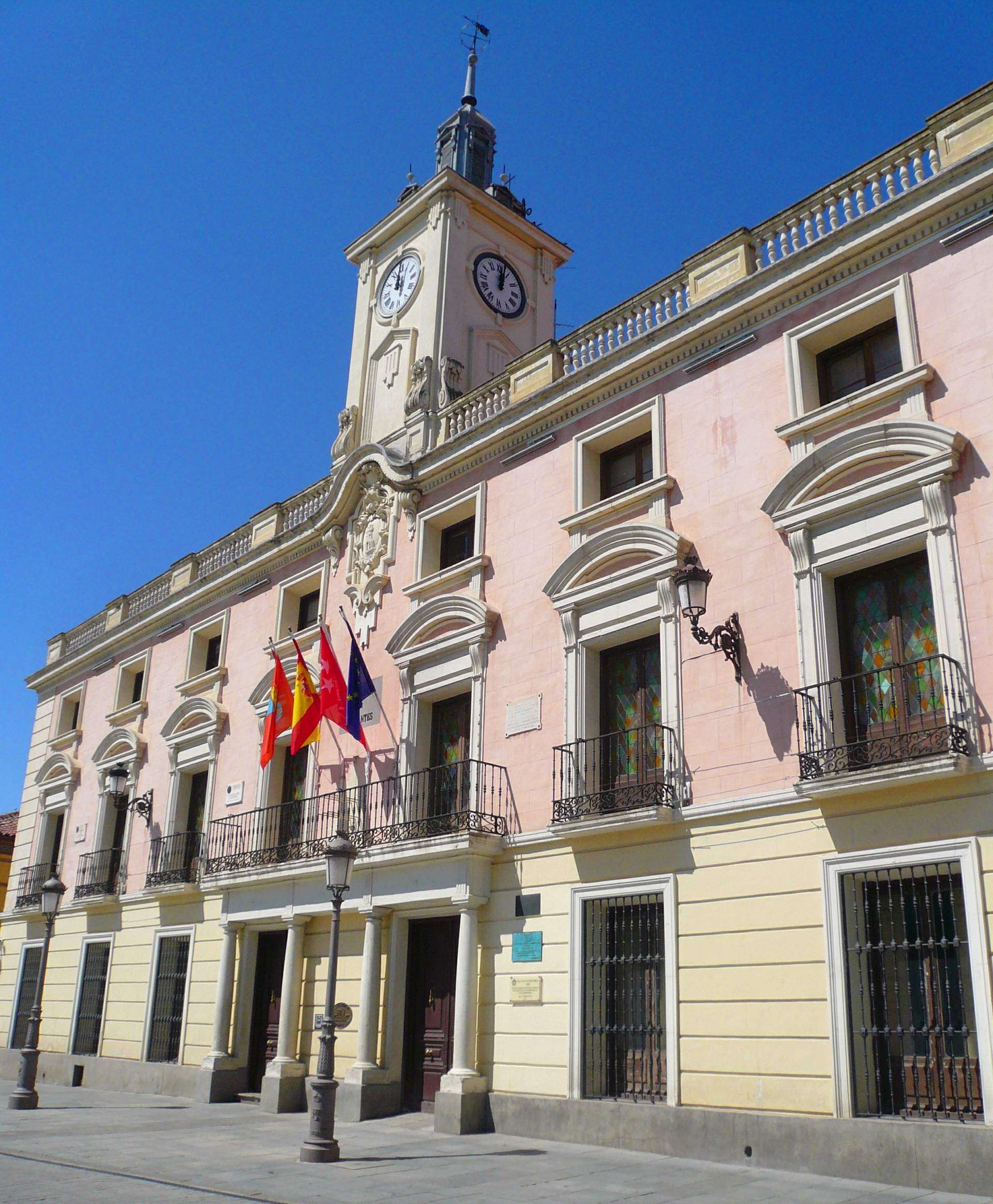
Ayuntamiento de Alcalá de Henares

### Gobierno municipal
La alcaldesa de la ciudad de Alcalá de Henares desde 2023 es Judith Piquet Flores (PP), siendo la primera alcaldesa de la historia de Alcalá.
Entre 2015 y 2023, Javier Rodríguez Palacios (PSOE) fue el alcalde de la ciudad, gracias al apoyo de su partido y de Somos Alcalá (candidatura de unidad popular apoyada por Podemos y Equo) e Izquierda Unida. Estas tres fuerzas políticas reunieron 14 de los 27 concejales del pleno, por lo que su investidura fue apoyada por la mayoría absoluta del pleno. El 26 de mayo de 2019 revalidó su mandato, al obtener 12 concelajes del PSOE y contar con los 2 de Podemos-IU.
La ciudad estuvo gobernada por el PSOE en solitario desde 1979 hasta 1995. Desde 1995 hasta 1999 gobernó el PP en minoría, y de 1999 a 2003 el PSOE en coalición con IU. El PP ha gobernado desde entonces, primero con la mayoría absoluta obtenida por Bartolomé González Jiménez en 2003, y desde 2011 hasta 2015 en minoría, siendo Bartolomé González el alcalde durante el primer año de esta legislatura. Tras la renuncia de este, el alcalde de la ciudad fue Javier Bello, hasta las elecciones municipales del 24 de mayo de 2015.

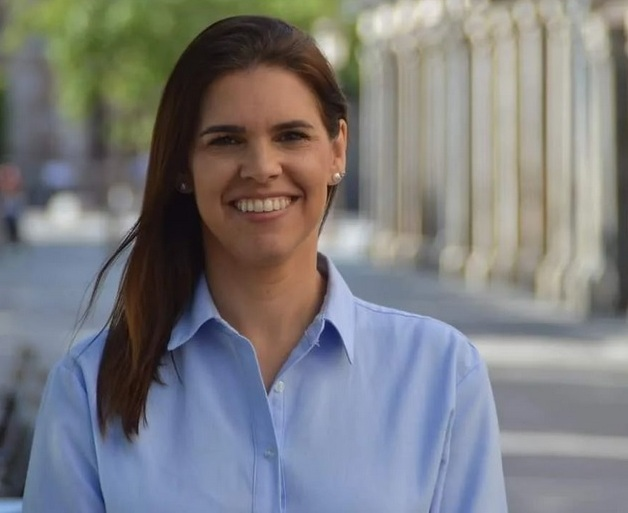
Judith Piquet Flores, alcaldesa de Alcalá desde 2023

| Periodo   | Nombre                         | Partido | Partido                                  |
| --------- | ------------------------------ | ------- | ---------------------------------------- |
| 1979-1983 | Carlos Valenzuela Lillo        |         | Partido Socialista Obrero Español (PSOE) |
| 1983-1987 | Arsenio Eugenio Lope Huerta    |         | Partido Socialista Obrero Español (PSOE) |
| 1987-1987 | Teodoro Escribano Ávilas       |         | Partido Socialista Obrero Español (PSOE) |
| 1987-1995 | Florencio Isidro Campos Corona |         | Partido Socialista Obrero Español (PSOE) |
| 1995-1999 | Bartolomé González Jiménez     |         | Partido Popular (PP)                     |
| 1999-2003 | Manuel Peinado Lorca           |         | Partido Socialista Obrero Español (PSOE) |
| 2003-2012 | Bartolomé González Jiménez     |         | Partido Popular (PP)                     |
| 2012-2015 | Francisco Javier Bello Nieto   |         | Partido Popular (PP)                     |
| 2015-2023 | Javier Rodríguez Palacios      |         | Partido Socialista Obrero Español (PSOE) |
| 2023-act. | Judith Piquet Flores           |         | Partido Popular (PP)                     |

| Partido político                           | 2023  | 2023   | 2023       | 2019  | 2019   | 2019       | 2015  | 2015   | 2015       | 2011  | 2011   | 2011       | 2007  | 2007   | 2007       |
| Partido político                           | %     | Votos  | Concejales | %     | Votos  | Concejales | %     | Votos  | Concejales | %     | Votos  | Concejales | %     | Votos  | Concejales |
| Partido Socialista Obrero Español (PSOE)   | 37,17 | 35 014 | 11         | 37,04 | 33 138 | 12         | 23,84 | 21 370 | 7          | 31,88 | 27 936 | 9          | 37,11 | 32 192 | 11         |
| Partido Popular (PP)                       | 35,54 | 33.485 | 11         | 17,02 | 15.226 | 5          | 24,08 | 21 588 | 8          | 40,67 | 35 642 | 12         | 48,83 | 42 356 | 14         |
| Vox                                        | 11,60 | 10 929 | 3          | 7,96  | 7127   | 2          | 0,55  | 491    | 0          | —     | —      | —          | —     | —      | —          |
| Más Madrid-Verdes Equo                     | 6,46  | 6086   | 2          | 2,34  | 2094   | 0          | —     | —      | —          | —     | —      | —          | —     | —      | —          |
| Podemos-Izquierda Unida-Los Verdes (IU-LV) | 2,83  | 2674   | 0          | 7,52  | 6729   | 2          | 5,28  | 4735   | 1          | 9,71  | 8509   | 1          | 6,96  | 6034   | 2          |
| Ciudadanos (CS)                            | 2,47  | 2328   | 0          | 19,20 | 17 177 | 6          | 13,54 | 12 139 | 4          | —     | —      | —          | —     | —      | —          |
| Somos Alcalá                               | —     | —      | —          | 4,41  | 3948   | 0          | 20,47 | 18 350 | 6          | —     | —      | —          | —     | —      | —          |
| España 2000                                | —     | —      | —          | 3,23  | 2893   | 0          | 5,82  | 5214   | 1          | 5,18  | 4541   | 1          | —     | —      | —          |
| Unión Progreso y Democracia (UPyD)         | —     | —      | —          | —     | —      | —          | 2,95  | 2640   | 0          | 7,12  | 6241   | 2          | —     | —      | —          |

| Partido                           | Votos  | %     |
| --------------------------------- | ------ | ----- |
| Partido Popular                   | 41 335 | 44,03 |
| Partido Socialista Obrero Español | 21 908 | 23,33 |
| Más Madrid-Verdes Equo            | 14 951 | 15,92 |
| Vox                               | 7 659  | 8,15  |
| Unidas Podemos-IU-Alianza Verde   | 4 082  | 4,34  |
| Ciudadanos                        | 1 553  | 1,65  |
| PACMA                             | 761    | 0,81  |
| PUM+J                             | 150    | 0,15  |
| PFE                               | 120    | 0,12  |
| PCTE                              | 115    | 0,12  |
| Partido Humanista                 | 88     | 0,09  |
| FE DE LAS JONS                    | 86     | 0,09  |
| ULEG                              | 26     | 0,02  |

| Partido     | %     |
| ----------- | ----- |
| PP          | 37,32 |
| PSOE        | 31,08 |
| Vox         | 11,61 |
| SALF        | 5,63  |
| Sumar       | 5,45  |
| Podemos     | 3,66  |
| Ciudadanos  | 1,13  |
| resto suman | 4,73  |

| Partido                           | %     |
| --------------------------------- | ----- |
| Partido Popular                   | 37,40 |
| Partido Socialista Obrero Español | 31,56 |
| Vox                               | 14,56 |
| Sumar                             | 14,19 |
| PACMA                             | 0,67  |
| Frente Obrero                     | 0,27  |
| PUM+J                             | 0,14  |
| Recortes Cero                     | 0,11  |
| Partido Humanista                 | 0,09  |
| PCTE                              | 0,09  |
| FE de las JONS                    | 0,05  |

| Partido | Político                       | %             |
| ------- | ------------------------------ | ------------- |
| PP      | Pedro Manuel Rollán Ojeda      | 38,67 elegido |
| PP      | Pío García-Escudero Márquez    | 37,57 elegido |
| PP      | Paloma Martín Martín           | 37,27 elegida |
| PSOE    | José Manuel Franco Pardo       | 32,74 elegido |
| PSOE    | Santiago Llorente Gutiérrez    | 31,44         |
| PSOE    | María del Valle Luna Zarza     | 31,07         |
| Sumar   | Carolina Cordero Núñez         | 14,29         |
| Vox     | Carlos Bustelo García del Real | 12,54         |
| Vox     | Julia Escobar Moreno           | 11,62         |
| Sumar   | Jorge Lozano Mendoza           | 11,56         |
| Vox     | Zoe Milagros Valdés Martínez   | 11,03         |
| Sumar   | Pedro del Cura Sánchez         | 10,47         |

### Organización territorial

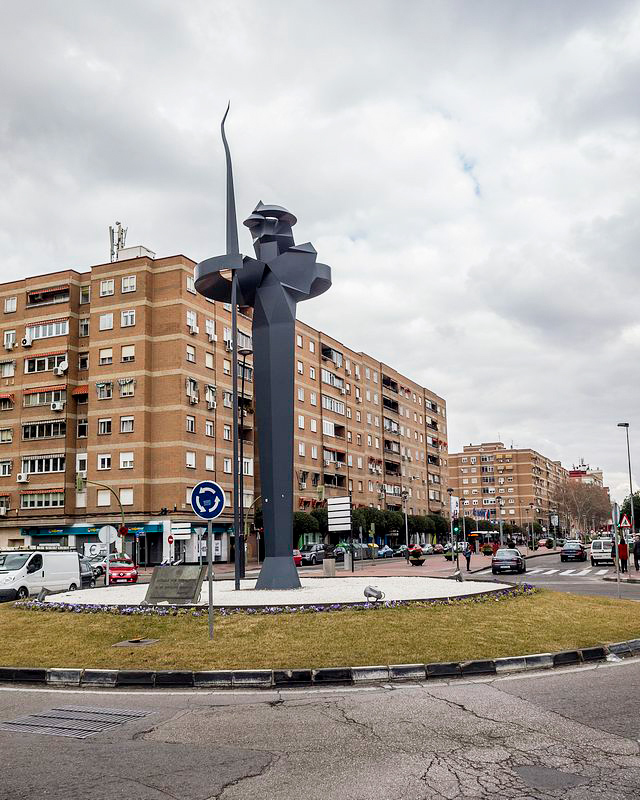
Glorieta de Don Quijote

Alcalá está repartida en cinco distritos municipales, dirigidos por Juntas Municipales con el fin de desconcentrar la administración local para acercar la gestión municipal a los vecinos. Hasta que se incrementó la construcción de barrios residenciales, había ocho distritos municipales, que pasaron a ser nueve. En 2007, para reducir gastos, se replantearon en cinco más sencillos, según el reglamento orgánico del ayuntamiento. Estos distritos se denominan Distrito I Centro, Distrito II Reyes Católicos, Distrito III Chorillo-Garena, Distrito IV Ensanche, Distrito V El Val, Distrito VI Alcalá Ciudad 10, Distrito VII Espartales, Distrito VIII Ciudad Militar del Aire y Campus Universitario y Hospitalario, Distrito IX.

#### Distrito I Centro

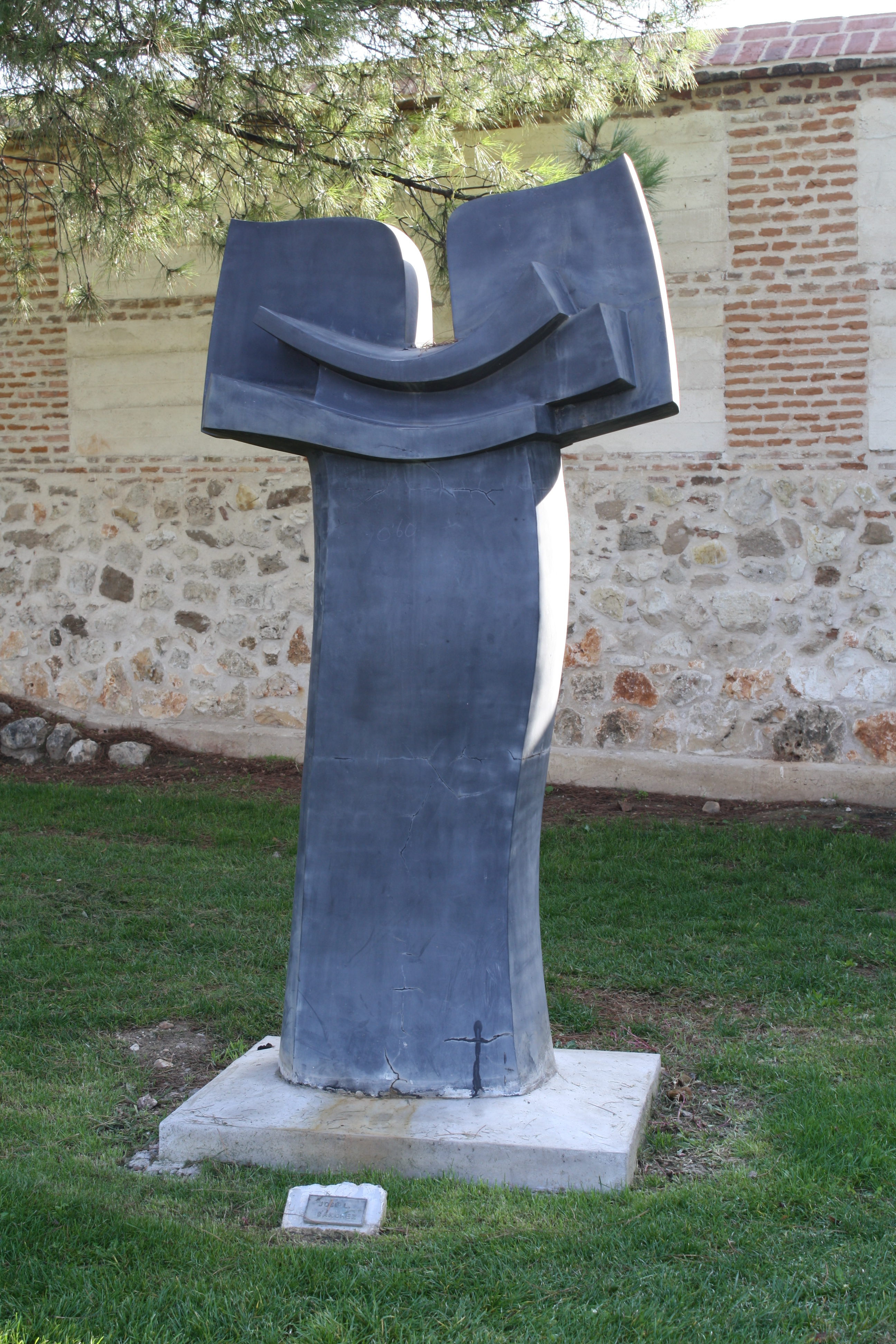
Museo de esculturas al aire libre en la Vía Complutense junto a la muralla

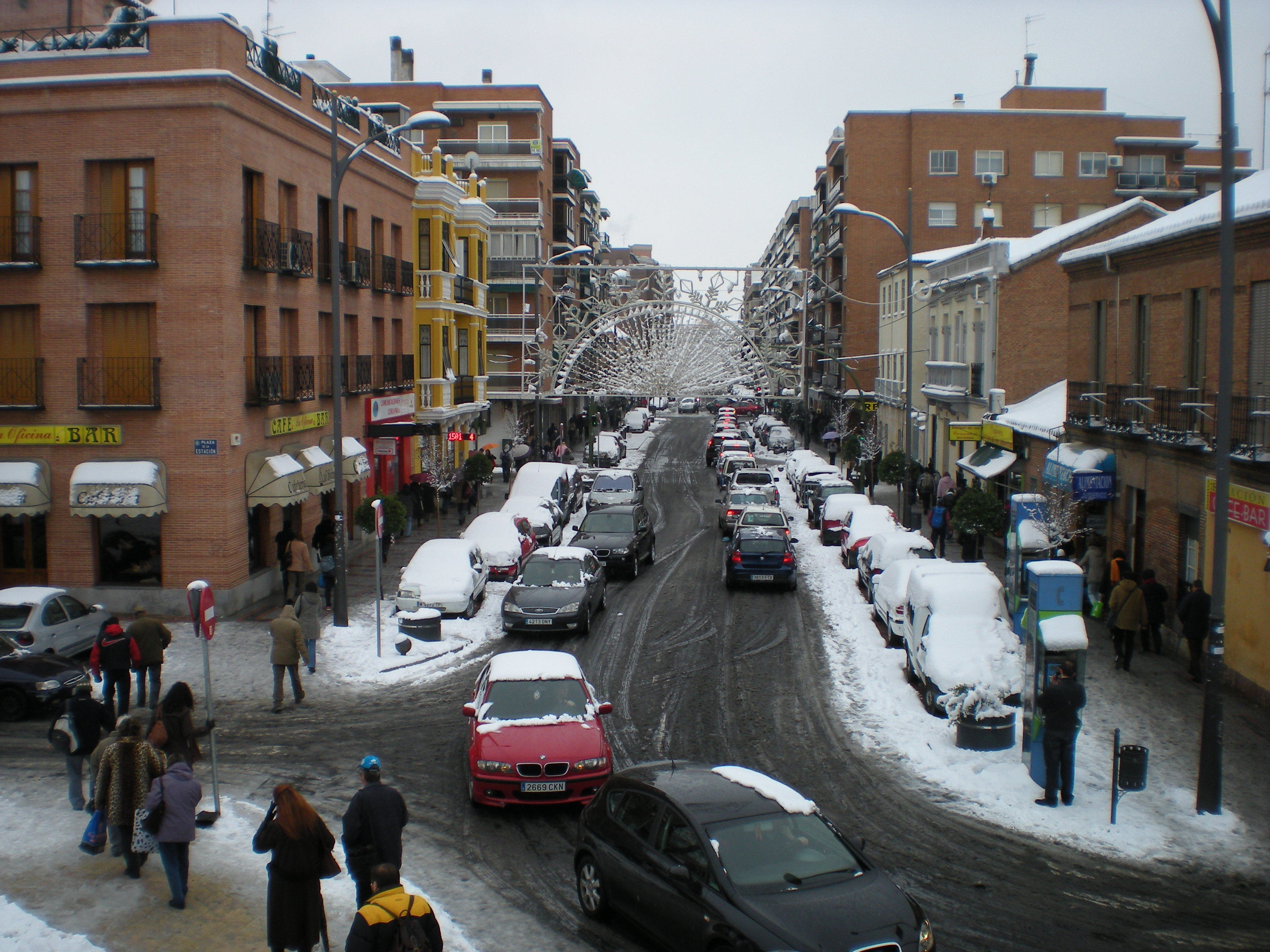
Paseo de la Estación

Comprende el casco histórico de la ciudad y barrios extramuros al mismo como los arrabales de Los Mártires, Santiago y las primeras barriadas surgidas en la época desarrollista a partir de los años 40. Este distrito es donde se encuentran la mayor parte de los órganos locales como el ayuntamiento, las concejalías y el pleno, así como las sedes de numerosas instituciones públicas. Este distrito cuenta con 34 413 habitantes (2016). Cuenta con cinco centros de educación primaria y tres de secundaria. Aquí se sitúa el segundo campus de la Universidad de Alcalá, con las facultades de Derecho, Economía, Documentación y Filosofía y Letras, además de cuatro escuelas superiores, bibliotecas y archivos. El centro de Alcalá ha sido reformado desde que se declaró Patrimonio de la Humanidad, con un gasto medio de 16 millones de euros en parcelas y monumentos.[cita requerida]
Al norte del distrito se encuentra la Estación de Alcalá de Henares. Al este está la estación de autobuses, de la que parten autobuses diarios a Madrid, Guadalajara y numerosas localidades del área de influencia de Alcalá, sea su comarca como del sector occidental de la provincia de Guadalajara. El distrito tiene cuatro centros de salud y no escasea en aparcamientos y parques. La mayor parte de establecimientos hoteleros radican en este distrito.[cita requerida]
El casco histórico sufrió una entrada de población que lo ha situado actualmente en unos 13 012 habitantes.[cita requerida]

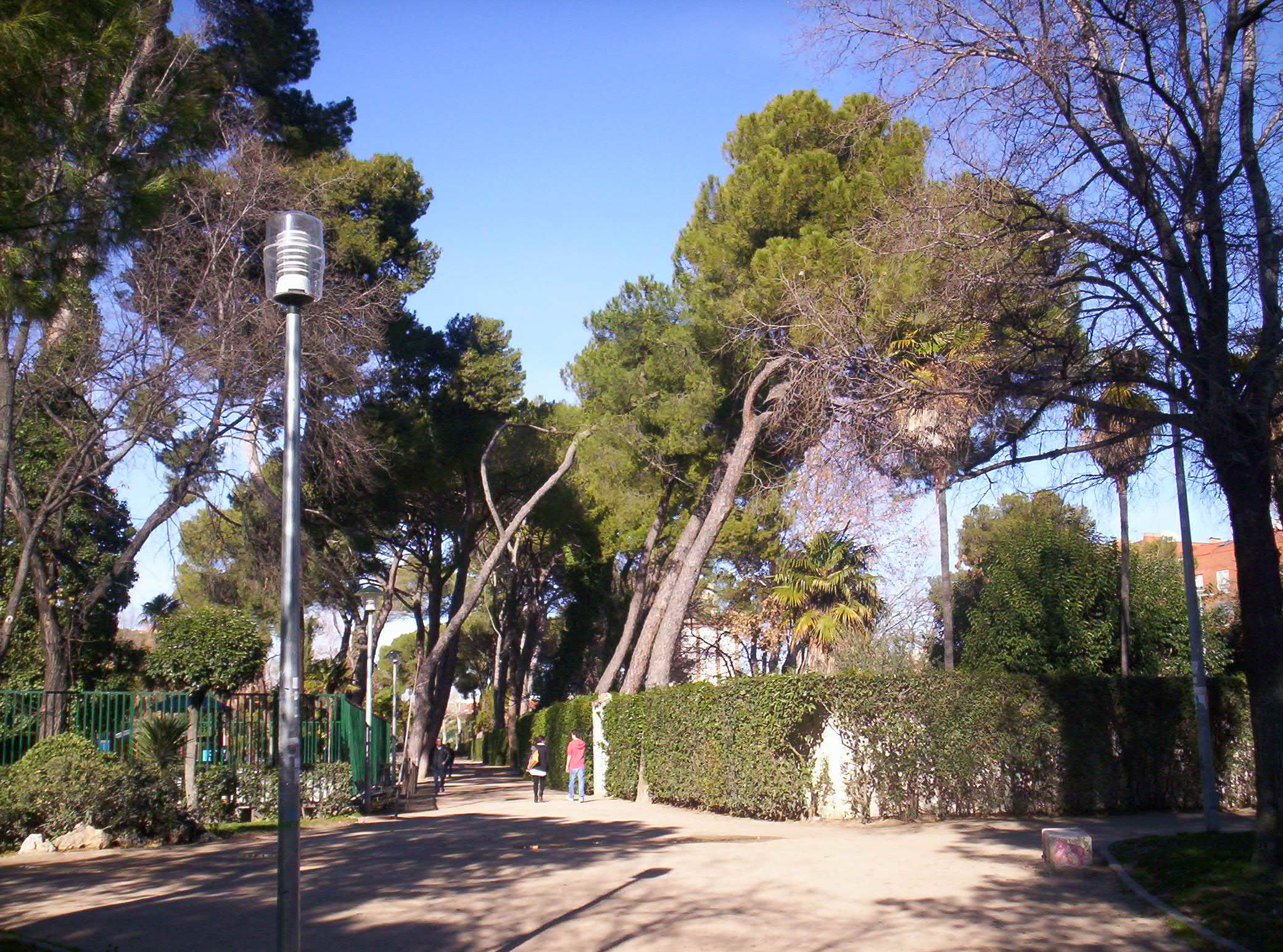
Parque O'Donnell

#### Distrito II Reyes Católicos

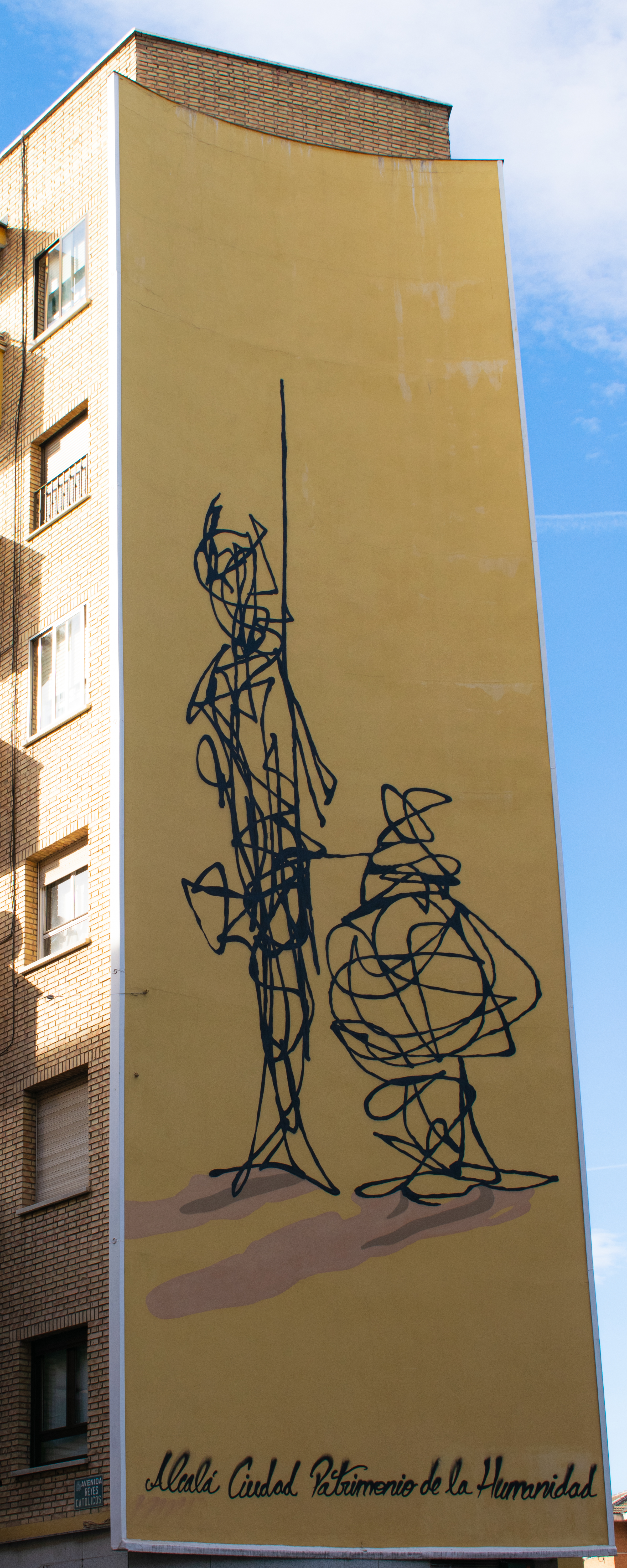
Grafiti mural en la fachada del edificio a la entrada del Distrito II obra del artista Suso 33

Entre la línea ferroviaria Madrid-Zaragoza y la carretera M-300, este distrito se comenzó a construir hacia 1950. Primero comenzó por la construcción de las comunidades de Puerta de Madrid, seguido de Reyes Católicos, Ntra. Sra. de Belén y del Pilar. Ya hacia 1980 se iniciaron las labores de parcelamiento y construcción de los barrios de Nueva Alcalá, y la urbanización Villa de Alcalá. En 1965 se inició la construcción de la Rinconada. Es el distrito más poblado de Alcalá, con 58 849 habitantes en 2016.
Hay más de 15 centros de educación entre colegios e institutos. Este es uno de los distritos mejor equipados sanitariamente con tres centros de salud. Como atractivo cultural tiene tres bibliotecas, tres centros cívicos y un auditorio municipal.
En este distrito se ubica la ciudad hispanorromana de Complutum y el arboreto de la Dehesa del Batán.

#### Distrito III Chorrillo-Garena
Situado al noroeste y caracterizado por ser el menos poblado y más pequeño en cuanto a viviendas, con 29 226 habitantes (en 2016), el distrito de Chorrillo-Garena posee el 70 % de los espacios industriales. Estos generan trabajo a más de 20 000 personas de la ciudad y de la Alcarria. Todos los polígonos se encuentran en torno a la A-2.
En los años 1960 surgió el barrio del Chorrillo. Más tarde, con el incremento de población procedente de lugares rurales, se construyó sobre el cerro del Ángel. En décadas posteriores se crearon densos núcleos de población, como la urbanización IVIASA. Ya en el siglo XXI el incremento de la población obligó a hacer nuevas viviendas en la Garena, que cuenta con la estación de La Garena, un centro de salud y un centro comercial del Corte Inglés.
Dispone de cuatro colegios públicos y dos institutos. Destaca el instituto de enseñanza secundaria Antonio Machado, que anteriormente fue la Universidad Laboral de Alcalá de Henares, y en la actualidad es uno de los mayores institutos públicos de la Comunidad de Madrid.
Cerca de la estación de tren de La Garena se encuentra la parroquia de Santa Teresa de Jesús.
Cuenta con edificios de interés arquitectónico e histórico como la antigua Universidad Laboral –hoy IES Antonio Machado y sede de la Dirección de Área Territorial de la Consejería de Educación–, el Colegio San Ignacio de Loyola de la Compañía de Jesús que es un enorme complejo arquitectónico que data de la década de 1950, el antiguo Convento de Gilitos con singulares construcciones como la alberca y el horno, el viejo complejo industrial de Forjas de Alcalá que constituyó una de las primeras y mayores industrias de la ciudad y el complejo universitario de la Escuela Universitaria Cardenal Cisneros de los Hermanos Maristas.

#### Distrito IV Ensanche
Localizada al norte, es la zona más reciente de la ciudad complutense. Las primeras edificaciones datan de finales de los años 1990. Este ambicioso proyecto de crear 70 000 pisos y chalets entre la línea ferroviaria y la A-2 se desarrolló lentamente. Hoy sigue en plazo de construcción hacia el otro lado de la autovía del Nordeste por el barrio de Espartales. Ocupa un área de 15,12 km² y pueblan el distrito 33 429 habitantes (en 2016).
Entre algunas de las dotaciones del distrito cabe destacar en materia educativa dos colegios públicos, dos privados, un concertado y dos institutos. El distrito posee el campus externo de la Universidad de Alcalá, con el resto de facultades y el Hospital Universitario Príncipe de Asturias, además del único centro de especialidades de Alcalá, el Centro Integral de Diagnóstico y Tratamiento Francisco Díaz, perteneciente al Servicio Madrileño de Salud (SERMAS). En cuanto a instalaciones deportivas, tiene su presencia en el Distrito IV la Ciudad Deportiva Municipal Espartales, así como el Centro Deportivo Wanda Alcalá de Henares, inaugurado en 2019.
El arroyo Camarmilla, afluente del río Henares discurre por este distrito a su paso por Alcalá de Henares.

#### Distrito V El Val
Localizado al sureste de la ciudad, construido desde comienzos de 1940 con el Grupo Lucas del Campo. Tiene 48 906 habitantes (en 2016), dos centros de salud, 13 colegios entre públicos y privados, cinco institutos y una ciudad deportiva.
En este distrito se asientan importantes centros comerciales de ocio y cines de Alcalá (La Dehesa, Cuadernillos, Alcalá Magna), centros deportivos (Estadio Municipal El Val, Pabellón Caja Madrid, La Hípica), la plaza de toros, Casa Blanca y las colonias de viviendas militares de la Marina, la Colonia de Tierra y la Colonia Ciudad del Aire. El Val está vertebrado por avenidas principales de Alcalá (Vía Complutense, avenida Lope de Figueroa y avenida de la Virgen del Val).[cita requerida]
Se caracteriza por estar limitado al sur por el río Henares y los cerros de Alcalá. En este distrito se encuentra la ermita de la Virgen del Val (de antigua historia y tradición, aunque de fábrica neomudéjar) y el IES Complutense con sus más de 75 años de existencia. Perduran vestigios prehistóricos como los del yacimiento de la Esgaravita o de época visigoda y romana como los de la Villa del Val.[cita requerida]

## Servicios

### Educación
En Alcalá de Henares predominan (50,2 %) las personas con estudios secundarios (ESO, bachillerato o formación profesional), el 16,4 % tienen estudios universitarios, el 10,2 % con estudios primarios, el 5,9 % sin estudios (saben leer y escribir pero fueron al colegio menos de cinco años) y el 0,9 % son analfabetos.

#### Educación infantil, primaria y secundaria

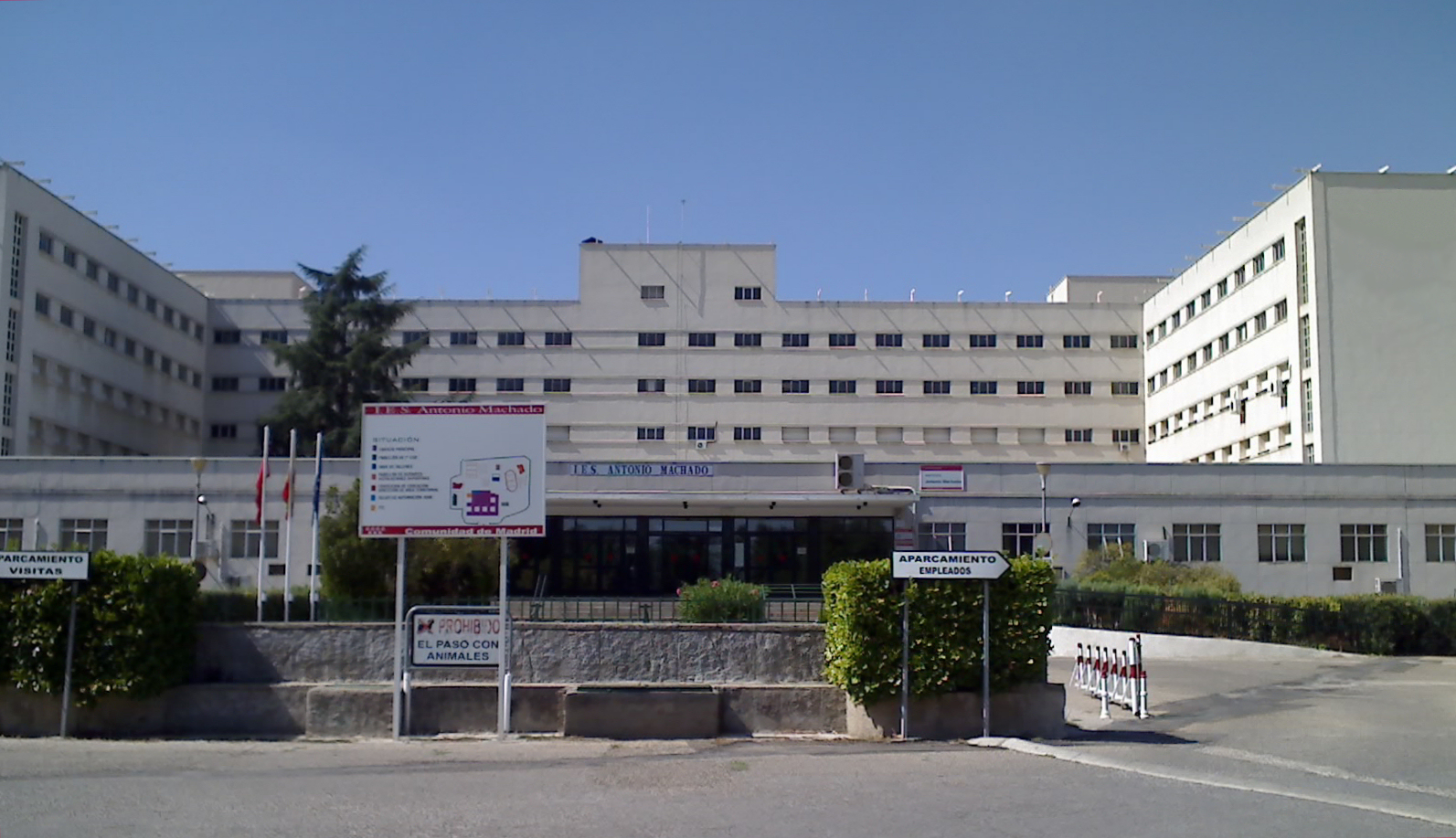
Antigua Universidad Laboral de Alcalá de Henares, actual Instituto de Enseñanza Secundaria Antonio Machado

Alcalá de Henares dispone de 12 colegios concertados-privados y de una red pública con 43 colegios, 13 institutos, 9 escuelas infantiles, 2 casas de niños, un colegio de educación especial, una escuela municipal de adultos, un centro de educación de personas adultas, un conservatorio de música y una escuela oficial de idiomas.
Los cambios económicos, culturales, sociales y demográficos registrados en la población durante los últimos años han propiciado un notable incremento en la cantidad y calidad de los servicios educativos que prestan las instituciones. Este cambio se ha hecho evidente en cuanto a la oferta de nuevos programas.

#### Universidad
Pese a que la Universidad Cisneriana Complutense no se funda hasta el 13 de abril de 1499, mucho antes en el tiempo, el 20 de mayo de 1293, el rey Sancho IV de Castilla había otorgado licencia al obispo toledano García Gudiel para crear el Studium General (como entonces se denominaban los estudios universitarios). Estos estudios, si bien de manera bastante modesta, pervivieron a través del tiempo hasta enlazar con la refundación cisneriana. Las últimas cátedras susbsistentes de aquellos Estudios Generales del siglo XIII, fueron integradas por Cisneros en la nueva universidad. El encargado de emitir las bulas fundacionales del Colegio Mayor de San Ildefonso fue el papa Alejandro VI, quien permite al cardenal Cisneros fundar la institución, dotarla de todos los bienes materiales y económicos que fueran necesarios y le confiere oficialidad a los títulos expedidos por esta.
La actual Universidad de Alcalá se funda en 1977 al producirse el fenómeno de descentralización universitaria y constituirse como universidad propia, abarcando diversos centros universitarios de la Universidad Complutense de Madrid establecidos en 1975 en el municipio alcalaíno, algunos de ellos ocupando instalaciones de la antigua Universidad Cisneriana.
Tras la supresión de la Universidad Cisneriana en 1836 y su traslado a Madrid, para constituir la Universidad Central, Alcalá se había quedado sin centros universitarios. Desde entonces, la aspiración de recuperación de la Universidad de Alcalá se mantuvo viva gracias a la Sociedad de Condueños, una asociación cívica alcalaína que adquirió algunos de los antiguos edificios de la Universidad Cisneriana. Durante el año 1975 se establecieron en Alcalá algunas facultades dependientes de la Universidad Complutense de Madrid a fin de descongestionarla. Dos años después, se creó, a partir de dichos centros, la actual Universidad de Alcalá de Henares.
En la actualidad, su actividad se distribuye entre edificios singulares del casco urbano, en su mayoría antiguos conventos o colegios menores de la antigua universidad renacentista recuperados y rehabilitados, y los campus de Alcalá y Guadalajara.
Cuenta, entre otras, con las carreras de: Arquitectura, Biología, Ciencias Ambientales, Ciencias Económicas y Empresariales, Derecho, Documentación, Farmacia, Filología Hispánica, Filología Inglesa, Historia, Humanidades, Medicina, Química, Arquitectura, Geodesia, Ingeniería Informática, Ingeniería de Telecomunicación, Ingeniería Industrial, Arquitectura técnica, Enfermería, Fisioterapia, Magisterio y Turismo, además de varios títulos propios, másteres y estudios de doctorado.
El Campus de Alcalá dispone de la estación de Alcalá de Henares Universidad de la línea C-2 de Cercanías Madrid.
Además, la Universidad de Alcalá cuenta con un Centro Universitario adscrito con una enorme tradición en la ciudad: El Centro Universitario Cardenal Cisneros, perteneciente a los Hermanos Maristas. Expertos en bilingüismo y educación semipresencial, el Centro imparte las carreras universitarias de Magisterio en Educación Infantil y Primaria, ofreciendo la posibilidad de estudiar en Grupos bilingües; Educación Social y desde el curso 2014-2015 la titulación de Psicología, siendo el único centro que lo imparte en todo el corredor del Henares.

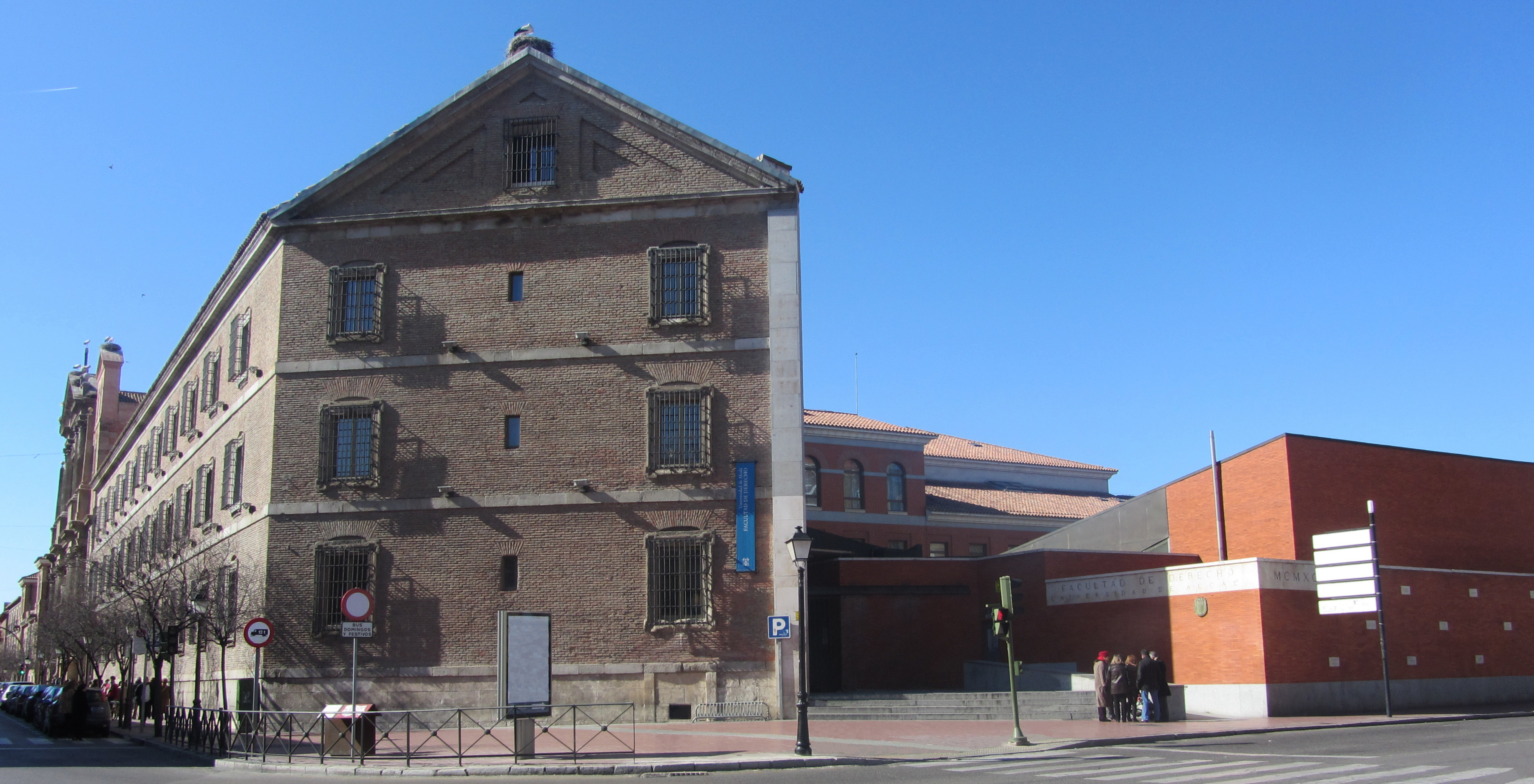
Derecho
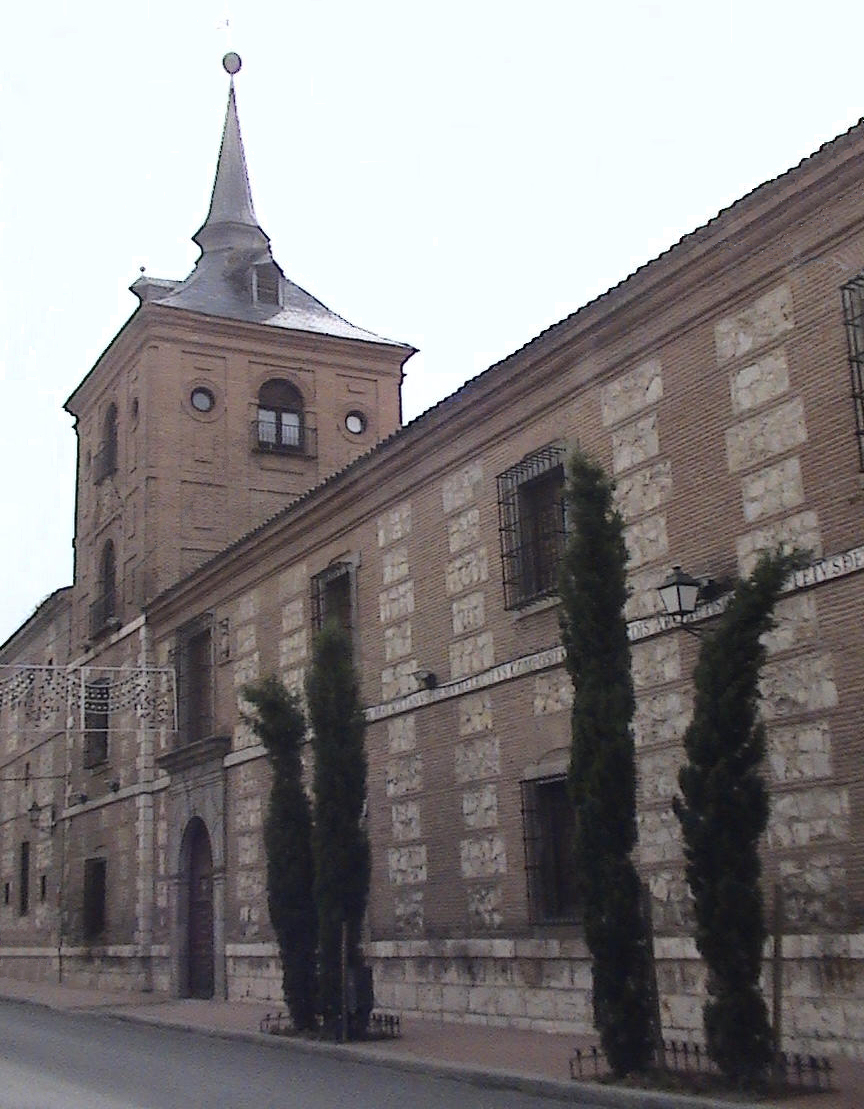
Filosofía y Letras
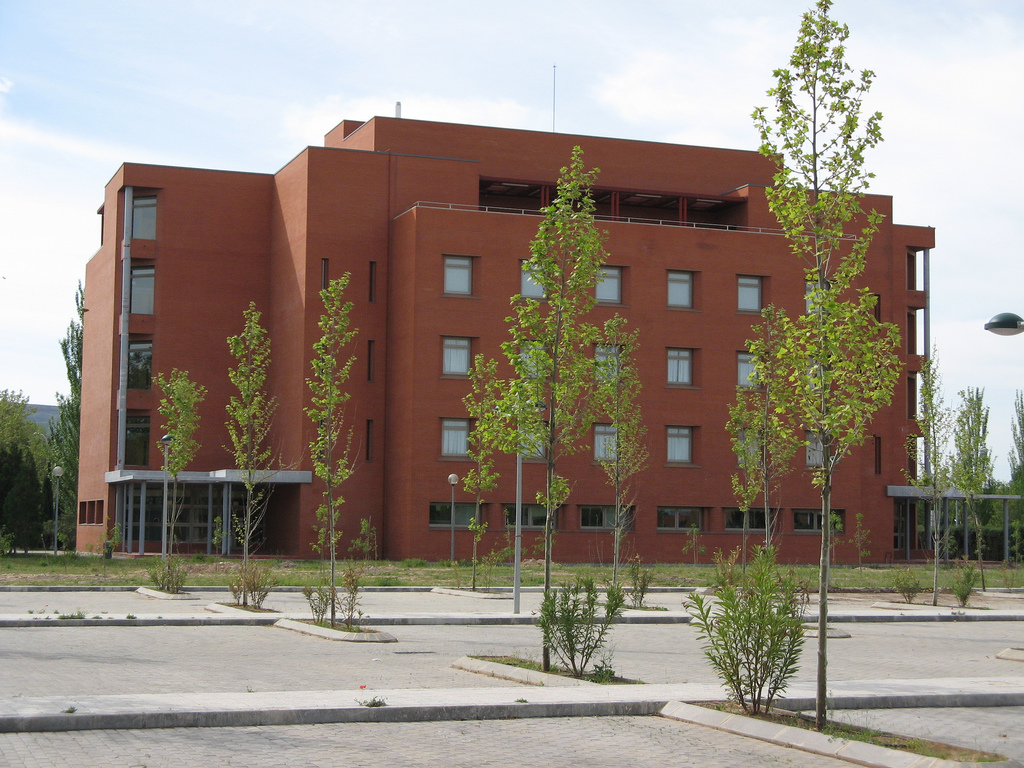
Ciencias Ambientales
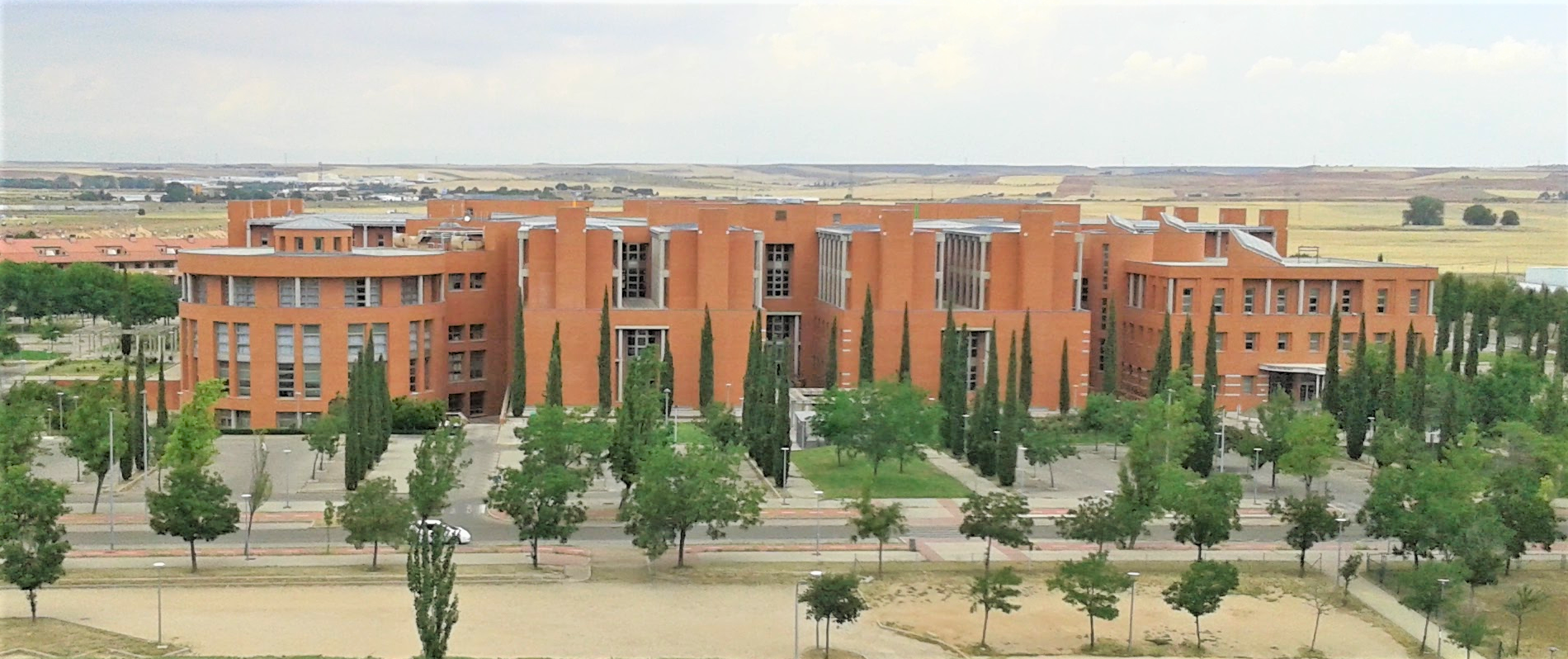
Politécnica Superior

##### Colegios históricos universitarios

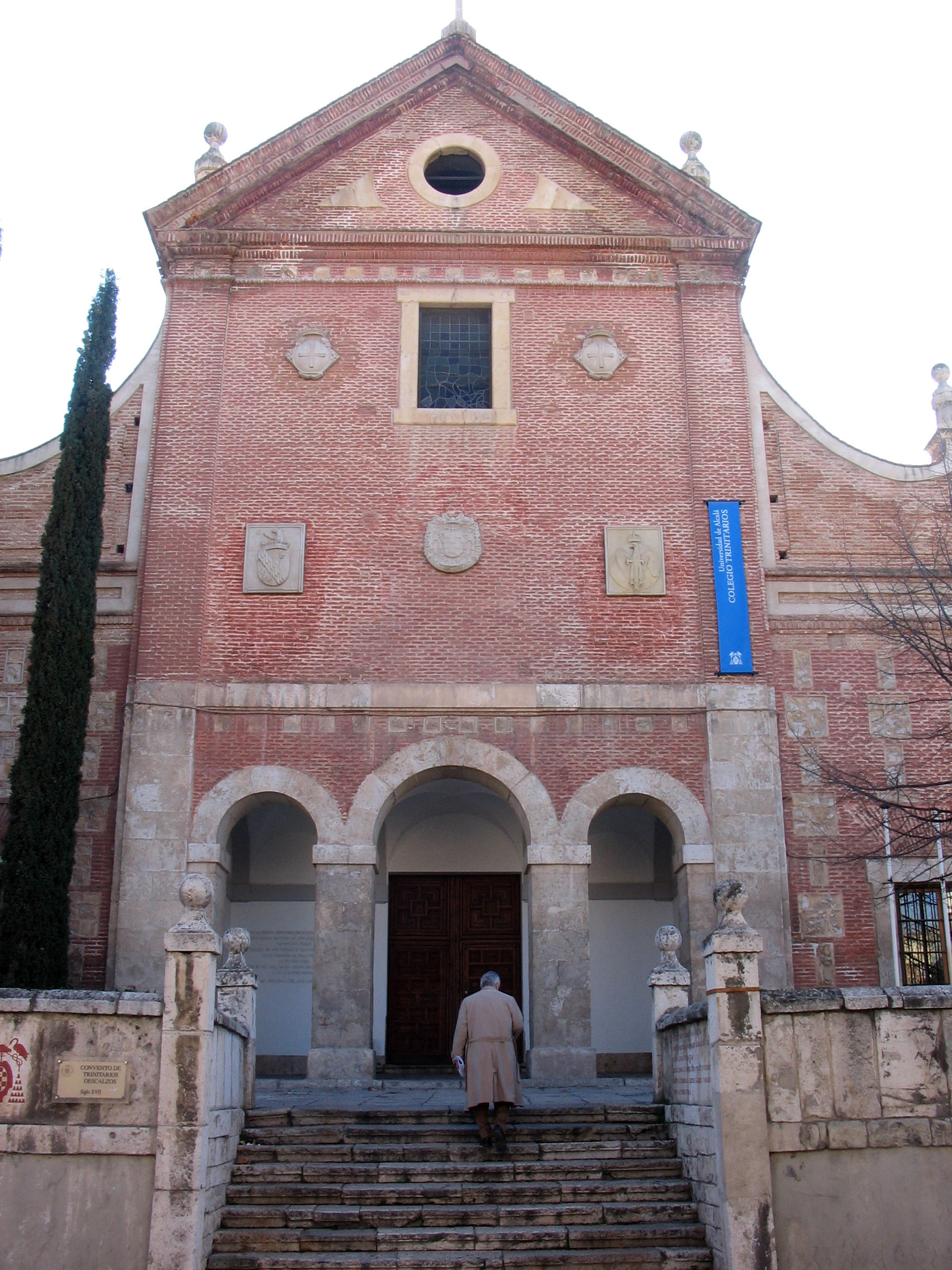
El Colegio de Trinitarios

- Colegio Mayor de San Ildefonso (actual Rectorado de la Universidad de Alcalá)
- Colegio Franciscano de San Pedro y San Pablo (act. dependencias universitarias)
- Colegio de Mínimos (actual Facultad de Ciencias Económicas)
- Colegio Máximo de la Compañía de Jesús (actual Facultad de Derecho)
- Colegio-Convento de San Basilio (actual Aula de Música de la Universidad de Alcalá)
- Colegio de Málaga (actual Facultad de Filosofía y Letras)
- Colegio-Convento de Trinitarios Descalzos (actual Biblioteca de la Universidad de Alcalá)
- Colegio-Convento de San José de Caracciolos (actual Facultad de Filosofía y Letras)
- Colegio-Convento de Carmelitas Calzados (actual Escuela de Arquitectura de Alcalá)
- Colegio de los Irlandeses (actual Alcalingua)
- Colegio de León (actual Postgrado de la Universidad de Alcalá)
- Colegio del Rey (actual sede del Instituto Cervantes)
- Colegio-Convento de Dominicos de Santo Tomás (actual Parador de Alcalá de Henares)
- Colegio de Mercedarios Calzados de Nuestra Señora de la Concepción (actual Parador Nacional)
- Colegio de Santiago o de los Caballeros Manrique (actual Parador Nacional)
- Colegio de los Manchegos (act. viviendas particulares)
- Colegio de Aragón (act. viviendas particulares)
- Colegio de Lugo (actual comercio y viviendas)
- Colegio de Sta. Catalina de Siena o de los Verdes (act. comercio y viviendas part.)
- Colegio Menor de Santa Justa y Rufina (act. denominado Casa de los Lizana. Sede de Alcalá Desarrollo)
- Colegio de San Jerónimo
- Colegio-Convento de Carmelitas Descalzos (act. en estado de abandono)
- Colegio de Mena (desaparecido)

### Sanidad
| Tipo                     | Nombre               | Dirección                                    |
| ------------------------ | -------------------- | -------------------------------------------- |
| Hospital universitario   | Príncipe de Asturias | Carretera Alcalá-Meco (campus universitario) |
| Centro de especialidades | Francisco Díaz       | C/ Octavio Paz, 11                           |
| Centro de salud          | Carmen Calzado       | C/ Carmen Calzado, 14                        |
| Centro de salud          | Juan de Austria      | Av. Juan de Austria, 19                      |
| Centro de salud          | La Garena            | C/ Arturo Soria, s/n (frente a la estación)  |
| Centro de salud          | Luis Vives           | C/ Luis Vives, 16                            |
| Centro de salud          | Manuel Merino        | C/ Manuel Merino, 1                          |
| Centro de salud          | María de Guzmán      | C/ Juan de Borgoña, s/n                      |
| Centro de salud          | Miguel de Cervantes  | Av. Gustavo Adolfo Bécquer, 23               |
| Centro de salud          | Ntra. Sra. del Pilar | C/ Nuestra Señora del Pilar,s/n              |
| Centro de salud          | Puerta de Madrid     | Av. del Ejército, 61                         |
| Centro de salud          | Reyes Magos          | Av. de los Reyes Magos, 12                   |

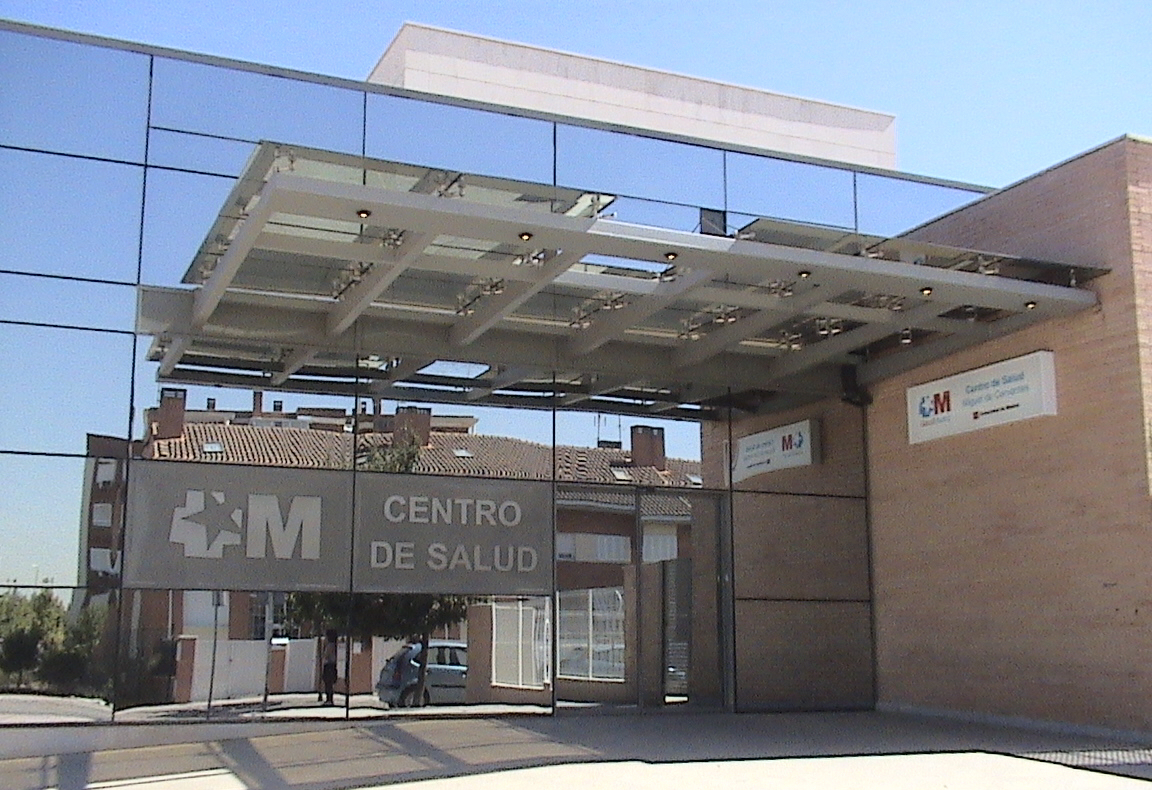
Centro de Salud Miguel de Cervantes

Alcalá de Henares cuenta con varias instalaciones sanitarias públicas dependientes del Servicio Madrileño de Salud (SERMAS): el Hospital Universitario Príncipe de Asturias, que brinda asistencia a la población de Alcalá y municipios de su área metropolitana; un Centro integral de diagnóstico y tratamiento Francisco Díaz en el barrio de El Ensanche; y diez centros de salud repartidos por toda Alcalá, el primero se construyó en 1960 en la calle Carmen Calzado. Los centros están dotados de todos los materiales y profesionales, abarcando las urgencias comunes y citas previas para dar servicio a la población. La atención sanitaria de urgencias la cubren los servicios del SUMMA 112, el punto de atención continuada en el centro de salud Luis Vives, y en el Hospital Universitario.
Además hay un hospital benéfico, el Hospitalillo de Antezana (C/ Mayor, 46), la institución sanitaria más antigua del mundo, en funcionamiento desde 1483. Y un Centro Municipal de Salud (C/ Santiago, 13) dependiente del Ayuntamiento de Alcalá de Henares.
El Ayuntamiento de Alcalá de Henares está adherido a la Red Madrileña de Ciudades Saludables y, por lo tanto, ya está comprometido con el Proyecto de Ciudades Saludables de la OMS.

### Seguridad ciudadana

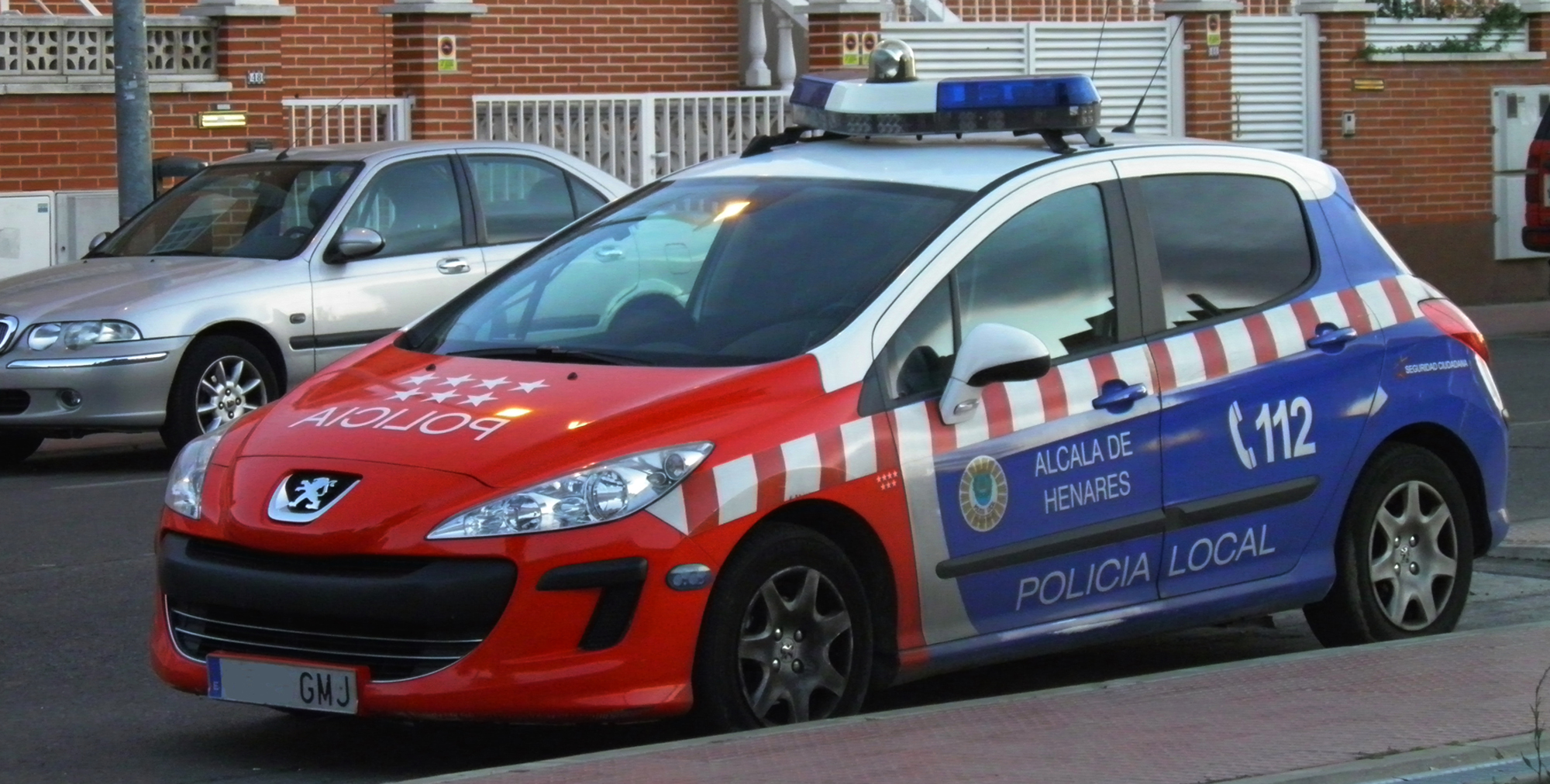
Coche del Cuerpo de Policía Local con rotulación de las BESCAM

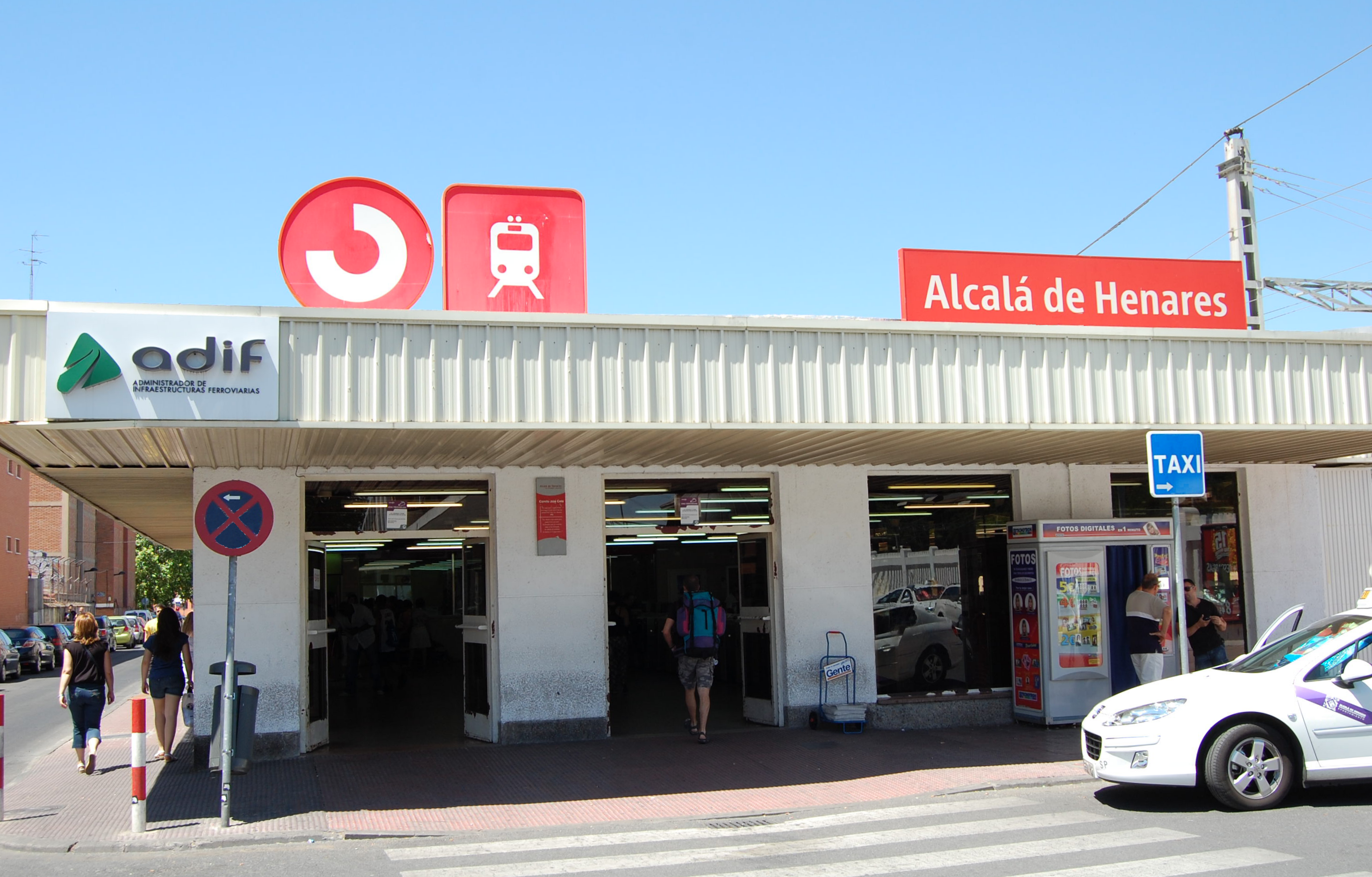
Estación central de ferrocarril de Alcalá de Henares (actualmente en reforma)

En 2009 se inauguró la actual Comisaría de Policía de Alcalá de Henares, situada en la avenida de Meco, que integra al Cuerpo Nacional de Policía y a la Policía Local. Hay un total de 300 profesionales, que dan servicios de seguridad a Alcalá y a pueblos cercanos.[cita requerida]
También dispone de la Casa-Cuartel de la Guardia Civil de Alcalá de Henares, en la avenida Lope de Figueroa, n.º 46.

### Comunicaciones

#### Carreteras principales
| Identificador | Dirección                                                 |
| ------------- | --------------------------------------------------------- |
| A-2           | Madrid-Zaragoza-Lérida-Barcelona-Gerona-Frontera Francesa |
| R-2           | Madrid-Guadalajara                                        |
| M-100         | Alcalá de Henares-San Sebastián de los Reyes              |
| M-119         | Alcalá de Henares-Camarma de Esteruelas-Valdeavero        |
| M-121         | Alcalá de Henares-Meco                                    |
| M-203         | Alcalá de Henares-Vallecas                                |
| M-300         | Alcalá de Henares-Loeches-Arganda del Rey                 |

#### Trenes

##### Media Distancia
| Línea MD | Trenes          | Origen/Destino   | Destino/Origen          |
| -------- | --------------- | ---------------- | ----------------------- |
| 54       | Regional Exprés | Madrid-Chamartín | Soria                   |
| 55       | Regional Exprés | Madrid-Chamartín | Arcos de Jalón Zaragoza |

##### Cercanías
| Línea | Recorrido                                                                    | km  | Estaciones | Frecuencias | Material Rodante | CIVIS                 |
| ----- | ---------------------------------------------------------------------------- | --- | ---------- | ----------- | ---------------- | --------------------- |
|       | Guadalajara - Alcalá de Henares - Atocha - Chamartín                         | 65  | 19         | 15-30 min   | 446/450/465      | Guadalajara-Chamartín |
|       | Alcalá de Henares - Atocha - Chamartín - Las Rozas - Príncipe Pío            | 98  | 31         | 30 min      | 446/450/465      |                       |
|       | Guadalajara - Alcalá de Henares - Atocha - Chamartín - Villalba - Cercedilla | 135 | 32         | 30-60 min   | 446/450/465      |                       |

#### Autobuses
| Urbanos: Diurnos |                                                      |
| Línea            | Recorrido                                            |
| 1A               | Circular (en sentido horario)                        |
| 1B               | Circular (en sentido antihorario)                    |
| 2                | Puerta de Santa Ana - Universidad / Hospital         |
| 3                | Cuatro Caños - Universidad / Hospital - Espartales   |
| 5                | Plaza de la Paz - Nueva Rinconada                    |
| 6                | Estación de La Garena - Virgen del Val               |
| 7                | Ensanche Norte - Nueva Alcalá / Cementerio Jardín    |
| 8                | Los Nogales - Virgen del Val                         |
| 9                | Est. Alcalá de Henares - El Olivar / Pol. Camporroso |
| 10               | Vía Complutense Centro - Espartales Norte            |
| 11               | La Garena - Estación de Alcalá Universidad           |

| Interurbanos: Diurnos |                                                                            |
| Línea                 | Recorrido                                                                  |
| 222                   | Madrid (Avenida de América) – Meco                                         |
| 223                   | Madrid (Avenida de América) – Alcalá de Henares                            |
| 227                   | Madrid (Avenida de América) – Alcalá de Henares (Espartales - Universidad) |
| 229                   | Madrid (Avenida de América) – Alcalá de Henares (Virgen del Val)           |
| 231                   | Alcalá de Henares - Urbanización Zulema - El Viso                          |
| 232                   | Alcalá de Henares – Torres de la Alameda                                   |
| 250                   | Alcalá de Henares – Meco                                                   |
| 251                   | Torrejón de Ardoz – Valdeavero - Alcalá de Henares                         |
| 252                   | Torrejón de Ardoz – Daganzo - Alcalá de Henares                            |
| 254                   | Valdeolmos / Fuente el Saz – Alcalá de Henares                             |
| 255                   | Valdeavero – Camarma de Esteruelas - Alcalá de Henares                     |
| 260                   | Alcalá de Henares - Ambite - Orusco                                        |
| 271                   | Alcalá de Henares - Pezuela - Pioz                                         |
| 272                   | Alcalá de Henares - Villalbilla                                            |
| 275                   | Alcalá de Henares - Los Santos de la Humosa - Alcalá de Henares            |
| 320                   | Arganda del Rey - Alcalá de Henares                                        |
| 824                   | Madrid (Aeropuerto) - Torrejón de Ardoz - Alcalá de Henares                |
| FS2                   | Torrelaguna - Alcalá de Henares                                            |
| VAC-243               | Madrid (Avenida de América) – Guadalajara                                  |
| Nocturnos             |                                                                            |
| N200                  | Alcalá de Henares - Villalbilla - Alcalá de Henares                        |
| N202                  | Madrid (Avenida de América) – Torrejón de Ardoz - Alcalá de Henares        |

#### Taxi
Hay 71 vehículos (2018) que se distinguen por ser blancos con una franja morada diagonal en las puertas delanteras. El módulo tarifario externo luce la palabra «taxi» y va acompañado de piloto verde de «libre» e indicador numérico (1,2,3) de tarifa aplicada. Los taxis alcalaínos no pertenecen al Área de Prestación Conjunta del Ayuntamiento de Madrid.

## Patrimonio

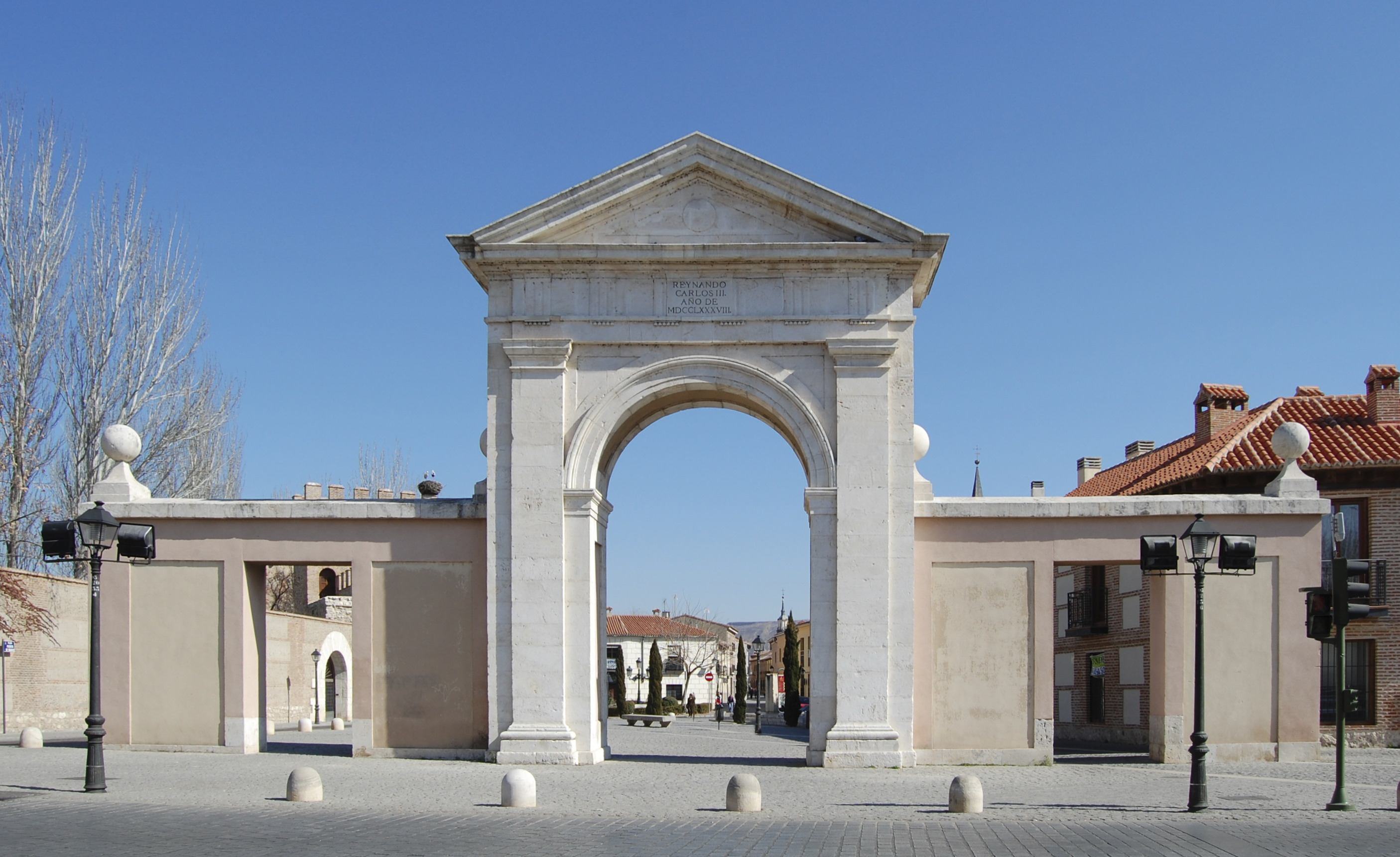
Puerta de Madrid

- Universidad Cisneriana o Universidad de Alcalá

Está formada por un conjunto de colegios mayores y menores que datan del renacimiento fundados por el cardenal Cisneros en 1499. Este conjunto de monumentos contiene importantes vestigios de la Edad Moderna por lo cual la UNESCO la declaró Patrimonio de la Humanidad.
- Calle Mayor

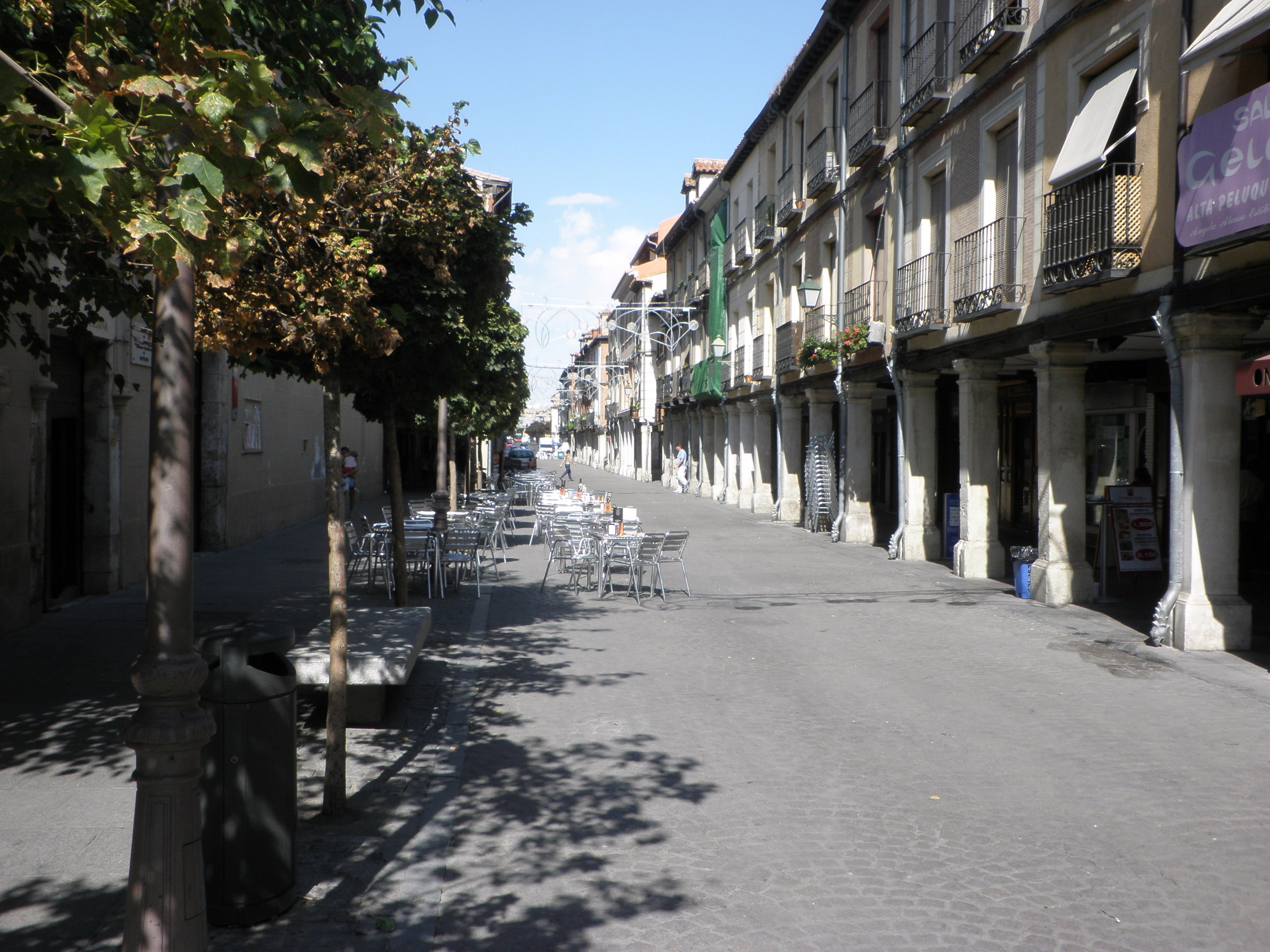
Calle Mayor

Construida en torno al siglo XII, siguiendo el trazado de la calzada romana Caesar Augusta que pasaba por Complutum, era parte de la antigua aljama judía de la ciudad, y uno de sus principales ejes comerciales.
- Palacio Arzobispal

Es un palacio fortaleza situado en el centro histórico de la ciudad, iniciada su construcción en 1209, en el que han nacido, vivido y fallecido numerosos protagonistas de la historia de España. Es actualmente sede de la Diócesis de Alcalá de Henares. Se encuentra en la plaza del Palacio y forma parte del conjunto monumental declarado Patrimonio de la Humanidad por la UNESCO.
- Catedral-magistral de los Santos Niños Justo y Pastor (orígenes en los siglos V y XVI).

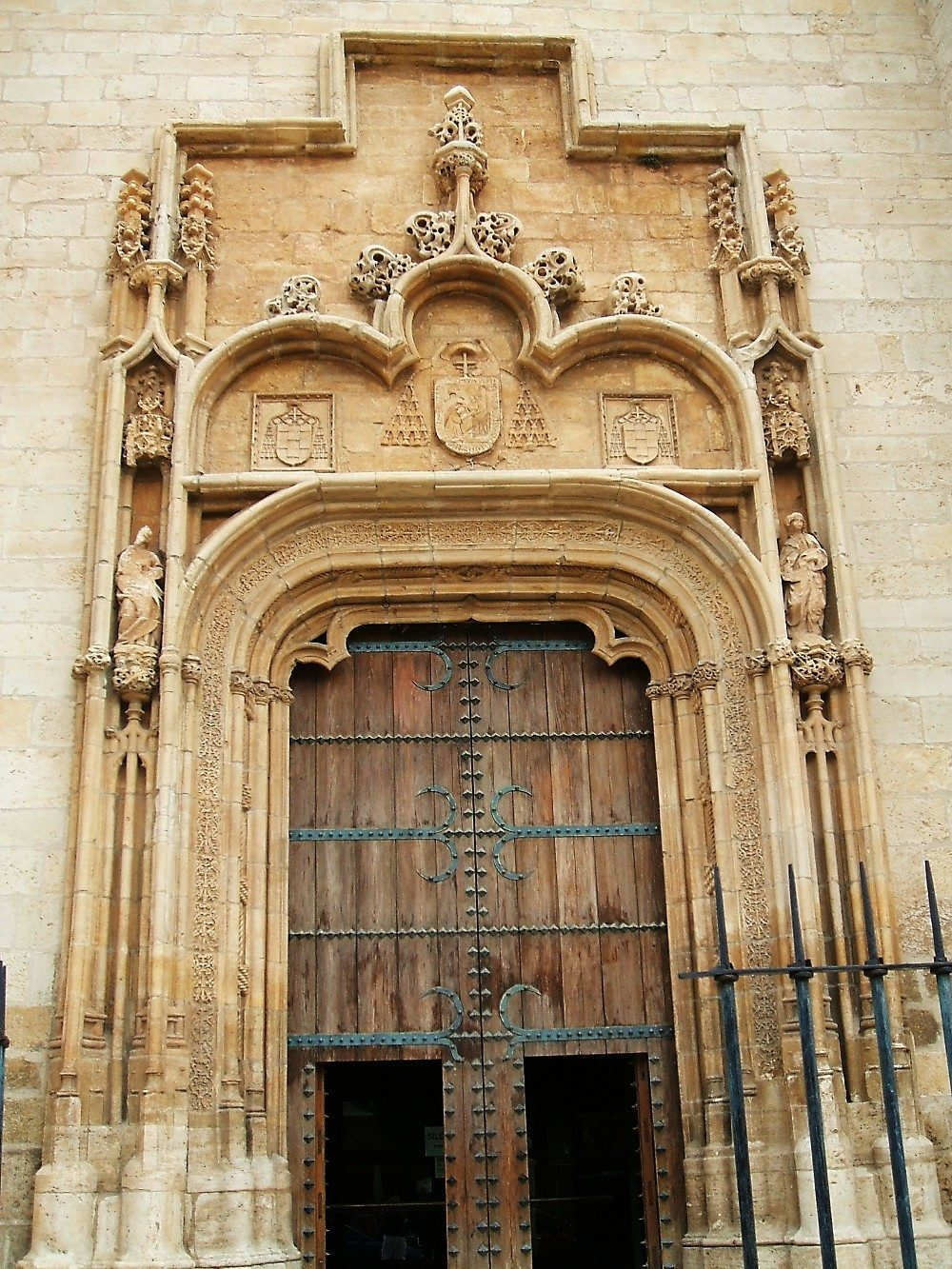
Catedral-Magistral de los Santos Niños Justo y Pastor

Esta catedral junto con la iglesia de San Pedro de Lovaina (Bélgica), es la única en el mundo que posee el título de Magistral. Esto quiere decir que todos sus canónigos deberían ser, desde tiempos de Cisneros, profesores de la Universidad de Alcalá. Su construcción pertenece al gótico tardío también llamado flamígero. Destaca la esbelta torre y claustro renacentista de traza herreriana. En su interior se encuentran los restos del fundador de la universidad, el cardenal Cisneros.
- Casa natal de Miguel de Cervantes

Reconstrucción moderna de una antigua casa del siglo XVI en el solar que ocupaba la casa donde, según la tradición, nació el autor de El Quijote, Miguel de Cervantes en 1547. En torno a un bello patio de columnas renacentistas se distribuyen las distintas estancias de una típica casa hidalga española del Siglo de Oro: sala de labor, cocina, comedor, estrado de las damas y la sala de aparatos médicos que bien pudieron pertenecer al padre de Cervantes. Su interior está ambientado con interesantes muebles de la época y una de las mejores colecciones de distintas ediciones de El Quijote.
- Corral de Comedias de Alcalá (1601)

El Corral de Comedias de Alcalá es uno de los teatros más antiguos de Europa remontándose su construcción al año 1601. En su interior se pueden distinguir las distintas transformaciones que ha sufrido el teatro europeo, pasando de ser un espacio abierto en una comunidad de vecinos hasta llegar a la transformación típicamente italiana de coliseo romántico que se popularizó en el siglo XIX. Visitando las distintas salas se puede observar la disposición en la que se situaban los hombres y las mujeres de la España del Siglo de Oro y de etapas posteriores, también los cambios del escenario, la tramoya y los espacios en los que se preparaban los decorados y efectos especiales de cada época.
- Palacete Laredo (neogótico-mudéjar)

Originariamente construido a mediados del siglo XIX como vivienda particular en estilo neogótico-mudéjar. Actualmente es la sede del Museo Cisneriano en donde podemos encontrar diferentes piezas arqueológicas incorporadas a la arquitectura y decoración del edificio. La colección del museo tiene obras tan importantes como una edición original de la Biblia Políglota Complutense, la Biblia de Amberes o documentación histórica relativa a la Universidad de Alcalá.
- Hospital de Antezana

Fundado en 1483, se ha conservado en funcionamiento desde su fundación hasta nuestros días por lo que es uno de los hospitales más antiguos de España. Según la tradición, en este hospital trabajó como cirujano sangrador Rodrigo de Cervantes, padre del gran escritor, aunque no existen pruebas documentales de este hecho. Su arquitectura destaca por el doble alero mudéjar y el patio central con columnas y corredores de madera al cual da acceso la habitación donde estuvo recuperándose san Ignacio de Loyola tras su largo viaje a pie desde Barcelona hasta Alcalá.
- Capilla del Oidor y Torre de Santa María

La antigua iglesia de Santa María cerraba la plaza de Cervantes pero fue destruida en la guerra civil española. De sus restos queda la capilla del Oidor, que es un centro de exposiciones y conserva la pila bautismal de Miguel de Cervantes. Desde la Torre-campanario hay una de las mejores vistas panorámicas de la ciudad.
- Puerta de Madrid (s. XVIII)

La actual construcción sustituyó a la puerta medieval en el siglo XVIII. Se edificó en 1788 mandado por el arzobispo de Toledo Francisco de Lorenzana, bajo las trazas del arquitecto Antonio Juana Jordán. Se sitúa cerca de la plaza de los Santos Niños, plaza muy visitada donde se encuentra también la Magistral. Como dato curioso, cabe mencionar que el monumento aparece en la película Espartaco (1960) de Stanley Kubrick, al igual que el recinto amurallado y todo el entorno de la calle Andrés Saborit.
- Castillo de Alcalá La Vieja

Se trata de una fortaleza medieval, de origen árabe, cuyas primeras referencias datan del siglo X. De la antigua fortificación, sólo se mantienen en pie una torre defensiva, recientemente restaurada, y distintos restos de algunos torreones, que se encuentran en estado ruinoso.
El castillo se levanta sobre un promontorio arcilloso, cercano al cerro testigo conocido como del Ecce Homo (836 m), en pleno valle del río Henares. En sus proximidades se halla la ermita de Nuestra Señora del Val.
- Casa de Hippolytus y ruinas de Complutum

Complutum, la antigua ciudad romana de Alcalá fue en su momento una importante metrópoli, alrededor de la cual se construyeron villas señoriales de las que todavía se conservan algunas muestras, como es el caso de la Casa de Hippolytus. Esta villa se puede considerar un ejemplo de construcción complutense, muestra la estructura de la casa con las distintas dependencias distribuidas en torno a un patio central que todavía conserva el mosaico original que lo decoraba.
- Villa Romana de El Val.
- Ermita de San Isidro.

- Ermita de Nuestra Señora del Val.

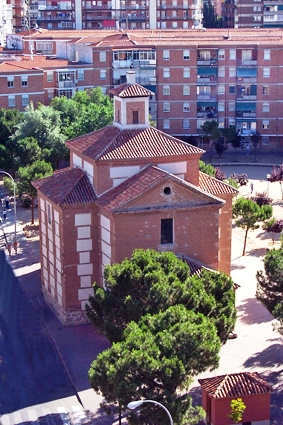
Ermita de San Isidro

- Puerta de Burgos, Arco de San Bernardo y Muralla (desde siglo XIII)

La puerta de Burgos, que hoy ocupa el recinto del Convento de San Bernardo, también llamado Bernardas.
- Archivo General de la Administración.

Tercer archivo estatal más grande del mundo.
- Patios alcalaínos y casas solariegas.

Una asociación de Defensa del Patrimonio Histórico ha elaborado una Lista Roja del Patrimonio Complutense con 68 joyas arquitectónicas en peligro por su estado de conservación; que incluye, además de la arquitectura civil, religiosa o militar, la agropecuaria, la industrial, molinos, puentes, fuentes, los conjuntos urbanísticos y arqueológicos, etc.

### Jardines y parques
- Real Jardín Botánico Juan Carlos I: es un jardín botánico en desarrollo, que actualmente tiene ya activas 44 hectáreas de extensión, teniendo prevista una extensión de 350 hectáreas en su culminación. El proyecto toma forma gracias a la colaboración de la Universidad de Alcalá y la Comunidad de Madrid. Es miembro de la Asociación Ibero-Macaronésica de Jardines Botánicos, y del BGCI, presentando trabajos para la Agenda Internacional para la Conservación en los Jardines Botánicos. Su código de identificación internacional es ALCA.
- Parque de los Cerros: en la margen sur del río Henares.[102][103][104]
- Parque O'Donnell, fundado en 1898, que incluye una zona de ocio infantil, una piscina pública, un estanque y una rosaleda.

## Cultura

### Ocio

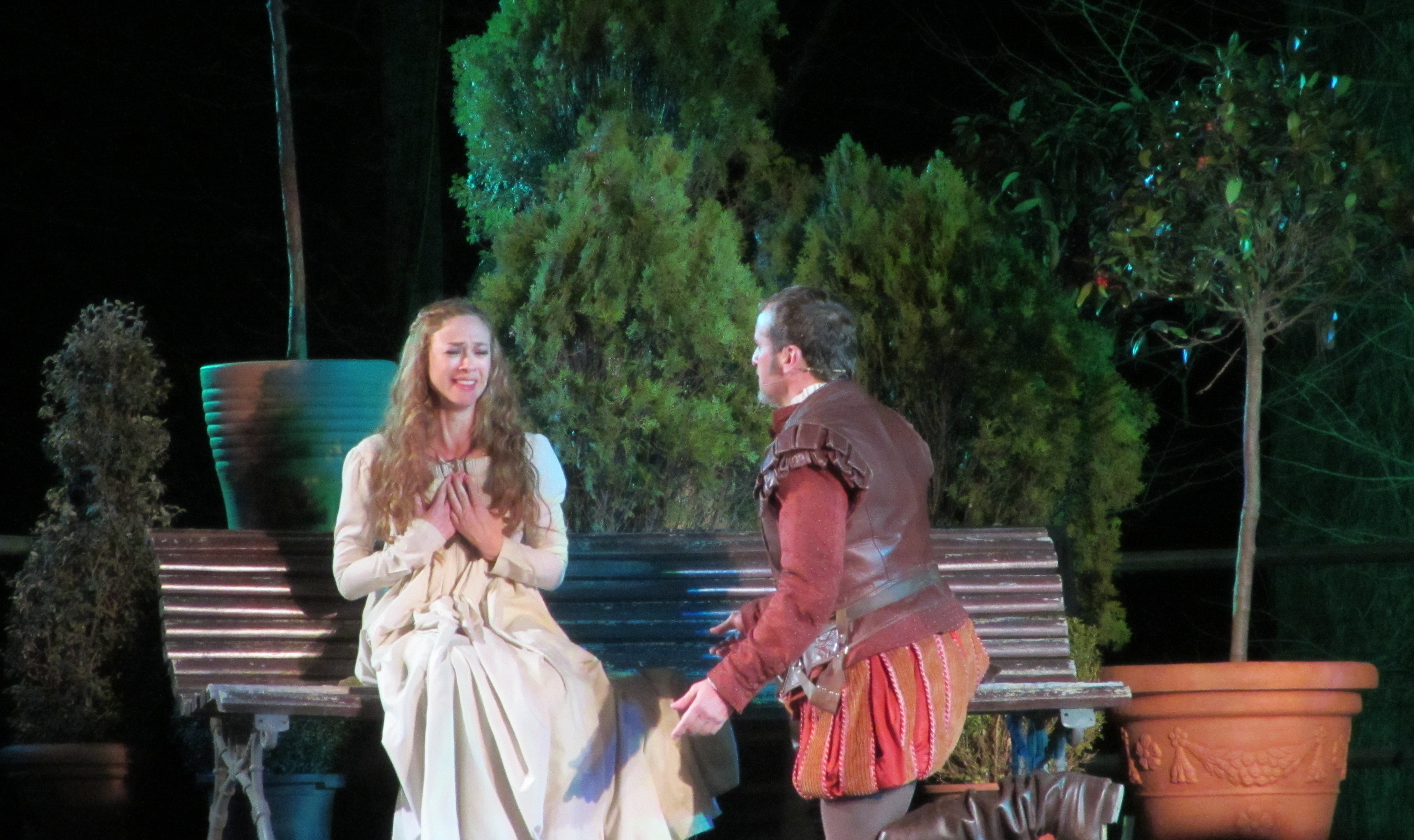
Don Juan en Alcalá de 2014, escena de doña Inés y don Juan

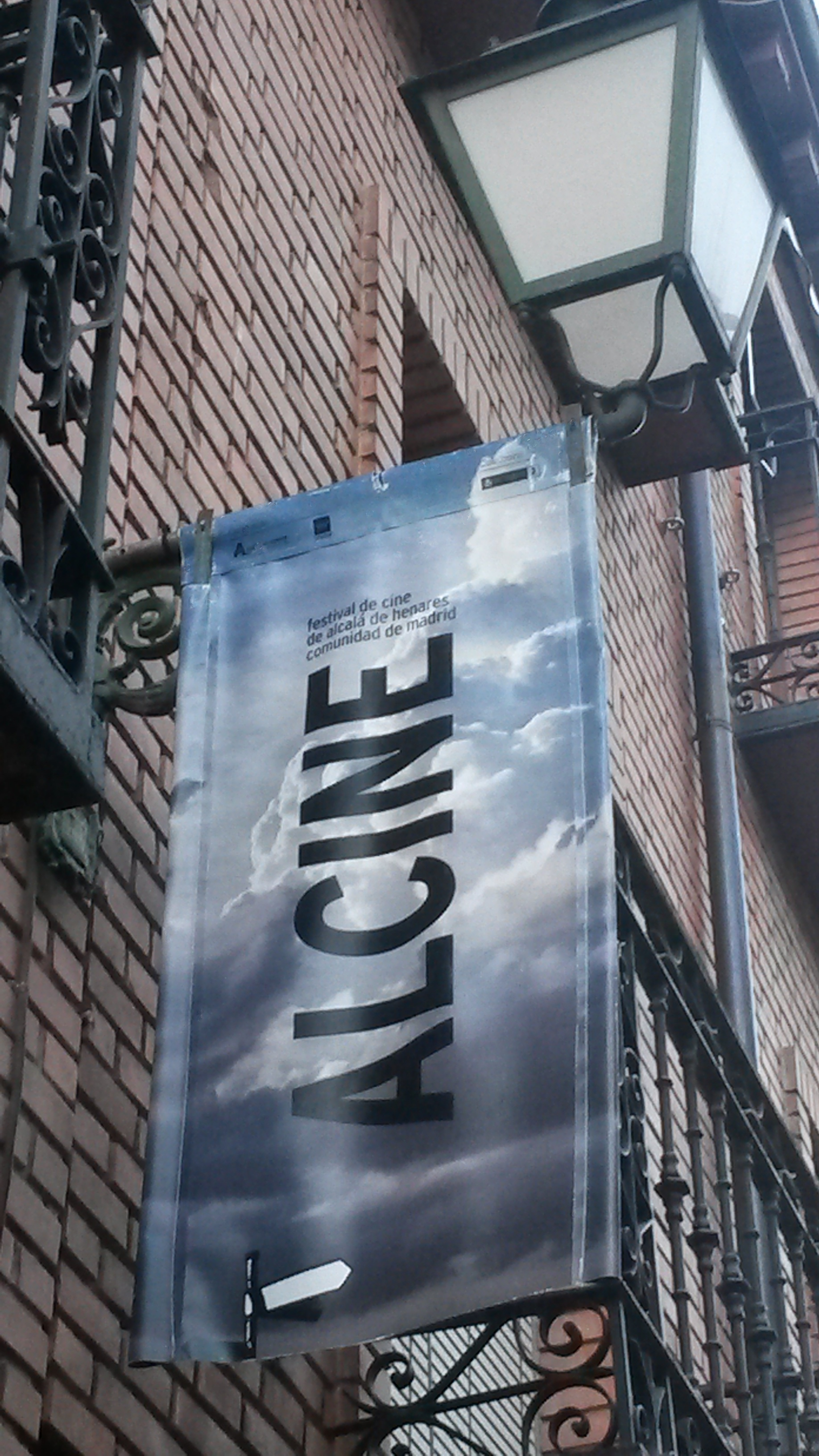
Festival de Cine de Alcalá

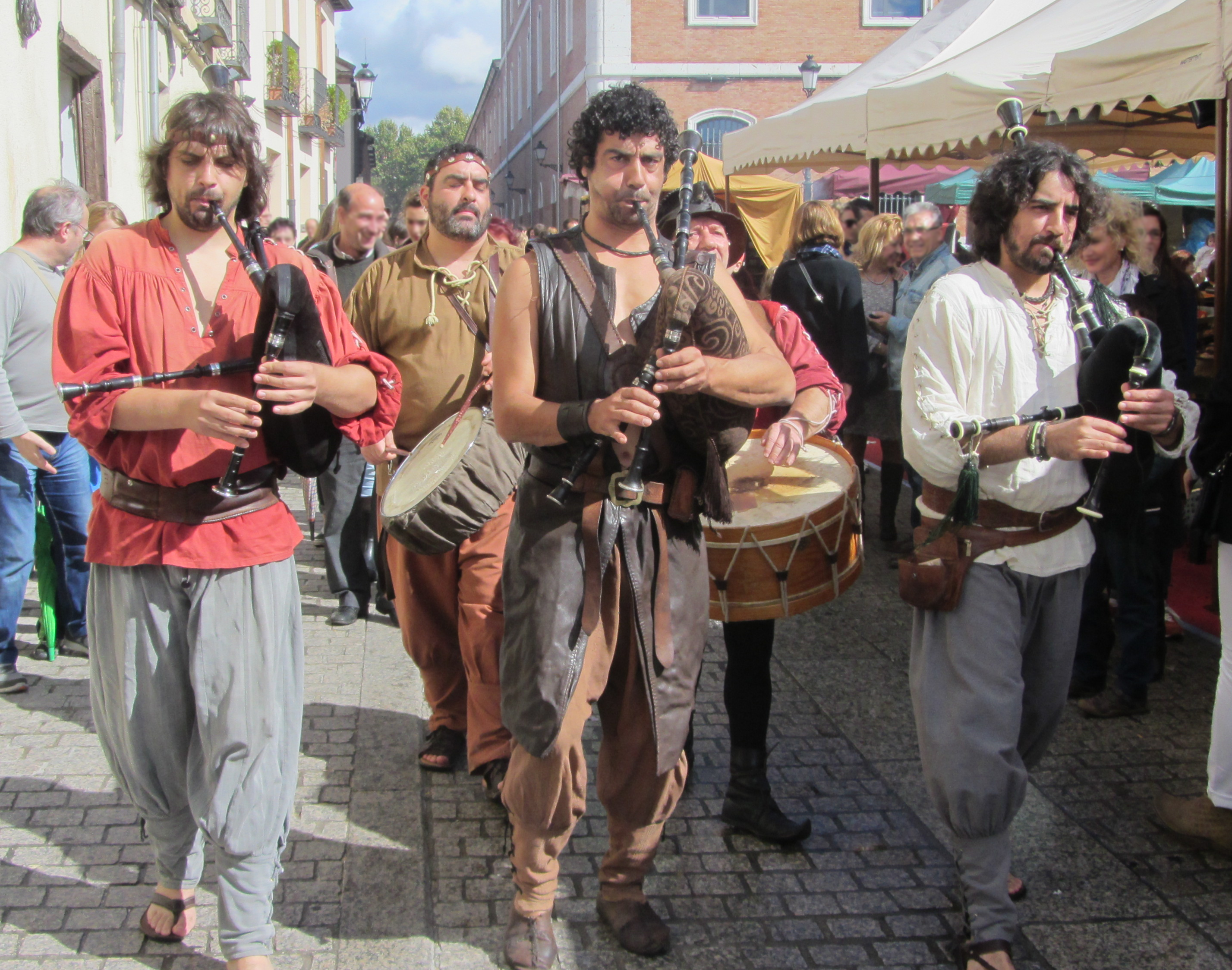
Mercado Cervantino

En la ciudad hay cinco teatros, donde se representan una gran cantidad de obras y espectáculos para todos los públicos. Hay siete grandes superficies comerciales, que incluyen actividades culturales, como un cine con diecinueve salas. Hay una Feria del Libro, un Mercadillo Medieval, y desde 2011 una Noche en Blanco.
Las ferias y fiesta de Alcalá de Henares se celebran en la última semana de agosto. Cuenta con una singular comparsa de Gigantes y Cabezudos, una de las más grandes y antiguas de España, con más de 30 unidades, y uno de los pocos Gargantúa, aquí denominado Tragaldabas, que existen en España, pues tan solo lo tienen nueve ciudades, habiendo un total de once. El Tren de Cervantes son visitas turísticas amenizadas con actores, que se realizan durante la primavera y el otoño; y el Alcalá City Tour es un minitren turístico urbano que recorre la ciudad.
- ALMA Catalina de Aragón Festival Alcalá de Música Antigua, fundado en 2024, desarrollado durante la última semana de enero. Conciertos, conferencias, exposiciones y visitas teatralizadas. [109]
- Semana Gastronómica de Alcalá de Henares, fundada en 1986, se celebra durante la primera semana de febrero. Participan numerosos restaurantes repartidos por toda la ciudad, ofreciendo una variada degustación culinaria.[110]
- Teatralia es el Festival Internacional de Artes Escénicas para Niños y Jóvenes de la Comunidad de Madrid, que tiene una de sus sedes en Alcalá de Henares. Se representa a finales de marzo.[111]
- Feria de la Salud es un programa de actividades saludables y culturales desarrolladas en torno al 7 de abril, declarado por la ONU "Día Mundial de la Salud", en colaboración con diferentes asociaciones y entidades del ámbito sanitario e institucional.[112][113]
- Festival de la Palabra organizado por el Ayuntamiento de Alcalá de Henares y la Universidad de Alcalá durante todo el mes de abril, en conmemoración de la muerte de Miguel de Cervantes.[114] Su objetivo es difundir y promover la lectura y la creación literaria, mediante numerosas y variadas actividades culturales para todos los públicos. Destacan la entrega del Premio Miguel de Cervantes el 23 de abril en el Paraninfo de la Universidad; y la Feria del libro, fundada en 1981, que se instala en la plaza de Cervantes.[115]
- Alcalá Gastronómica es un certamen culinario entre los mejores restaurantes de la ciudad. Se fundó en 2013, y se celebra durante el mes de abril.[116]
- Complutum Renacida durante el primer fin de semana de mayo. Mercado de época romana, con múltiples espectáculos (Gran Circus Máximus, lucha de gladiadores y desfiles militares romanos) y actividades culturales (históricas, musicales, teatrales, gastronómicas y artesanía). Fundado en 2019.[117][118]
- Conciertos de Primavera durante los domingos del mes de mayo. Música de zarzuela y pasodobles interpretada al aire libre por una banda sinfónica en el Quiosco de la Música de la plaza de Cervantes.[119]
- Alcalá Suena es un festival callejero con escenarios repartidos por el casco histórico de Alcalá de Henares. Se celebra durante la primera semana de junio, con más de 140 conciertos gratuitos de artistas locales, en el que se mezclan todo tipo de estilos.[120]
- Orgullo LGTBIQ+: desde 2015 a finales de junio se realiza una marcha a favor de la diversidad y los derechos LGBTIQ+, así como la celebración de conciertos y multitud de actividades en las que participan diferentes asociaciones de la ciudad.
- Festival de artes escénicas Clásicos en Alcalá, durante los meses de junio y julio.[121]
- Universijazz Alcalá, en julio. Festival de jazz organizado por la Universidad de Alcalá desde 2007.[122]
- Alcine de verano, en julio y agosto. Proyecta películas recientes del cine español en varios espacios culturales y al aire libre.[123]
- Festival Internacional de Órgano Catedral de Alcalá, fundado en 2007, se celebra durante septiembre y octubre.[124][125]
- Muestra Internacional de la Artes del Humor, desde 1993 el Instituto Quevedo del Humor de la Fundación General de la Universidad de Alcalá expone obras de humor gráfico de artistas internacionales.[126]
- Jornadas Gastronómicas Cervantinas de Alcalá de Henares, fundadas en 1995, en las que participan diversos restaurantes de la ciudad ofreciendo la mejor tradición gastronómica del Siglo de Oro. Se celebra durante la primera semana de octubre.[127][128]
- Mercado Cervantino, que ocupa todo el casco histórico de la ciudad, transformándose en un escenario vivo ambientado en el Siglo de Oro Español. Es el más grande de Europa en este estilo, con 400 puestos a lo largo de unos 3 km. Se puede disfrutar de puestos callejeros, vendedores, artesanos, figurantes y cantantes con las vestimentas y decoración de los siglos XVI-XVII. Se celebra desde el año 2000, en torno al 9 de octubre, fecha del bautismo de Miguel de Cervantes.[129]
- Feria del Libro Antiguo y Ocasión, fundada en 1985, se celebra en la plaza de los Santos Niños durante la primera quincena de octubre.[130]
- Encuentro Coral Cervantino Ciudad de Alcalá de Henares. La Schola Cantorum de Alcalá de Henares organiza, desde 1999, un encuentro de coros con repertorio de la época cervantina durante el mes de octubre.[131]
- Encuentro de Bandas Ciudad de Alcalá de Henares, desde 1999 el Ayuntamiento de Alcalá organiza un festival de bandas sinfónicas durante el mes de octubre.[132]
- Festival Internacional de Plectro en la Cuna de Cervantes, conciertos de instrumentos de plectro en el ámbito de la música clásica. Se celebra en octubre, desde 1997.[133]
- Feria del Vino de Alcalá de Henares, fundada en 2013, se celebra a finales de octubre en la plaza de Cervantes. La organiza la Asociación Cultural Peña Los Jardineros con la colaboración del Ayuntamiento de Alcalá de Henares, el Instituto Madrileño de Investigación y Desarrollo Rural, Agrario y Alimentario (IMIDRA) y Vinos de Madrid. Participan las bodegas de la Comunidad de Madrid. Se realizan catas comentadas, talleres, actuaciones musicales y un concurso de cata a ciegas.[134]
- Marcha Zombie de Alcalá de Henares, desde 2011. Al anochecer del 31 de octubre se celebra una simpática concentración de «muertos vivientes». El desfile de disfraces y seres caracterizados parte desde la plaza de los Santos Niños y finaliza en la plaza de Cervantes. Está amenizada con música y la organizan numerosas asociaciones e instituciones complutenses.[135][136][137]
- Don Juan en Alcalá. La representación del Tenorio en las zonas más bellas del casco histórico es, desde 1984, una tradición que cada víspera de Todos los Santos reúne a miles de alcalaínos y visitantes.[138][139] Declarada fiesta de interés turístico regional en el año 2002 y, en 2018, fiesta de interés turístico nacional.[140][141]
- En noviembre se celebra anualmente el Festival de Cine de Alcalá Alcine, certamen de cortometrajes iniciado en 1970, que muestra las nuevas películas del cine independiente.[142]
- Las Jornadas sobre la vida y obra de Manuel Azaña las promueve el Foro del Henares, con la colaboración del Ayuntamiento de Alcalá de Henares, la Universidad de Alcalá, la Fundación General de la Universidad de Alcalá, la Fundación Francisco Largo Caballero, y el Instituto Cervantes. Se celebran desde 2010, a mediados de noviembre.[143]
- Aniversario de la Declaración de Ciudad Patrimonio de la Humanidad. Cada 2 de diciembre se celebra esta declaración que en 1998 convirtió a Alcalá en patrimonio mundial.[144]

### Tradiciones
Se conservan numerosos festejos populares:
- San Antón. El 17 de enero en el Hospital de Antezana, cada año acuden cientos de personas con sus mascotas para que sean bendecidas.[146]

- Carnaval. Fomentado por instituciones municipales y privadas. Con disfraces, concursos, pasacalles, música, baile, desfile de carrozas, entierro de la sardina y castillo de fuego.[147][148]

- Semana Santa. Díez cofradías penitenciales y una adoración nocturna constituyen una notable Semana Santa, declarada de fiesta de interés turístico regional en 2004, y desde 2019 fiesta de interés turístico nacional.[149][150] Pueden verse tallas de la valía del Cristo de la Esperanza y el Trabajo, el Cristo Yacente y la de María Santísima de la Soledad Coronada (obra del imaginero sevillano Antonio Castillo Lastrucci). Cofradías como la del Cristo Universitario de los Doctrinos, cuyos cofrades visten a la usanza de los estudiantes del Siglo de Oro. Son varias las cofradías anteriores a la Guerra Civil. Recientemente la Semana Santa Complutense vive un apogeo debido a la fundación de Hermandades como la de la Resurrección en 2012 y la de Jesús Despojado en 2016. El Viernes Santo alcalaíno cuenta con una de las cofradías más antiguas de la Comunidad de Madrid, «La Antigua Ilustre y Fervorosa Hermandad y Cofradía de María Santísima de la Soledad Coronada» data de principios del año 1508 y es la primera imagen de la Virgen coronada canónicamente en Alcalá.[151][152]

- El 23 de abril se conmemora la muerte de Miguel de Cervantes, y desde 1976 se entrega el Premio de Literatura en Lengua Castellana Miguel de Cervantes de manos de los Reyes de España en el Paraninfo cisneriano.[153]

- Fiestas Patronales de los Santos Niños. En torno al 6 de agosto se celebran las fiestas del Distrito Centro con procesión y verbenas.[154][155] Desde agosto de 2005 a agosto de 2006 se conmemoró el 1700 aniversario del martirio de los patronos de la ciudad. Por tal efemérides, ese año se declaró Año Jubileo en la Diócesis Complutense, con dos lugares de peregrinación: la catedral de Alcalá y el pueblo de Ambite.

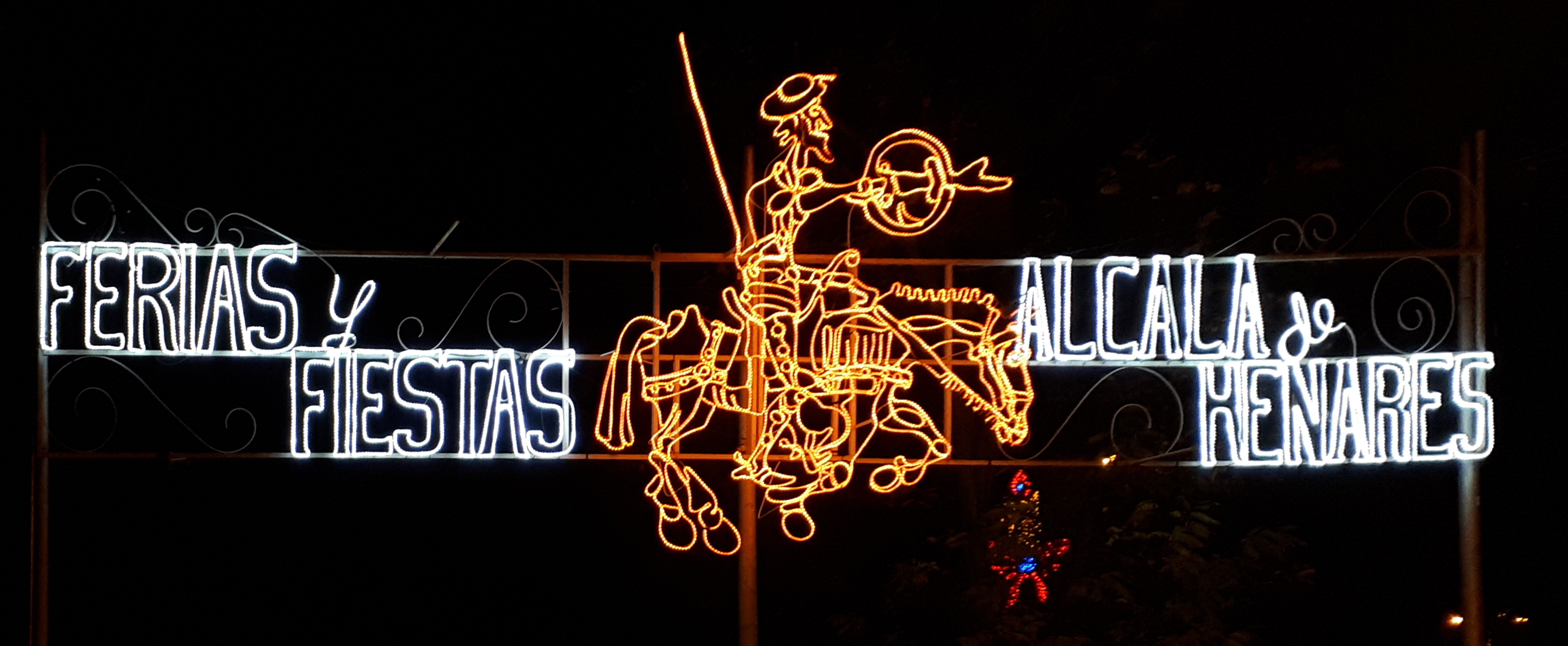
Cartel de ferias y fiestas

- Ferias y Fiestas de Alcalá. Se celebran a finales de agosto desde hace más de 800 años, originalmente como feria ganadera y en la actualidad con numerosos espectáculos y atracciones. Destaca la participación de la Comparsa de Gigantes y Cabezudos de Alcalá de Henares.[156][157][158]

- Fiestas Patronales de la Virgen del Val. Alcaldesa de Honor de Alcalá. Se celebra el tercer domingo de septiembre, y al mismo tiempo se celebran las fiestas populares del Distrito V El Val.[159]

- Semana Cervantina: declarada fiesta de interés turístico nacional en 2018.[160] El 9 de octubre, Día de Cervantes, se conmemora el bautismo de Miguel de Cervantes (9 de octubre de 1547) realizándose una procesión cívica con la Partida de Bautismo.[161] Además de numerosas actividades culturales y lúdicas como feria del libro, música, teatro, representaciones en la calle o el Mercado Cervantino, que es uno de los más grandes de Europa y uno de los principales acontecimientos turísticos de Alcalá.[162]

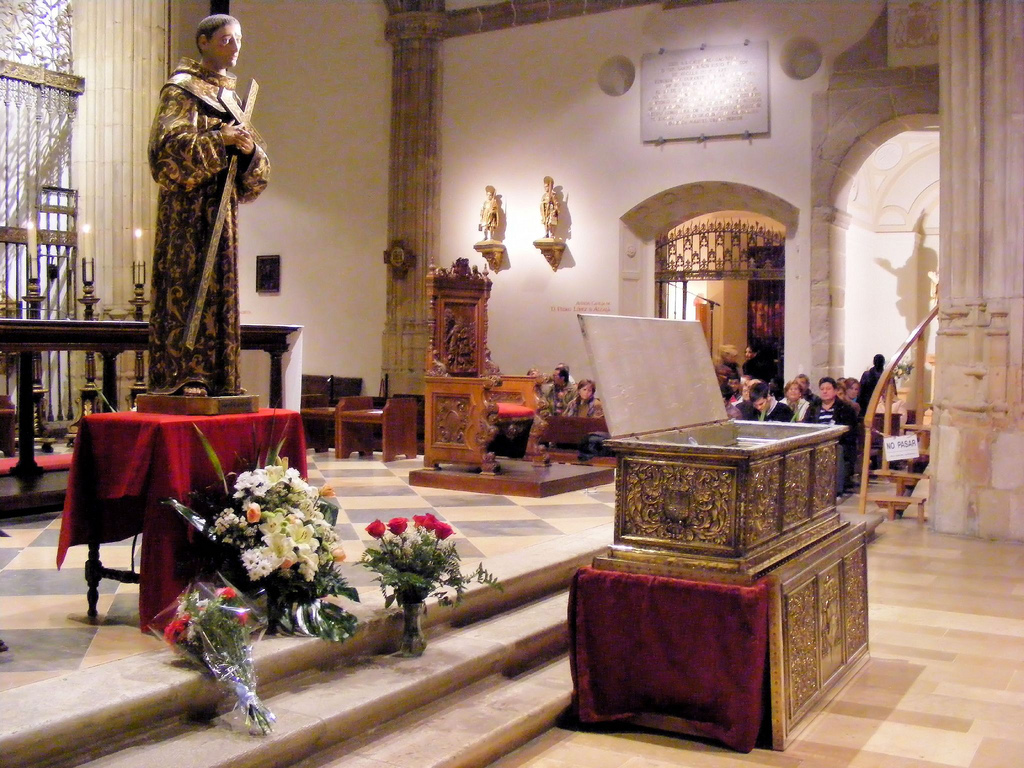
La misa de San Diego

- San Diego. Cada año el 13 de noviembre se saca de su tumba, en la catedral, el cuerpo incorrupto del santo para venerarlo y celebrar una misa.
- Hoguera de Santa Lucía. El 13 de diciembre se inicia un pasacalles con el «trasto» al principio de la calle Mayor, acompañado de un grupo de dulzaineros, hasta llegar a la ermita de Santa Lucía, delante de la cual se prende una hoguera con los trastos viejos y se asan patatas.[163][164]
- Subida al Ecce Homo para colocar un Belén. Desde 2003 se ha convertido en una tradición popular, celebrada el domingo anterior a la Navidad, y organizada por la Asociación Cultural de Hijos y Amigos de Alcalá. Consiste en una caminata a través del parque de los Cerros, para subir al cerro del Ecce Homo e instalar en su cima un Portal de Belén sobre las ruinas de una antigua ermita.[165][166]
- Navidad. La ciudad se ilumina y engalana para la ocasión. Con múltiples eventos culturales y espectáculos: carrera de San Silvestre, cine, circo, conciertos, concursos, exposiciones, feria del libro, música, talleres y teatro; cabalgata de reyes, y pasacalles con gigantes y cabezudos; atracciones de feria, casetas con artesanía, montaña rusa, noria, pista de patinaje sobre hielo y puestos de alimentación; trenecito navideño, belén monumental, etc. La mayoría de las actividades recreativas se concentran en la plaza de Cervantes y en los 20 000 m² del recinto ferial.[167][168][169] Las celebraciones finalizan el 5 de enero con la tradicional Cabalgata de Reyes.[170]
- Mercadillos populares. Ponen a la venta alimentos, ropa y enseres, durante todo el año, las mañanas de los lunes (en la ronda del Henares) los martes (en la calle Mejorada del Campo) y los miércoles (en la avenida del Ejército). Además, en la calle Mayor el mercadillo es de artesanía y coleccionismo las mañanas de los domingos y festivos.[171]
- Fiestas de los Distritos:[172]

- I: San Isidro. 12, 13 y 14 de mayo
- II: 16, 17 y 18 de junio
- III: 26, 27 y 28 de mayo
- IV: 9, 10 y 11 de junio
- V: tercer domingo de septiembre

### Museos

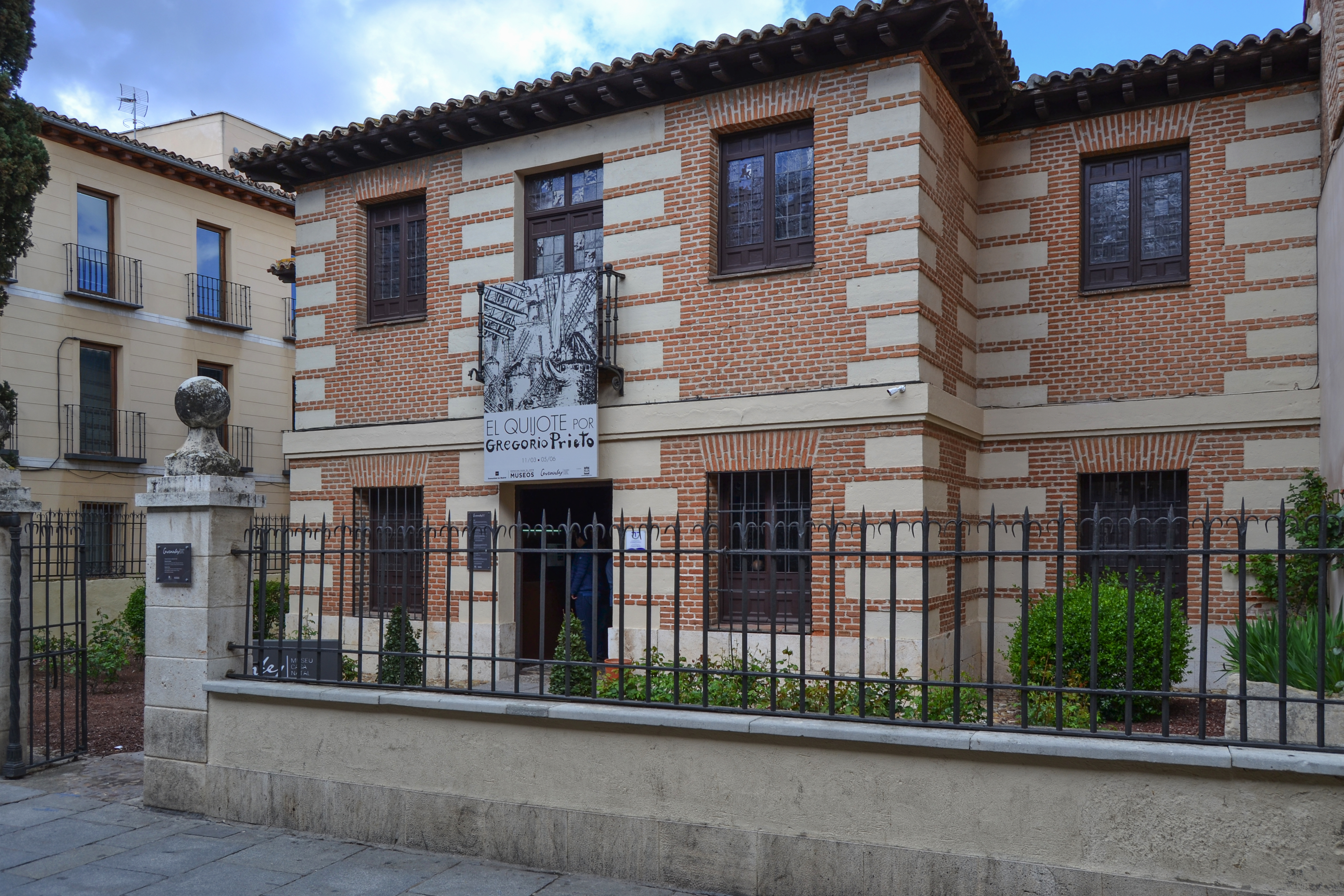
Casa Natal de Cervantes

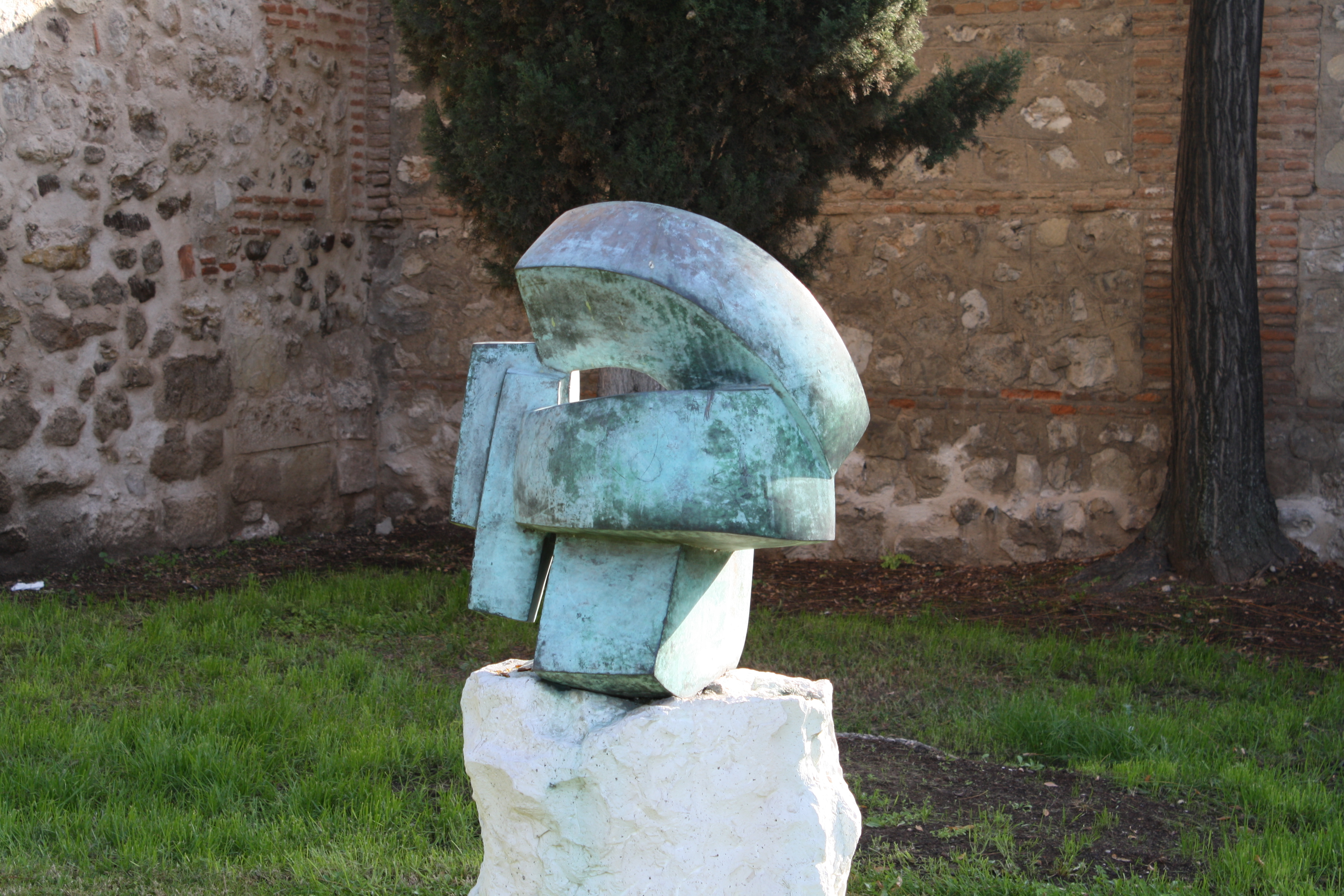
Escultura de Francisco Barón en el Museo de escultura al aire libre

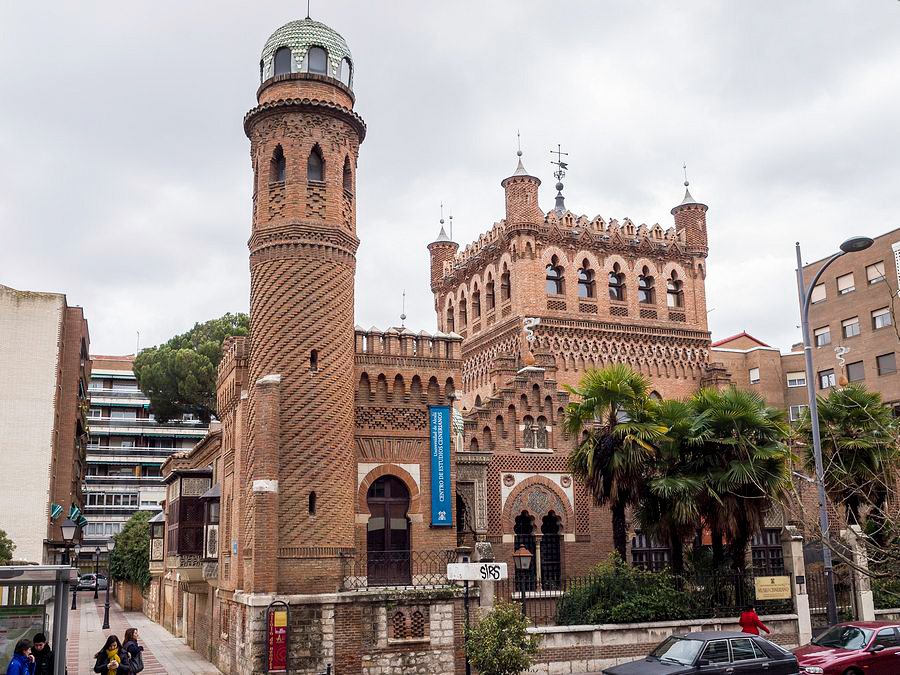
El Palacete Laredo es sede del Museo Cisneriano

- La Casa Natal de Cervantes, inaugurada como museo en 1956.[173] Se trata de una reconstrucción del inmueble donde nació el célebre escritor Miguel de Cervantes, se sitúa en la calle Mayor. El edificio y su interior evocan los cánones de la casa tradicional castellano-toledana.
- Antiquarium de la Ciudad Romana de Complutum es un museo arqueológico dedicado a Complutum, inaugurado en 2024.[174]
- Museo Arqueológico Regional de la Comunidad de Madrid. Anteriormente sirvió de convento y de juzgado. Desde 1999 la Comunidad de Madrid decidió instalar el museo en Alcalá debido a su prolongada historia, y a la riqueza artística y cultural de la ciudad.
- Museo Cisneriano. Su sede está en el Palacio Laredo, edificio neogótico-mudéjar de 1884, situado en el paseo de la Estación. Por su originalidad arquitectónica y riqueza de su decoración, es un monumento declarado en el registro de Bienes de Interés Cultural del patrimonio español. En la actualidad pertenece al Ayuntamiento de Alcalá de Henares, y es la sede del Museo Cisneriano y del Centro Cisneriano de Investigación. Alberga una colección de antiguos documentos de la Universidad Cisneriana, entre los que destacan una edición original de la Biblia Políglota Complutense, y la Biblia Políglota de Amberes.[175]
- Museo de Escultura al Aire Libre. Es un conjunto de obras escultóricas expuestas en la calle. El museo se inauguró en 1993 en torno a dos tramos: el primero en los alrededores de las murallas y la Puerta de Madrid y el segundo en la Vía Complutense. Esto lo convierte en el más largo de su categoría de toda Europa con dos kilómetros de extensión. Cuenta con interesantes estatuas de importantes artistas como Amadeo Gabino o José Lamiel entre otros.
- Museo Cisterciense. Situado en el monasterio de San Bernardo, en la plaza de las Bernardas contiene importantes obras que se salvaron del incendio del Palacio Arzobispal. A modo de corredor en unas siete salas se muestra el importante patrimonio del templo, como el sillón dorado del obispo de Toledo, Bernardo Sandoval y Rojas, un arca de plata mandada por Felipe II para su padre o el ejemplar facsímil de una Biblia Políglota Complutense encargada por Cisneros. Junto a estas obras además se cuenta con bellos retablos policromados barrocos, lienzos de grandes dimensiones, manuscritos, documentos y muebles de época. Cabe destacar la recreación de los funerales del siglo XVII y las cocinas y celdas de entonces.
- Museo Diocesano de la Catedral-Magistral. Destaca el sepulcro del arzobispo Carrillo, el tesoro (objetos de orfebrería religiosa, pinturas, arte suntuario y vestiduras litúrgicas) y una sección monográfica dedicada a los Santos Niños Justo y Pastor.[176]
- Museo Ampelográfico de El Encín.[177][178] Expone, en forma de jardín botánico, más de 200 variedades de vid en la Finca El Encín del IMIDRA
- Museo de la iglesia de San Juan de la Penitencia
- Museo de Arte Sacro San Felipe Neri
- Museo de Arte Contemporáneo José Caballero
- Museo de Perfumería GAL[179]
- Museo de Arte Iberoamericano de la UAH[180]
- Sala Museográfica de la BRIPAC [181]
- Museo de la Medicina del Siglo de Oro (Hospital de Antezana)[182]
- Casa Museo Jean Laurent de Fotografía (próximamente)[183]

### Salas de exposiciones
- Antiguo Hospital de Santa María la Rica[184]
- Capilla del Oidor[185]
- Casa de la Entrevista[186]
- Instituto Cervantes[187]
- Quinta de Cervantes[188]
- Sala Manolo Revilla[189]

### Teatros
- Auditorio municipal Paco de Lucía[190]
- Corral de Comedias de Alcalá de Henares[191]
- Sala Margarita Xirgu[192]
- Teatro La Galera[193]
- Teatro Salón Cervantes[194]
- Teatro Universitario Lope de Vega[195]

- Centro Cultural Gilitos[196]

Grupos de teatro con sede en Alcalá de Henares:
- Teatro Independiente Alcalaíno (TIA) fundado en 1979.[197]
- Légolas Colectivo Escénico de Alcalá de Henares, fundado en 1991.[198]
- La Locandiera, fundada en 1994.[199]

Grupo de danza con sede en Alcalá de Henares:
- Centro de Arte y Danza de Alcalá (CadaDanza) fundado en 2012.[200]

### Música

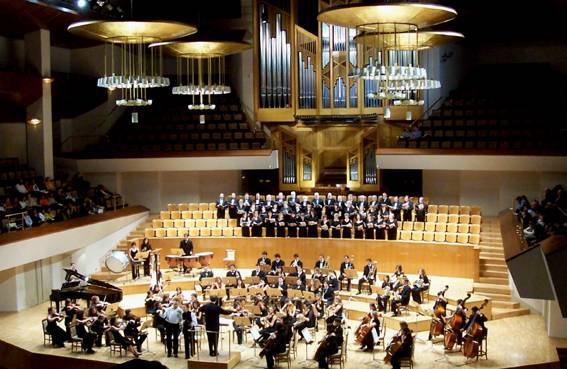
La Sociedad Lírica Complutense tocando en Madrid

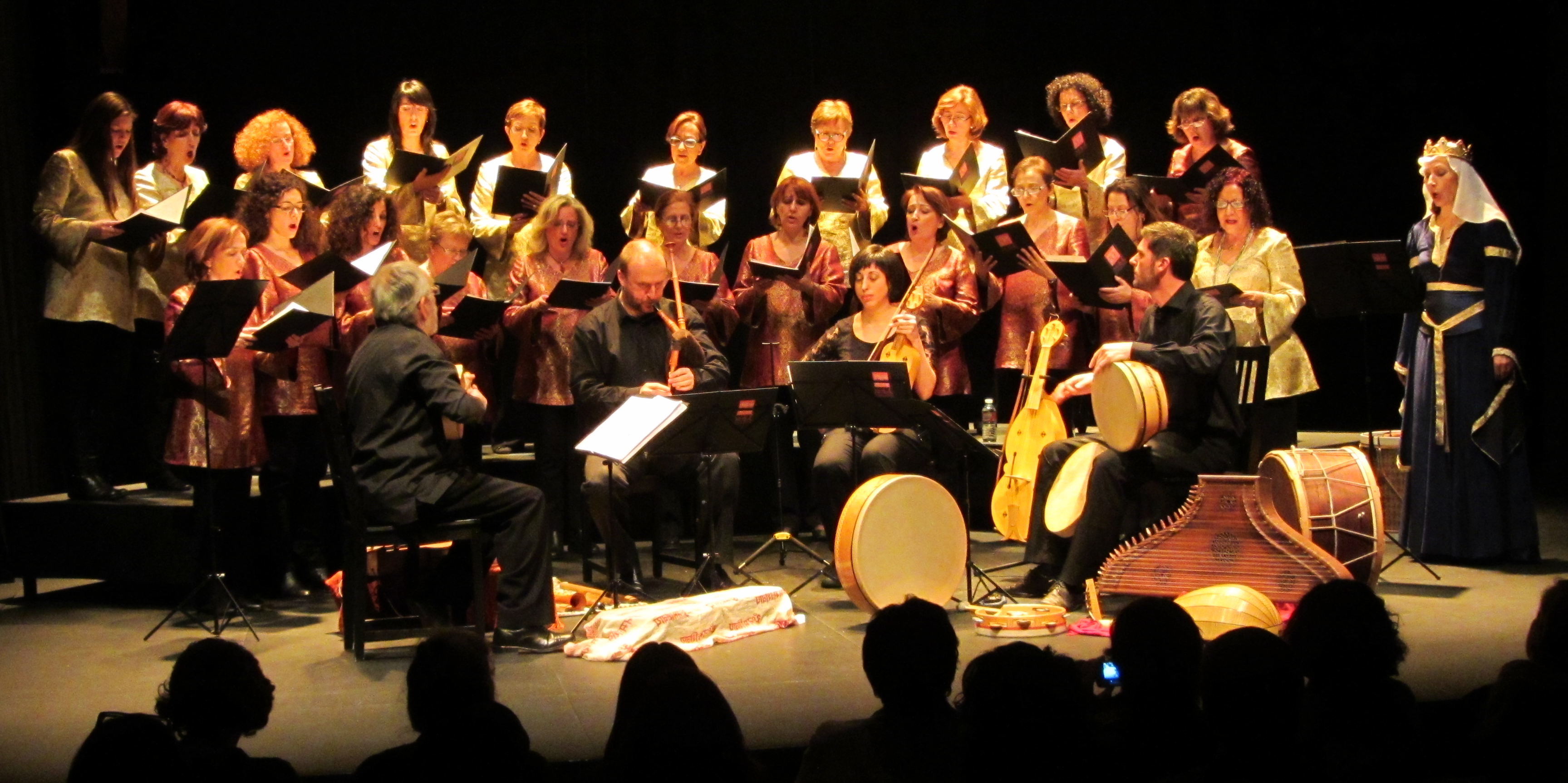
Grupo Vocal Nuba actuando en el Corral de Comedias de Alcalá

Entre las asociaciones culturales las hay de música clásica: 
- Banda Sinfónica Complutense, fundada en 1999.[201]
- Camerata Complutense, fundada en 2008
- Club de Música Avellaneda, fundado en 2010.[202]
- Coral Alcalaína Pueblos de España
- Coral del Centro Obrero Católico de Alcalá
- Coral Paraninfo de Alcalá de Henares
- Coral Polifónica Complutense[203]
- Coro de Cámara Duque de Calabria, fundado en 1994.[204]
- Coro de la Universidad de Alcalá, fundado en 1979.[205]
- Coro Lírico Ciudad de Alcalá
- Escolanía de los Santos Niños de la Catedral Magistral de Alcalá de Henares, fundada en 2009.[206]
- Grupo Vocal Nuba, fundado en 2003.[207]
- Juventudes Musicales de Alcalá de Henares, fundada en 1967.[208]
- Lírica Ciudad de Alcalá
- Orfeón Complutense, fundado en 1988. Inicialmente denominado Sociedad Lírica Complutense[209] en 2020 cambia a la actual designación, y se le integran los componentes del desaparecido coro lírico Miguel de Cervantes (fundado en 2003).[210]
- Orquesta Ciudad de Alcalá, fundada en 1996.[211][212]
- Orquesta de la Universidad de Alcalá, fundada en 2008.[213]
- Orquesta Filarmónica Cervantina de las 25 Villas
- Schola Cantorum de Alcalá de Henares, fundada en 1974.[214]

De música y danza tradicional:
- Colectivo de Cultura Tradicional Pliego de Cordel, fundada en 2000.[215]
- Grupo folklórico Vagalume de la Asociación Galega Corredor do Henares, fundado en 1999.[216][217]

Agrupaciones musicales:
- Agrupación de Zarzuela Alcalá de Henares, fundada en 1998
- Agrupación Musical Jesús de Medinaceli de Alcalá de Henares, fundada en 2000.[218]
- AMC La Columna de Alcalá de Henares, fundada en 2009.[219]
- Agrupación Musical Humildad y Fe de Alcalá de Henares, fundada el 27 de abril de 2017.[220]
- Banda de Palio de Juventudes Musicales de Alcalá, fundada en 2021[221]

De música pop-rock:
- La Voz del Desierto, fundado en 2003

De jazz: 
- Big Band de Alcalá de Henares, fundada en 2007[222]

### Asociaciones culturales
En Alcalá de Henares hay numerosas asociaciones culturales:
- Sociedad de Condueños, fundada en 1850.
- Círculo de Contribuyentes, fundado en 1893.
- Mutual Complutense, fundada en 1909.
- Asociación de Filatelia y Coleccionismo de Alcalá de Henares, fundada en 1977.[223]
- Institución de Estudios Complutenses (IEECC), fundada en 1982.[224]
- Asociación de Amigos de la Universidad de Alcalá, fundada en 1987.[225][226]
- Asociación Cultural Hijos y Amigos de Alcalá, fundada en 1994.[227]
- Centro Internacional de Estudios Históricos Cisneros (CIEHC), fundado en 1996.[228]
- Asociación para la Recuperación del Palacio Arzobispal de Alcalá de Henares (ARPA), fundada en 2006.[229][230]

### Premios

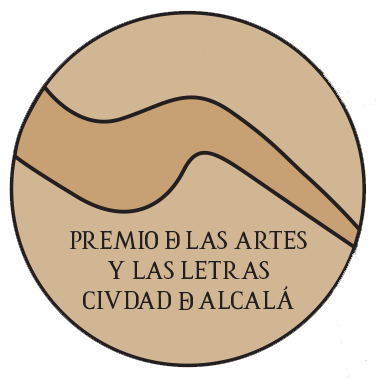
Premios Ciudad de Alcalá.

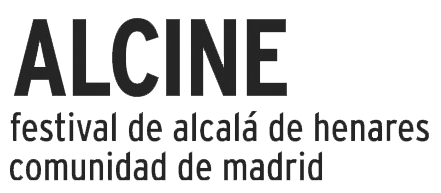
Premios del Festival de Cine de Alcalá de Henares (ALCINE)

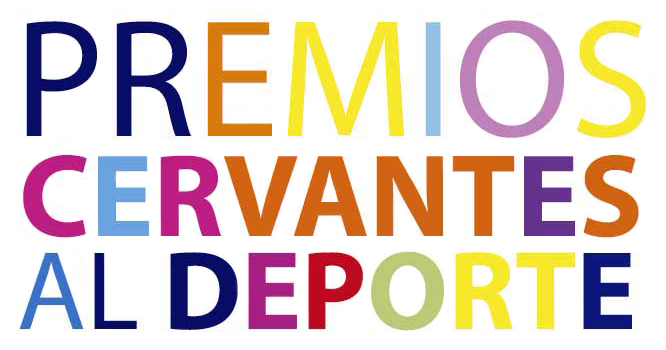
Premios Cervantes al Deporte.

Galardones de tipo cultural otorgados en Alcalá de Henares, ordenados por fecha de entrega:
- 10 de febrero: los Premios Cervantes al Deporte en diferentes categorías, organizado por la Concejalía de Deportes del Ayuntamiento de Alcalá de Henares desde 1998.[231]
- Marzo: el Certamen Literario Infantil y Juvenil Cervantes se inició en 1985. Participan alumnos de primaria y secundaria de cualquier centro educativo de la Comunidad de Madrid, divididos por edades en cinco categorías, con tema libre. Además, de una categoría especial sobre igualdad.[232][233]
- 23 de abril: en conmemoración de la muerte de Miguel de Cervantes, desde 1976 se entrega el Premio de Literatura en Lengua Castellana Miguel de Cervantes de manos de los Reyes de España en el Paraninfo cisneriano. Lo organiza el Ministerio de Educación, Cultura y Deporte de España.[234]
- 15 de mayo: el Certamen de poesía José Chacón lo convoca, desde 1991, el Ayuntamiento de Alcalá de Henares en conmemoración del óbito del poeta (15 de mayo de 1988).[235]
- Mayo: El Premio Cervantes Gastronómico es un galardón honorífico que se entrega anualmente, desde 2017, en reconocimiento a un personaje destacado de la enogastronomía española. Conjuntamente se celebra el Certamen Alcalá Gastronómica, concurso culinario anual entre los restaurantes complutenses desde 2014.
- 6 de junio: el Premio de investigación María Isidra de Guzmán, instituido en 1992, lo convoca el Ayuntamiento de Alcalá de Henares en conmemoración del día (6 de junio de 1785) en que una mujer consiguió el primer doctorado en España. Su objetivo es apoyar y difundir los estudios científicos sobre las mujeres, realizados por investigadores universitarios.[236]
- Julio: El Premio Fuente de Castalia es un reconocimiento a instituciones y personas dedicados al teatro clásico. Lo otorgan anualmente, desde 2006, la Comunidad de Madrid y el Ayuntamiento de Alcalá de Henares, en el marco del Festival Iberoamericano del Siglo de Oro de la Comunidad de Madrid- Clásicos en Alcalá. [237]
- Agosto: El Trofeo Cervantes fundado en 1967, y el Trofeo Dulcinea fundado en 2021, son campeonatos amistosos de fútbol organizados por la R. S. D. Alcalá.[238]
- 9 de octubre: para fomentar la cultura en sus diferentes ámbitos, desde 1969 se convocan los Premios Ciudad de Alcalá para las modalidades de arquitectura, artes visuales, artes y letras, fotografía, investigación histórica, narrativa, patrimonio mundial, periodismo y poesía.[239][240]
- Octubre: Desde 1992 el Premio Cervantes Chico distingue a un escritor de lengua castellana cuya trayectoria destaque por su labor en el campo de la literatura infantil y juvenil; además, se premia a escolares, de todos los centros educativos de la ciudad, que han destacado por sus valores humanos. Lo organizan el Ayuntamiento de Alcalá de Henares y la Asociación de Libreros y Vendedores de Prensa de Alcalá de Henares (ALPHA).[241][242][243]
- Noviembre: Los Premios del Festival de Cine de Alcalá de Henares (ALCINE) constituyen un certamen cinematográfico de cortometrajes, se celebra anualmente desde 1970.[244]
- 25 de noviembre: Desde 2016 los Premios Francisca de Pedraza contra la violencia de género reconocen y distinguen a las personas o instituciones que destaquen en la prevención y erradicación de la violencia contra la mujer.[245]
- Desde 2012 los Premios Alcalá Emprende, convocados por el Ente Público Empresarial Alcalá Desarrollo, pretenden fomentar el tejido empresarial en la ciudad. Presenta tres categorías: a la Mejor Iniciativa Empresarial, al Comercio más Innovador y a la Mejor Iniciativa de Emprendimiento Social.[246][247]

### Gastronomía

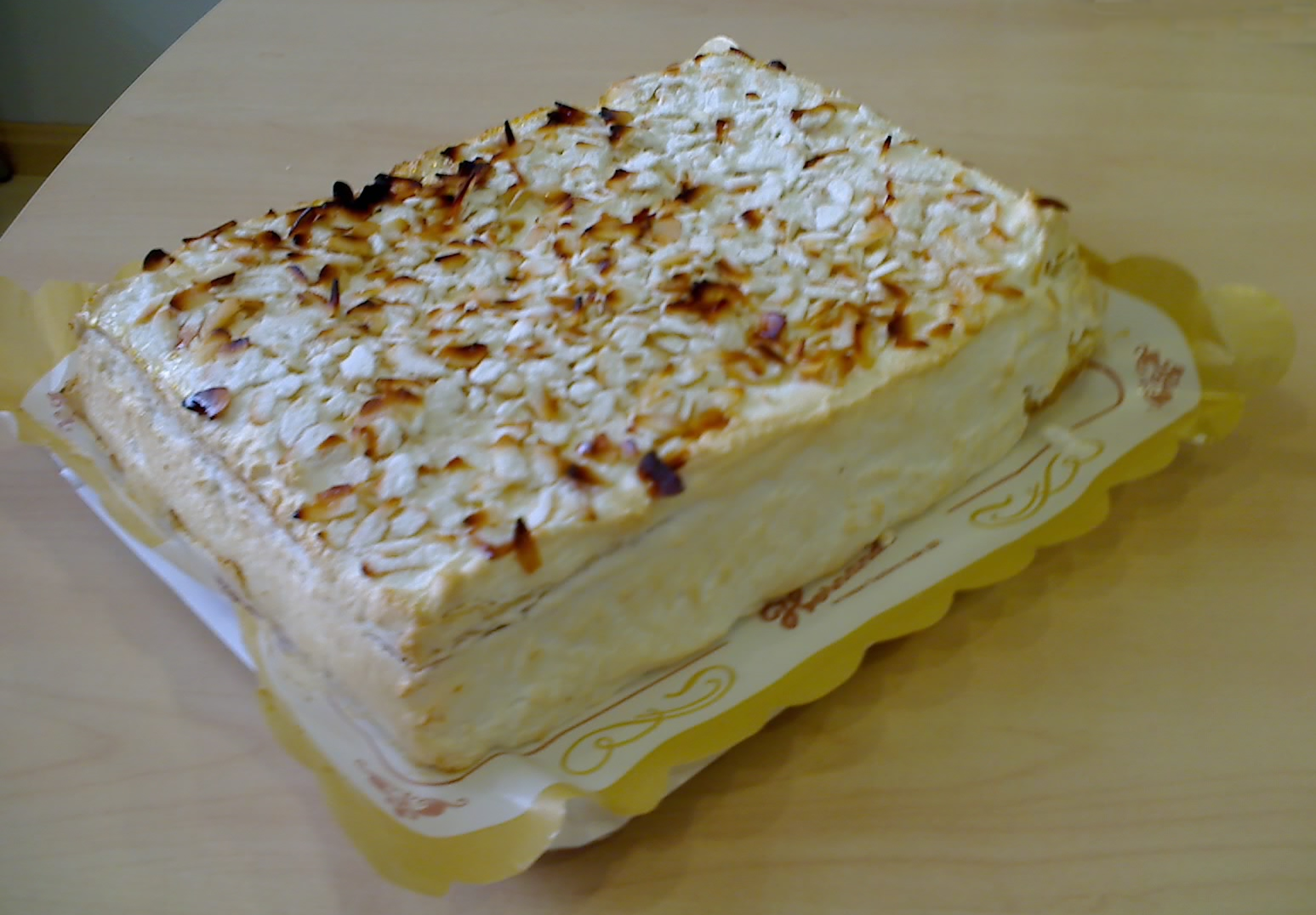
Costrada de Alcalá

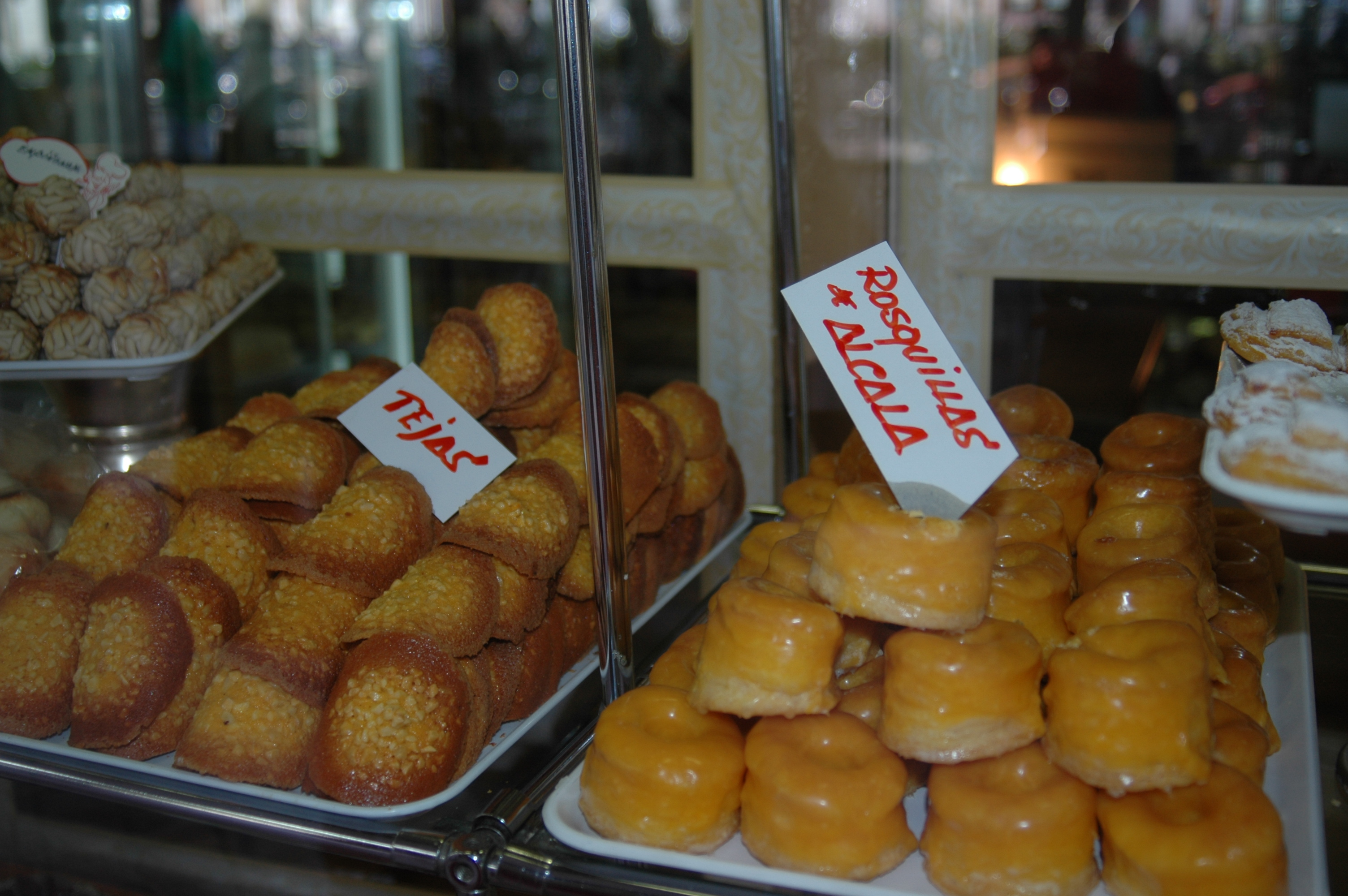
Productos típicos complutenses: tejas y rosquillas

Durante todo el año se desarrollan diferentes actividades gastronómicas. En febrero se celebra la Semana Gastronómica; y a finales de septiembre, las Jornadas Gastronómicas Cervantinas, en las que participan los principales restaurantes de Alcalá de Henares elaborando menús inspirados en la cocina quijotesca. También hay una Ruta de las Tapas basada en los platos tradicionales alcalaínos.
La ciudad cuenta con un nutrido número de restaurantes, entre los cuales abundan los especializados en la gastronomía castellana de la región: caldos, asados, hortalizas... Es típica comida castellana-manchega con nombres provenientes de la novela de Don Quijote de la Mancha. Destacan sobre todo las migas manchegas con chorizo, huevos fritos o la sopa de ajo. Como platos fuertes están los asados de cordero o cabritillo o la lubina al horno.
La repostería se fundamenta en los dulces conventuales, que gozan de gran prestigio, como las almendras garrapiñadas, las migas con chocolate, las tejas, las rosquillas de Alcalá, el hornazo, las torrijas y los penitentes (dulces de Semana Santa) o las castañas asadas (comunes en otoño). El postre estrella complutense es la costrada de Alcalá, elaborada a base de capas de hojaldre, crema pastelera y merengue.

### Arte
Alcalá ha sido y es el escenario de multitud de películas, series de televisión, documentales y anuncios, además de inspiración para obras literarias y musicales.
Por otro lado, desde que en 1984 la Fundación Colegio del Rey se encargó de gestionar las actividades culturales de la ciudad, se inició una colección de arte plástica contemporánea que se ha ido ampliando con el tiempo, hasta alcanzar más de 300 obras de diferentes disciplinas artísticas (dibujo, escultura, fotografía, pintura y videocreación) tanto de autores consagrados como noveles. Constituye la Colección de Arte del Ayuntamiento de Alcalá de Henares. Desde el año 2000 se han organizado una serie de exposiciones, con las obras de este fondo artístico, bajo el título de Una cierta figuración.

### Medios de comunicación

#### Prensa
La ciudad dispone de prensa escrita desde el siglo XVIII, cuando se publicó La Gaceta de Alcalá. Medios de prensa existentes en la localidad son:
- Puerta de Madrid. Fundado en 1968. Semanario.
- Alcalá Actualidad. Desde 1998, revista mensual gratuita.
- Alcalá Digital, fundado en 1999 primer periódico digital que se fundó en Alcalá de Henares.
- Portal local, diario digital fundado en 2011 y cerrado en 2019.
- Gente Corredor del Henares. Desde 2008, semanario gratuito.

| FM           | Nombre                        |
| ------------ | ----------------------------- |
| 87.7         | Europa FM Alcalá de Henares   |
| 90.0         | Onda Henares                  |
| 97.6 y 100.2 | Onda Cero Alcalá              |
| 100.9        | MegaStar Alcalá de Henares    |
| 102.4        | Límite FM Alcalá de Henares   |
| 103.1        | SER Henares                   |
| 106.0        | Radio Burbuja                 |
| 107.4        | Radio Actividad               |
| 107.4        | Radio Universitaria de Alcalá |

- Al Día. Desde 2005, también con el nombre Alcalá al Día, revista mensual buzoneada gratuita.
- Global Henares, prensa digital.
- La Luna de Alcalá, portal digital de comunicación fundado en 2015.
- Deporte Alcalá, medio de comunicación deportivo local fundado en 2015.
- Dream Alcalá, diario digital local creado en 2013.
- Alcalá Hoy, medio local digital fundado en 2013.

Entre los años 1992 y 2016 destacó el Diario de Alcalá como un referente en la prensa local complutense.

#### Emisoras de radio
La primera emisora de radio de Alcalá de Henares fue la EAJ-29, denominada Emisora Radio Central, e inaugurada el 21 de noviembre de 1934. Era de onda media con una potencia máxima de 200 w, y fue concedida a Juan Manuel Álvarez de Lorenzana.
SER Henares cuenta con su sede en el paseo de la Estación y Onda Cero Alcalá tiene sus oficinas en la calle Libreros.

### Deporte

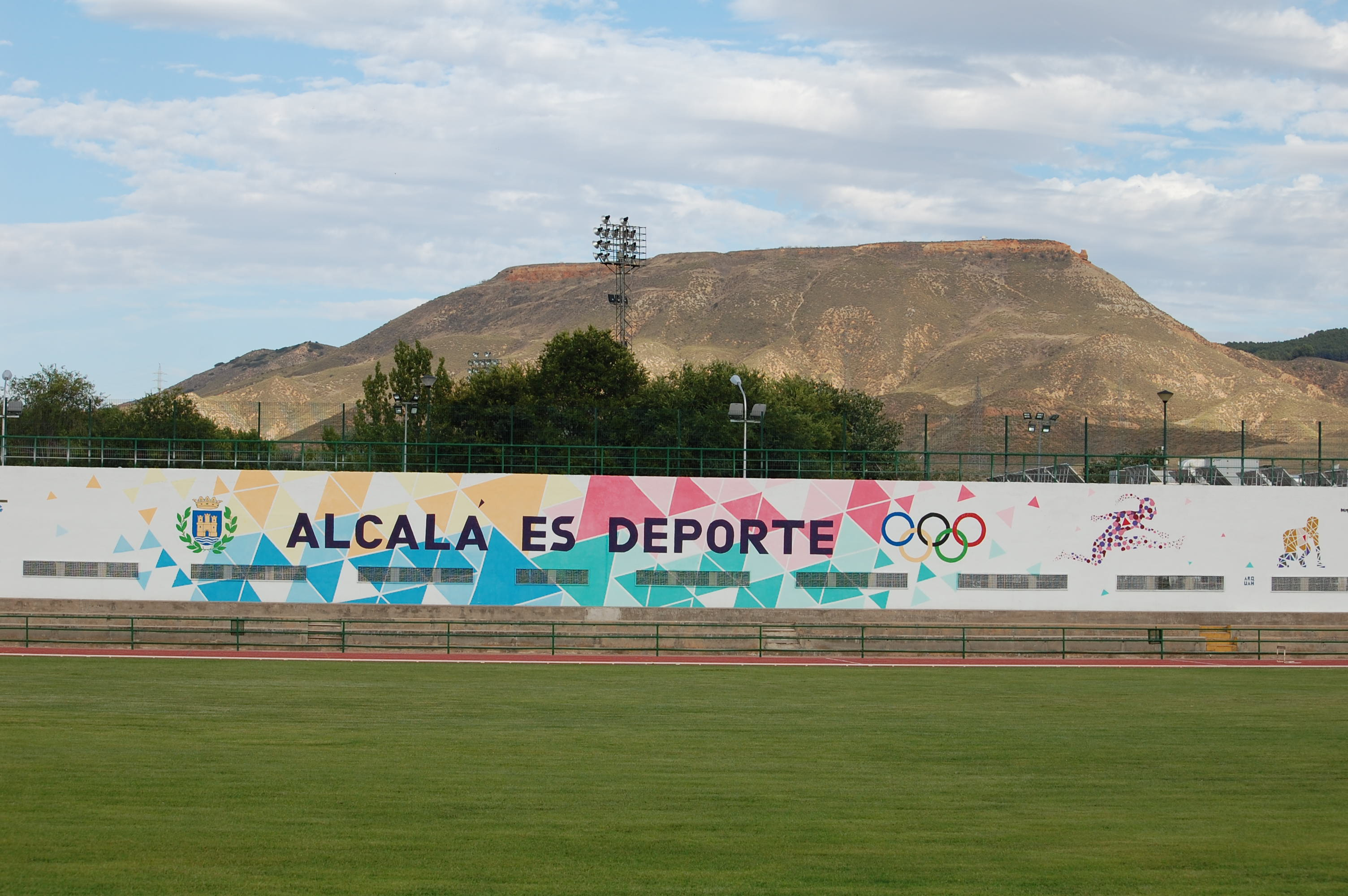
Alcalá es deporte (Ciudad Deportiva Municipal El Val)

Alcalá de Henares cuenta con una larga tradición deportiva. Con modernas instalaciones, unas 140 asociaciones deportivas, y numerosas actividades físicas y competiciones de primer nivel.

## Ciudades hermanadas
- Talence, Francia (10/07/1985), ciudades universitarias[273]
- Peterborough, Reino Unido (29/01/1986), ciudad en la que está enterrada Catalina de Aragón[274]
- Guanajuato, México (11/1990), capital cervantina de América[275][276]
- Plaza de la Revolución de La Habana, Cuba (20/11/1999), ayuda humanitaria
- El Toboso, España (22/04/2001), ciudad natal del personaje cervantino Dulcinea[277]
- Lublin, Polonia (14/07/2001), gran comunidad de población polaca[278]
- Edchera, Sahara Occidental (30/03/2002), solidaridad con los campamentos de saharauis[279]
- Alba Iulia, Rumanía (20/04/2002), gran comunidad de población rumana[280]
- Azul, Argentina (29/06/2011), declarada «Ciudad Cervantina de Argentina» por la centro UNESCO Castilla-La Mancha[281]
- Lebrija, España (05/07/2021), ciudad natal de Antonio de Nebrija[282][283]
- Montauban, Francia (31/10/2022), ciudad donde está enterrado Manuel Azaña[284]

Hay, además, relaciones de amistad con otras dos ciudades, pero sin acta de hermanamiento oficial: 
- Narbona, Francia (década de 1970), relacionadas por los Santos Niños Justo y Pastor[285]
- San Diego, Estados Unidos (1982), relacionadas por San Diego de Alcalá[286]

Red de Ciudades Cervantinas
En abril de 2017, coincidiendo con la conmemoración del IV Centenario de la muerte de Cervantes, se creó en Alcalá de Henares la Red de Ciudades Cervantinas. Inicialmente se compone de 15 municipios vinculados con la figura de Miguel de Cervantes en África, América y Europa: Alcalá de Henares, Argamasilla de Alba, Argel, Azul, Barcelona, Ciudad Real, Córdoba, El Toboso, Esquivias, Lisboa, Madrid, Montevideo, Sevilla, Toledo y Valladolid. Su objetivo es difundir la obra y la vida de Miguel de Cervantes mediante el intercambio de actividades y de experiencias.

## Reconocimiento
- 1998: Ciudad Patrimonio de la Humanidad de la UNESCO.[51][99]
- 2023: Premio Ciudadanos en la categoría La Era Digital en el III Congreso de la Era Digital Humanista en la Secretaría de Estado de Digitalización e Inteligencia Artificial.[288]
- 2024: Mejor destino de Turismo Urbano de España de COMPETUR[289]